# New York City Fire Department

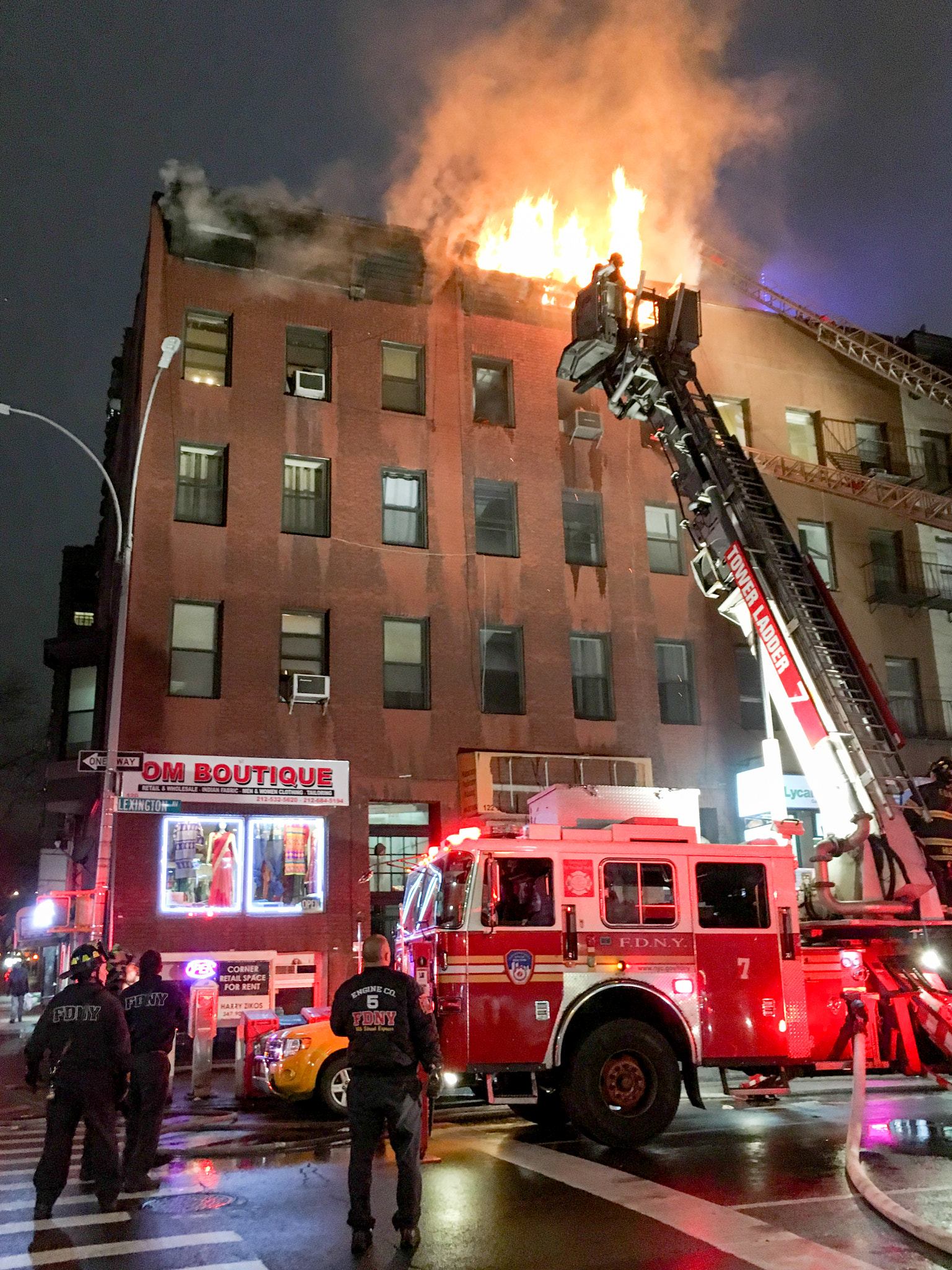
Tower Ladder 7 bei einem Brand an der Lexington Avenue (Manhattan)

Das New York City Fire Department (oder Fire Department City of New York; die gebräuchliche englische Abkürzung ist FDNY) ist die Berufsfeuerwehr der Stadt New York.
Die Aufgaben der New Yorker Berufsfeuerwehr umfassen alle Bereiche der nichtpolizeilichen Gefahrenabwehr. Dazu zählen unter anderem die Brandbekämpfung, der Rettungsdienst, die Technische Hilfeleistung, die Rettung aus Höhen und Tiefen, die Wasserrettung, der vorbeugende Brandschutz sowie die Abwehr von chemischen, biologischen, radiologischen und nuklearen Gefahren. Außerdem ist das FDNY für die Brandursachenermittlung in New York zuständig. Bei Katastrophen oder Großschadensereignissen hat die Feuerwehr ihre eigene Führungsspitze, so auch die Polizei und weitere Behörden wie die Port Authority of New York and New Jersey. Die Koordination der Behörden und Hilfsdienste übernimmt New York City Emergency Management, das Katastrophen- und Zivilschutzamt der Stadt.
In ihrem knapp 834 km² großen Zuständigkeitsgebiet sorgt die New Yorker Feuerwehr für die Sicherheit von über 8,5 Millionen Menschen. New York City liegt auf einem Archipel mit fast 1000 km Atlantikküste zu weiten Teilen auf Meereshöhe und im Einflussgebiet von Hurrikanen.:6 Die vielfältige Bebauungsstruktur in den fünf Stadtbezirken reicht von Hochhäusern und Wolkenkratzern über Quartiere mit mehrgeschossigen Altbauten bis hin zu vorstadtartigen Einfamilienhaus-Wohngebieten, von großen Gewerbegebieten zu einem Seehafen und zwei Flughäfen. Pipelinetrassen, Verkehrswege wie die U-Bahnen New York City Subway und PATH, Schnellstraßen und Brücken und Tunnel im New Yorker Hafen halten ebenso Gefahrenquellen bereit wie Flüsse, Kanäle, große Parks und bewaldete Gebiete. In jüngerer Zeit treten vermehrt Starkregenereignisse auf.
Das FDNY verfügt über etwa 480 aktive Einsatzfahrzeuge (Löschfahrzeuge, Hubrettungsfahrzeuge, Rüstwagen, Führungs- und Unterstützungsfahrzeuge), über 400 Rettungswagen und mehrere dutzend Reservefahrzeuge. Damit ist das FDNY die zweitgrößte städtische Feuerwehr der Welt, nach der Feuerwehr Tokio.

## Organisation

### Leitung
An der Spitze des FDNY steht ein Fire Commissioner. In Deutschland wäre das etwa ein Stellvertretender Bürgermeister oder Beigeordneter für das Feuerwehrwesen. Dieser zivile Leitungsbeamte wird vom Mayor (Oberbürgermeister) eingesetzt. Ihm zur Seite stehen Deputy Commissioners und Assistant Commissioners, welche ebenfalls Zivilbeamte sind und einzelne Verwaltungsbereiche (z. B. Personal, Finanzen, Forschung und Entwicklung, Informationstechnik, Beschaffung, Gebäudemanagement) leiten.:8
Der ranghöchste uniformierte Feuerwehrbeamte ist der Chief of Department. Unter dem New Yorker Mayor Eric Adams wurden ernannt:
- als 35. Fire Commissioner Robert S. Tucker (seit 12. August 2024, Enkel des Operntenors Richard Tucker)[3]
- als Chief of Department John Esposito (seit 26. September 2024, vorher kommissarisch)[4]

### Stabsebene

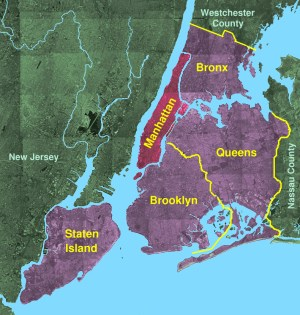
Die fünf New Yorker Stadtbezirke

Im operativ-taktischen Bereich sind unter dem Chief of Fire Operations und dessen Stellvertreter rund ein Dutzend Assistant Chiefs (Vier-Sterne-Chiefs) und Deputy Assistant Chiefs (Drei-Sterne-Chiefs) zuständig für die Bereiche Ausbildung, Einsatzdienst Feuerwehr und Einsatzdienst Rettungsdienst, sowie für den vorbeugenden Brandschutz, Sonderaufgaben, Terrorabwehr, Kommunikation oder die Ausbildungsakademie. Die größten Sachgebiete sind: Einsatzdienst abwehrender Brandschutz, Einsatzdienst Rettungsdienst, das Ausbildungswesen und der vorbeugende Brandschutz. Aus der Riege der Vier-Sterne-Chiefs und des Chief of Fire Operations wird bei großen Einsätzen ab der Alarmstufe „Vierter Alarm“ ein Einsatzleiter gestellt.
Die Borough Commands stellen die höchste Organisationsebene im täglichen Einsatzdienst dar. Für jeden der fünf Stadtbezirke (Boroughs) New Yorks existiert ein Borough Command. Die Borough Commanders übernehmen tagsüber während ihrer Dienstzeiten in den eigenen Boroughs die Einsatzleitung ab der Alarmstufe „Dritter Alarm“.
Aus den Drei-Sterne-Chiefs und den Borough Commanders wird rotierend die Funktion des Citywide Tour Commander (etwa übersetzbar als „Schichtleiter für die Gesamtstadt“, „Tour“ und nicht „Shift“ ist beim FDNY der Fachbegriff für Dienstschicht) gestellt, der außerhalb der werktäglichen Dienstzeiten als zentrale Rufbereitschaft für Einsätze in allen Boroughs bereitsteht.

### Divisions und Battalions
Die Borough Commands sind in neun Divisions untergliedert: Je zwei für Manhattan, Brooklyn, Queens und die Bronx, sowie eine für Staten Island zusammen mit dem Südwestteil von Brooklyn. Jede Division wird von einem Division Commander und drei Deputy Chiefs befehligt,:3 sowohl im Einsatzdienst als auch mit organisatorischen Aufgaben. Ein Division Chief wird als Einsatzleiter zu Einsätzen ab der Alarmstufe „10-75“, bestätigte Feuermeldung, alarmiert.
Einer Division unterstehen zwischen vier und sieben Battalions. Analog zur Division wird jedes Battalion von einem Battalion Commander und drei Battalion Chiefs geleitet. Ein Battalion Chief rückt zu jedem Einsatz aus, für dessen Abarbeitung mehr als ein oder zwei Companies benötigt werden. Eine bestätigte Feuermeldung wird mit zwei Battalion Chiefs beschickt. Größere Einsätze benötigen je nach Ausmaß weitere Battalion Chiefs, die standardisierte Führungsabschnitte übernehmen.

### Companies
In jedem Battalion gibt es vier bis acht Companies. Die Company ist die Basiseinheit der New Yorker Feuerwehr. Sie besteht regulär aus einem Captain (wörtlich: Hauptmann), drei Lieutenants und 25 Firefighters (Feuerwehrleuten). Die Angehörigen einer Company besetzen im Schichtdienst ein Primärfahrzeug und ggf. ein Sonderfahrzeug. Die genaue Besetzung variiert je nach Fahrzeugtyp und Sonderaufgaben der Company und besteht pro Schicht in der Regel aus einem Offizier (Captain oder Lieutenant) und vier bis fünf Feuerwehrleuten (kurz: 1/4 bzw. 1/5).

## Feuerwachen
In New York City gibt es insgesamt 218 Feuerwachen (englisch firehouse) und einige weitere Stützpunkte des FDNY. Auf jeder Wache sind eine bis mehrere Companies stationiert. Am häufigsten anzutreffen ist die Kombination aus einer Engine Company und einer Ladder Company. Es gibt Wachen, auf denen allein eine Engine Company oder allein eine Ladder Company stationiert ist. Neben dem jeweiligen Hauptfahrzeug der Company können noch etwaige Zweitfahrzeuge vorhanden sein. Zusätzlich zu den Companies gibt es auf bestimmten Wachen Fahrzeuge und Büroräume für das Battalion oder die Division. Nicht regelmäßig besetzte Reservefahrzeuge stehen auf Wachen im Stadtgebiet verteilt.
Die Kombination aus zwei Engine Companies und einer Ladder Company gibt es, anders als in früheren Zeiten, nur noch einmal: „The Big House“ Engine 264, Engine 328, Ladder 134 steht in dem am weitesten von Manhattan entfernten Stadtviertel Far Rockaway, das nahtlos in die dicht besiedelte Nachbarstadt Hempstead übergeht.
Einheiten des Special Operations Command (SOC) sind meistens in eigenen Wachen untergebracht. Eine Ausnahme stellt hier die Rescue Company 5 dar, die sich unter anderem mit der Engine Company 160 auf Staten Island eine verkehrsgünstig zur Verrazzano-Narrows Bridge gelegene Wache teilt. Ein Hauptstützpunkt des Special Operations Command befindet sich auf Randalls Island, ein weiterer auf Roosevelt Island.
|               | Engine | Ladder | Battalion | Division | Squad | Rescue |
| ------------- | ------ | ------ | --------- | -------- | ----- | ------ |
| Manhattan     | 41     | 32     | 12        | 2        | 1     | 1      |
| Brooklyn      | 61     | 39     | 16        | 2        | 2     | 1      |
| The Bronx     | 30     | 27     | 9         | 2        | 2     | 1      |
| Queens        | 48     | 33     | 9         | 2        | 2     | 1      |
| Staten Island | 17     | 12     | 3         | 1        | 1     | 1      |
| Gesamt        | 197    | 143    | 49        | 9        | 8     | 5      |

## Der Rettungsdienst – Emergency Medical Service

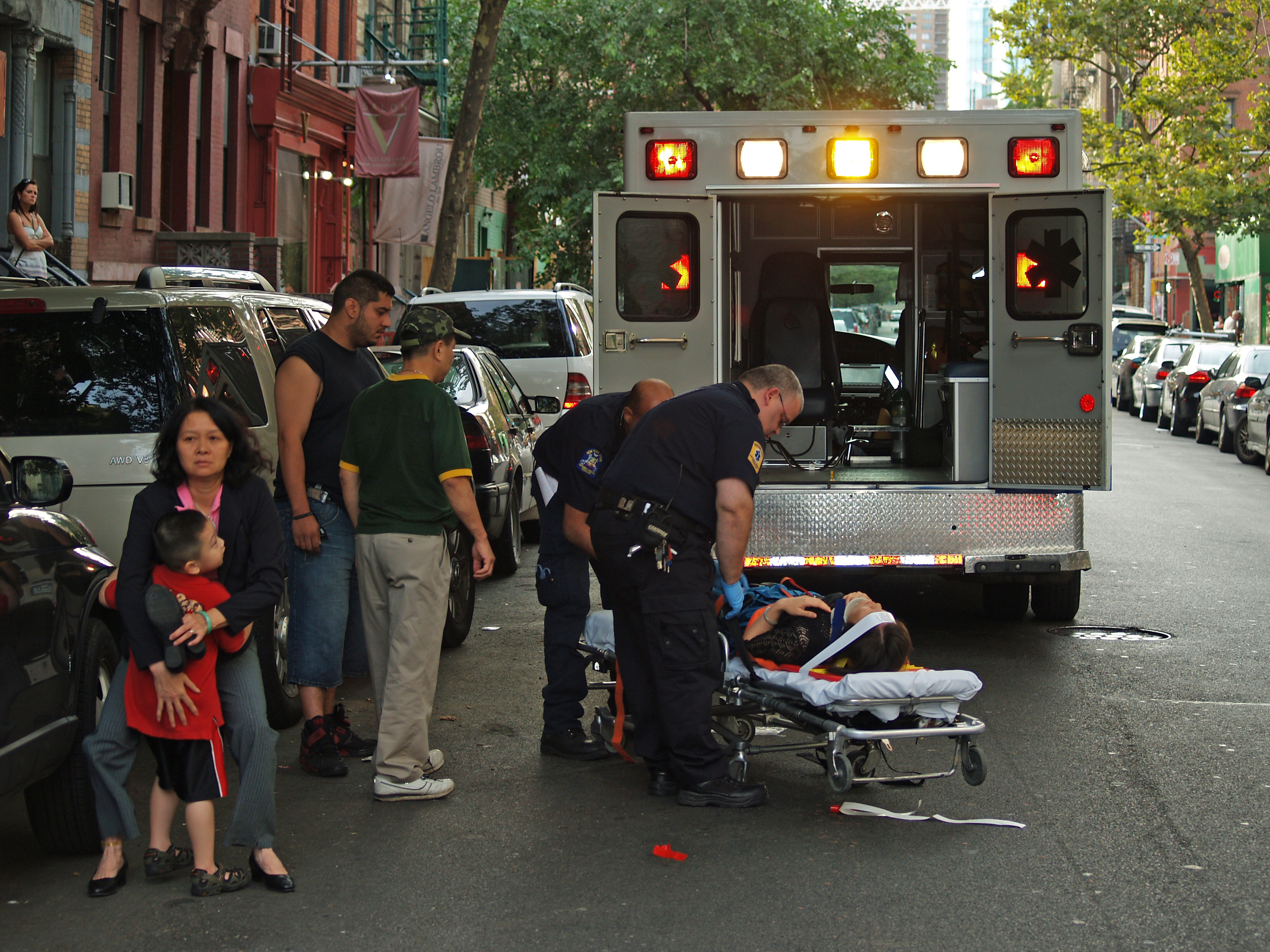
Ambulance bei Notfallpatientin

Die Einrichtung des Emergency Medical Service (medizinischer Notfalldienst, kurz EMS) in New York City ist die größte öffentliche Non-Profit-Partnerschaft im Rettungsdienst der Welt. Obwohl der EMS in die New Yorker Feuerwehr eingegliedert ist, werden ca. ein Drittel aller Rettungswageneinsätze innerhalb des Systems weiter von privaten Firmen für sowohl private kommerzielle als auch für gemeinnützige Krankenhäuser übernommen. Einige Krankenhäuser bieten den Rettungsdienst seit Mitte/Ende des 19. Jahrhunderts an und waren damit Vorreiter. In anderen Regionen und Bundesstaaten der USA gibt es andere Organisationsmodelle des EMS.
Täglich werden im Regelfall ungefähr 4000 eingehende Notrufe bearbeitet, zu Spitzenzeiten im Hochsommer ungefähr 5000 Notrufe. Mit Stand 2020 betreibt die Feuerwehr jeden Tag rund 470 Rettungswagen, in der Frühschicht rund 300.

### Versorgungsstufen
Im nichtärztlichen medizinischen Notfalldienst existieren folgende grundlegende Versorgungsstufen:

#### Certified First Responder mit Defibrillation (CFR-D)
Verpflichtend für alle Feuerwehrleute ist die Ausbildung zum Helfer vor Ort mit Zusatzausbildung am Defibrillator in einer vom Bundesstaat bzw. der Stadt New York zertifizierten Form. Dadurch dürfen sie Erste Hilfe, Herz-Lungen-Wiederbelebung und Defibrillation als grundlegende notfallmedizinische Versorgung leisten. Das Ziel ist, Patienten zu stabilisieren, sie transportfähig zu machen und an den EMS zu übergeben.
Im Alltag setzen die knapp 200 Engine Companies des FDNY diese Aufgabe um. Darüber hinaus kommen sie als CFR-D-Einheiten bei Großschadenslagen zum Einsatz. Wesentlich ist dabei der Einsatz als Atemschutzgeräteträger, wofür nur wenige EMS-Einheiten ausgebildet oder ausgerüstet sind, bei Bränden in Hochhäusern, Tunneln oder im Umgang mit Patienten, die mit gefährlichen oder hochinfektiösen Substanzen belastet sind.

#### Basic Life Support (BLS)
Die Versorgungsstufe Basic Life Support wird von BLS-Ambulances geleistet. Die Fahrzeuge sind mit zwei EMT (vergleichbar deutschen Rettungssanitätern) besetzt, die zur Herz-Lungen-Wiederbelebung ausgebildet sind.

#### Advanced Life Support (ALS)
Die Versorgungsstufe Advanced Life Support wird von ALS-Ambulances geleistet. Diese Fahrzeuge sind mit zwei höher qualifizierten Paramedics (ungefähr vergleichbar mit deutschen Notfallsanitätern) besetzt und ähnlich wie in Deutschland dazu berechtigt, in genau umschriebenen Notfällen in Abwesenheit eines Arztes Medikamente zu geben und andere ALS-Maßnahmen durchzuführen.

#### Spezialeinheiten
Weitere Spezialisierungen des EMS erhielten nach den Anschlägen des 11. September 2001 besonderes Gewicht:
- Haz-Tac-Einheiten (Hazardous Material Tactical Units) sind ALS- und BLS-Ambulances mit für die Dekontamination und den Gefahrgut (CBRNE)-Einsatz ausgebildeten EMT.
- Rescue Paramedic Ambulances sind ALS-Einheiten, die über die Haz-Tac-Fertigkeit hinaus qualifiziert sind für die Wasserrettung, das Arbeiten in der Gefahrenzone während der Rettung aus Höhen und Tiefen, der Engerettung und bei verschütteten oder eingeklemmten Patienten. Sie bringen Notfallmedizin in die Arbeit des Special Operations Command ein.[p 4]:17 Sie wurden 2006 erstmals aufgestellt.[6]

### Ärztliche Leitung des Rettungsdienstes
Das Office of Medical Affairs (OMA) verantwortet die medizinischen Aspekte des nichtärztlichen Rettungsdienstes und der Certified First Responder. Es führt Aus- und Weiterbildungen durch. Für die Paramedics und EMTs sind ständig Ärzte in einer Leitstelle („Medical Control“ oder „Telemetry“) über Funk und Telefon ansprechbar. Als Telearzt, oder als „OMA Response Physician“ insbesondere bei Großschadenslagen auch persönlich am Einsatzort, können sie notfallmedizinische Maßnahmen anweisen, die über den im Alltag per Delegation entsprechend der Versorgungsstufe autorisierten Umfang hinausgehen.:2:134

### Geschichte des EMS
Die EMS-Mitarbeiter des FDNY sind keine Feuerwehrleute, sondern zivile Angestellte, die Uniform tragen. Der New Yorker EMS wurde ursprünglich von der städtischen Health & Hospitals Corporation betrieben und war bis zu seiner Integration in das FDNY im Jahr 1996 selbstständig. Diese Integration führte aufgrund von Unterschieden in der Besoldung und der Organisationskultur der beiden Dienste zu großem Unmut, vor allem bei den Mitarbeitern des Rettungsdienstes. Dieser Unmut führte 2006 bereits zu Demonstrationen des Rettungsdienstpersonals, um die Arbeitsbedingungen zu verbessern. In beschränktem Umfang sind Beförderungen von EMS-Mitarbeitern zu Feuerwehrleuten möglich.
Im Durchschnitt werden jeden Tag rund 4000 Einsätze im Rettungsdienst gefahren. In der Frühphase der COVID-19-Pandemie in den Vereinigten Staaten wurde am 30. März 2020 ein historischer Höchstwert von 6527 Notrufen in 24 Stunden abgearbeitet. Am 6. April wurden 366 Herzstillstände verzeichnet, während für gewöhnlich rund 60 derartige Notfälle pro Tag auftreten. Über eine Vertragslaufzeit von zweimal 30 Tagen kamen ab dem 29. März 2020 über das nationale Ambulanzsystem der Federal Emergency Management Agency insgesamt 350 zusätzliche Rettungs- und Krankentransportwagen in New York zum Einsatz, von denen 207 dem FDNY zugewiesen und die übrigen für Verlegungsfahrten unter Koordination des New York City Emergency Management genutzt wurden.

## Fahrzeugtypen
Die 218 Feuerwachen des FDNY sind in unterschiedlichen Zusammenstellungen mit Companies und ihren Fahrzeugen besetzt.

### Engines und Ladders

#### Engine Company
Die Engines stellen den häufigsten Einheitentyp des FDNY dar (insgesamt 197 Companies). Engines sind grob mit den deutschen Tanklöschfahrzeugen vergleichbar. Die zwei Hauptaufgabengebiete der Engine Companies sind Brandbekämpfung und notfallmedizinische Helfer-vor-Ort-Einsätze. Engines sind überwiegend 1/4 besetzt (ein Offizier, vier Mann).
Es gibt bei den Engines nur wenige Unterschiede in Bezug auf Tankgröße und Pumpleistung. Die Standard-Engine hat eine zweistufige Pumpe mit einem Nennförderstrom von 7500 Litern (2000 Gallonen) Wasser pro Minute und einen Wassertank mit 1900 Litern (500 Gallonen) Inhalt. Auf Staten Island hatten in den 1960er-Jahren für Vegetationsbrände vor einer Verbesserung des Hydrantennetzes vier Engines einen 2800-Liter-Tank (750 Gallonen).
In Stadtgebieten mit vielen Hochhäusern sind Engines mit Hochdruckpumpe stationiert. Im Hochdruckbetrieb können sie mit speziellen hochdruckfesten Schläuchen 3800 Liter (1000 Gallonen) pro Minute in die Steigleitung von Gebäuden einspeisen. Bestimmte Engines in den Geschäftszentren mit Wolkenkratzern besitzen eine dreistufige Pumpe und können 7500 Liter (2000 Gallonen) pro Minute im Hochdruckbetrieb pumpen. Dies dient dazu, die gebäudeseitig vorhandenen Sprinkleranlagen und vorgeschriebenen Löscheinrichtungen mit genügend Löschwasser unterstützen zu können (englisch augmentation), auch wenn diese beschädigt oder bei Bauarbeiten außer Betrieb sind. Für ein Feuer oberhalb der 100. Etage eines Wolkenkratzers ist ein Pumpen-Ausgangsdruck von 45 bar nötig.:795

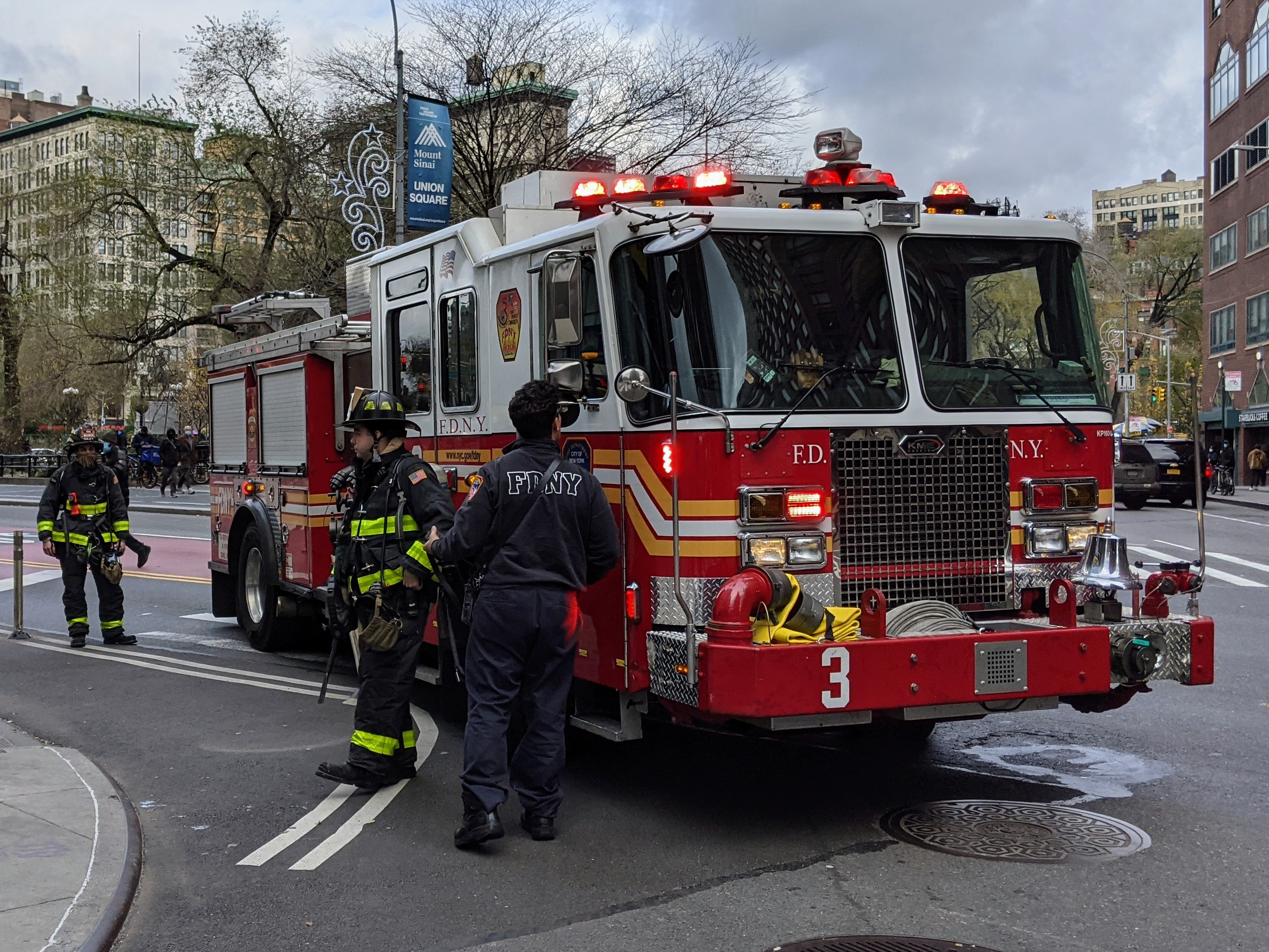
Engine 3 im Einsatz
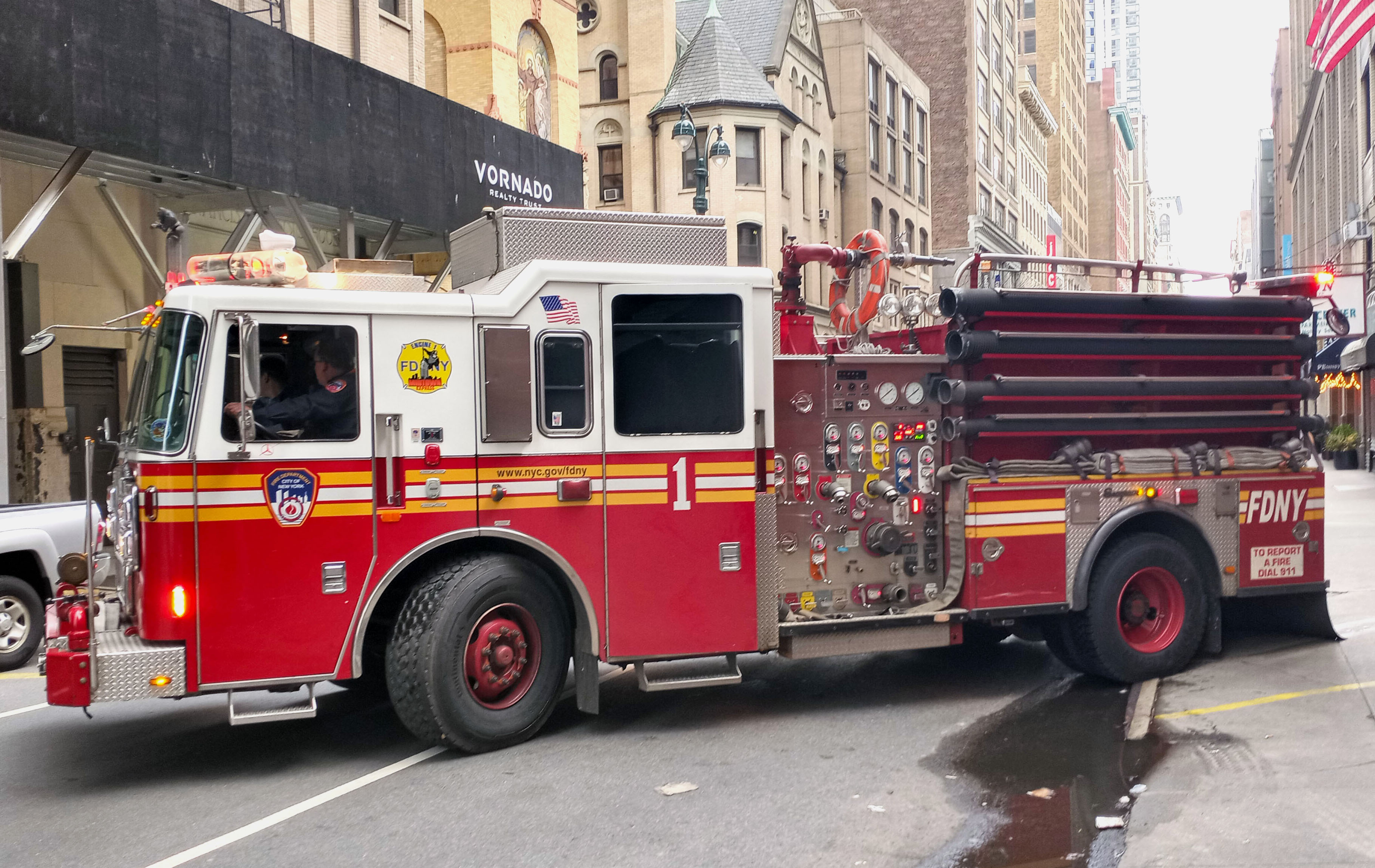
Engine 1 unterwegs
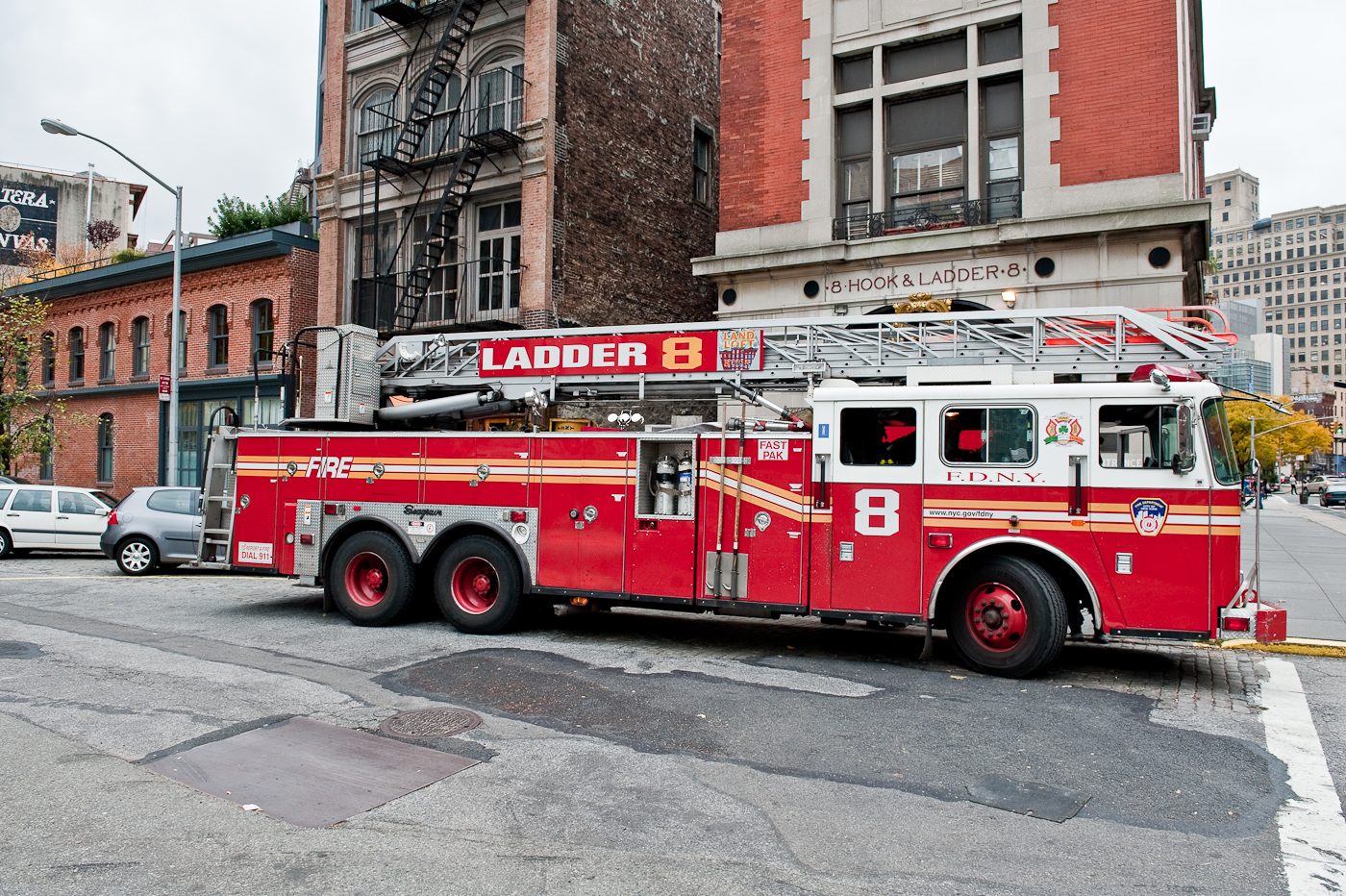
Ladder 8 vor dem Hook & Ladder Company 8 Firehouse ist eine „100-foot rearmount ladder“
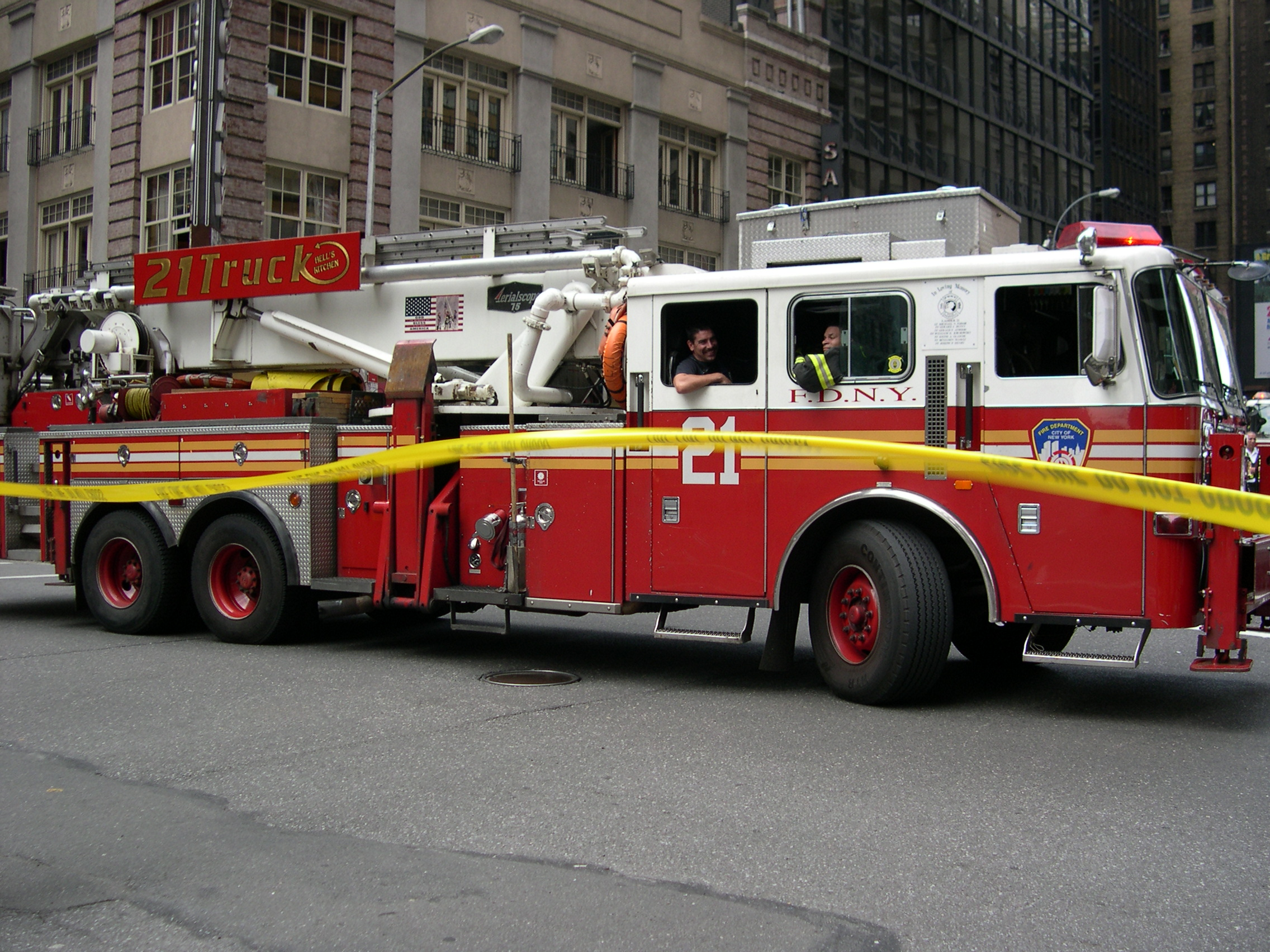
Ladder 21 ist eine „75-foot tower ladder“

#### Ladder Company
Die Ladder oder auch Truck genannten Hubrettungsfahrzeuge sind der zweithäufigste Fahrzeugtyp des FDNY (insgesamt 143 Companies). Bei einem Brand sind die Ladder Companies nicht für die eigentliche Brandbekämpfung, sondern für Aufgaben zuständig, die mit dem Merkbegriff VES (Vent – Enter – Search) gelehrt werden::169ff
- Vent: Belüftungsöffnungen schaffen, Taktische Ventilation durchführen
- Enter: Zugänge, Rettungswege und Fluchtwege sichern
- Search: Nach vermissten und gefährdeten Personen suchen.

Darüber hinaus fahren sie auch den größten Teil der Einsätze zur technischen Hilfeleistung, im Alltag besonders häufig zu undichten Leitungen und steckengebliebenen Aufzügen. Es gehören neben tragbaren Leitern auch hydraulisches Rettungsgerät, Hebekissen und diverses Werkzeug zur Beladung. Ladders sind immer 1/5 besetzt.
Beim FDNY gibt es vier verschiedene Fahrzeugtypen, die im Oberbegriff alle als „Ladder“ bezeichnet werden:
- 100-foot Rearmount Aerial: Drehleiter ohne Rettungskorb (ca. 30 m Leiterlänge)
- 100-foot Tillered Aerial: Drehleiter ohne Rettungskorb (ca. 30 m Leiterlänge), aufgebaut auf einem Sattelschlepper mit lenkbarer Hinterachse – diese sind wesentlich wendiger als die anderen Hubrettungsfahrzeuge und kommen mit engen Straßen von Manhattan und Brooklyn besser zurecht
- 75-foot Tower Ladder: Teleskopmast mit Rettungskorb (ca. 22 m Mastlänge)
- 95-foot Tower Ladder: Teleskopmast mit Rettungskorb (ca. 28 m Mastlänge).

Teleskopmastfahrzeuge für den Feuerwehrdienst wurden ab 1964 erprobt und bewährten sich schnell, so dass von 1971 bis 1974 insgesamt 59 Ladder Companies mit ihnen ausgestattet wurden. Heute sind ungefähr die Hälfte der Ladder Companies mit ihnen ausgestattet, damit an jedem Einsatzort schnell beide Fahrzeugarten eintreffen.

#### Zusatzfahrzeuge

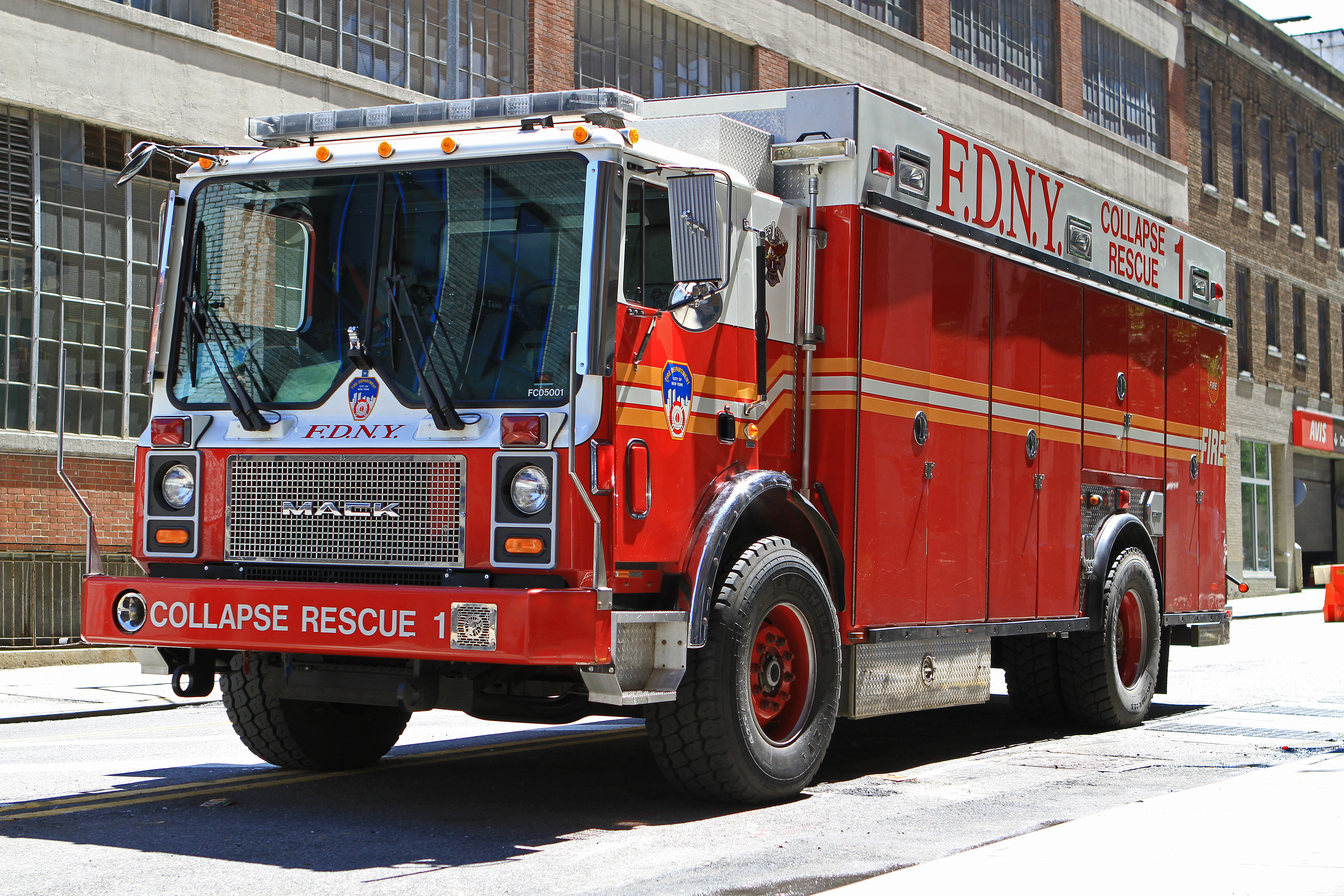
Collapse Rescue 1

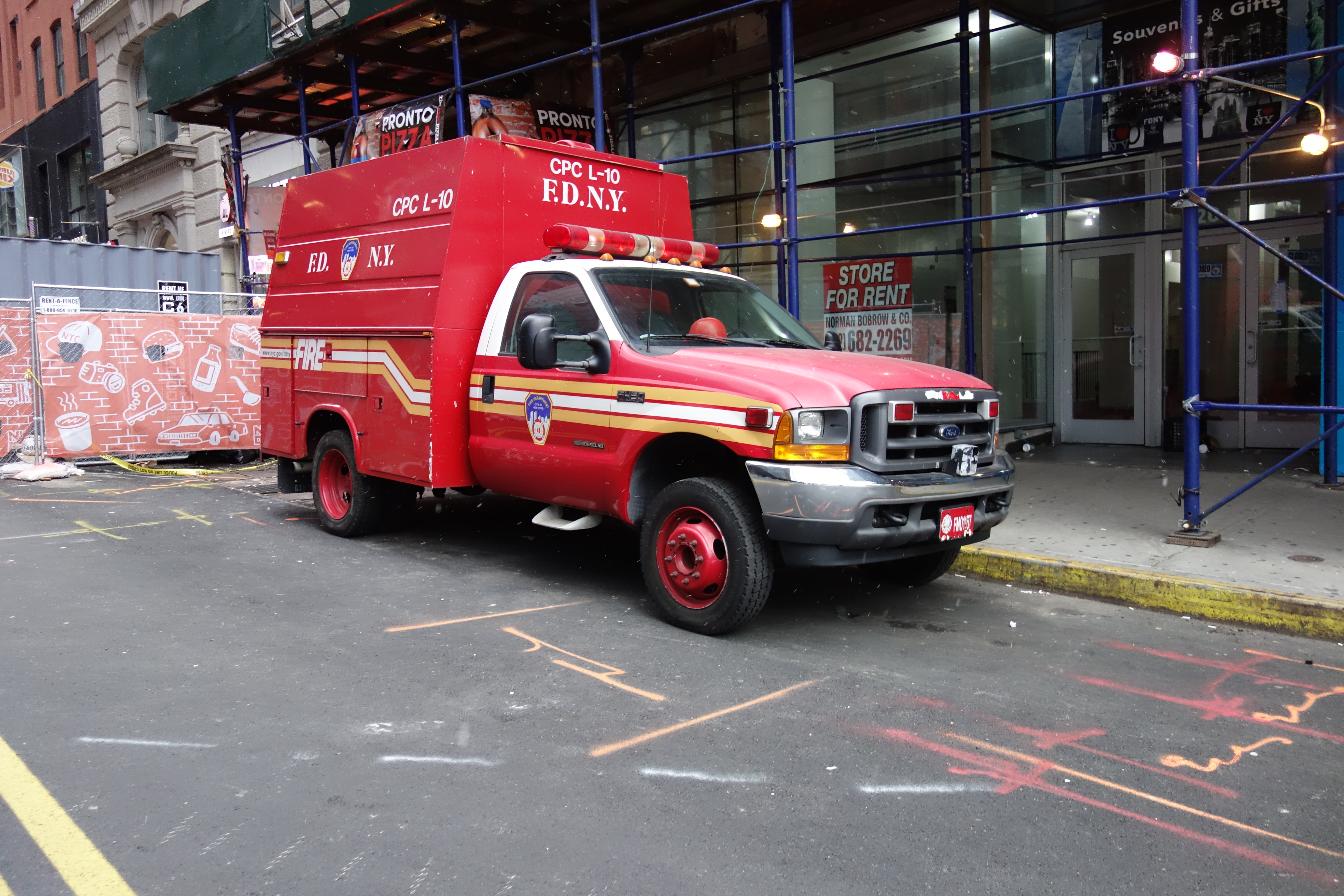
Typischer kleiner Gerätewagen, der mit unterschiedlichen Beladungen und als Schnelleinsatzfahrzeug eingesetzt wird

Viele der Companies erfüllen eine Zusatzaufgabe. Dazu besetzen sie bei Bedarf ein Zweitfahrzeug, auf dem entsprechendes Material verladen ist, zum Beispiel:
- Brush Fire Units sind geländegängige Löschfahrzeuge für Flurbrände.
- Collapse Rescue Units sind mit Material, beispielsweise Rüstholz, zur technischen Hilfeleistung bei Gebäudeeinstürzen, Bauunfällen etc. beladen.
- High-Rise Units („Hochhaus-Einheiten“) sind Gerätewagen mit Hubladebühne, die ihre Ausrüstung für die Bekämpfung von Bränden in Hochhäusern und Tunneln zum Teil auf Rollcontainern mitführen. An Bord sind Beleuchtungsmittel, ein Vorrat an Atemluftflaschen und große Druckbelüfter.
- Foam Tanker und Purple K Units sind Sonderlöschmittelfahrzeuge, die Löschschaum an Einsatzstellen liefern bzw. eine Pulverlöschanlage mit dem Hochleistungslöschpulver Purple K eingebaut haben.

Zur Unterstützung des Special Operations Command sind über 50 Ladder Companies mit je einem kleinen Gerätewagen ausgestattet. Dieser ist mit Werkzeugen und Geräten für die technische Hilfeleistung und den Gefahrguteinsatz beladen:
Bei den 15 Ladder Companies, die als „SOC Support Ladder“ (SSL) ausgerüstet sind, enthält die Beladung einen hydraulischen Rettungssatz und Material für Dekontaminationsaufgaben. Bei den 29 Ladder Companies, die als „Chemical Protective Clothing Ladder“ (CPC) ausgerüstet sind, liegt der Beladungsschwerpunkt auf Druckbelüftern und dem Nachschub von Chemikalienschutzanzügen; diese Einheiten kommen zur personellen Unterstützung bei Gefahrguteinsätzen und für verstärkte Belüftungsmaßnahmen bei verrauchten Objekten zum Einsatz.:28
Die kleinen Gerätewagen können bei Lagen wie Unwettern, Vegetationsbränden oder Schneestürmen unabhängig vom Hauptfahrzeug als Schnelleinsatzfahrzeuge (RRV, „Rapid Response Vehicles“) mit Personal in der Stärke 1/2 fahren. Bei Hitzewellen oder während der COVID-19-Pandemie in New York City wurden RRVs in der Besetzung 1/1 als First Responder zur Verstärkung des Rettungsdienstes eingesetzt.

### Sondereinheiten
Die folgenden Einheiten sind der Abteilung Special Operations Command („Abteilung für Spezialaufgaben“) zugeordnet.

#### Squad Company
Die acht Squads sehen den Engines sehr ähnlich, haben aber zur Platzersparnis eine einfache Pumpe (1000 statt 2000 Gallonen pro Minute Förderleistung) und führen weniger Schlauchmaterial mit. Stattdessen sind sie, ähnlich wie die Ladders, mit Material zur technischen Hilfeleistung beladen. In der Regel rückt bei jeder bestätigten Feuermeldung (Gebäudebrand) eine Squad Company aus, so dass die Besatzungen viel Einsatzerfahrung besitzen. Bei Einsätzen im näheren Umkreis ihrer Heimatwache arbeiten sie hingegen wie eine gewöhnliche Engine, in diesen Fällen wird noch eine andere Squad Company für die Sonderaufgaben hinzu alarmiert. Zu den Aufgaben der Squad Companies zählen neben der Brandbekämpfung und der technischen Hilfeleistung die Wasserrettung sowie kleine und mittlere Gefahrguteinsätze. Dafür wird ein zweites Fahrzeug vorgehalten, das als Gerätewagen zur technischen Hilfeleistung und für Gefahrguteinsätze beladen ist und im Bedarfsfall mit ausrückt. Die Squads sind universell einsetzbar und stellen bei größeren Einsätzen oftmals eine Art „Trumpfkarte“ für den Einsatzleiter dar. Squads sind immer 1/5 besetzt.

#### Rescue Company

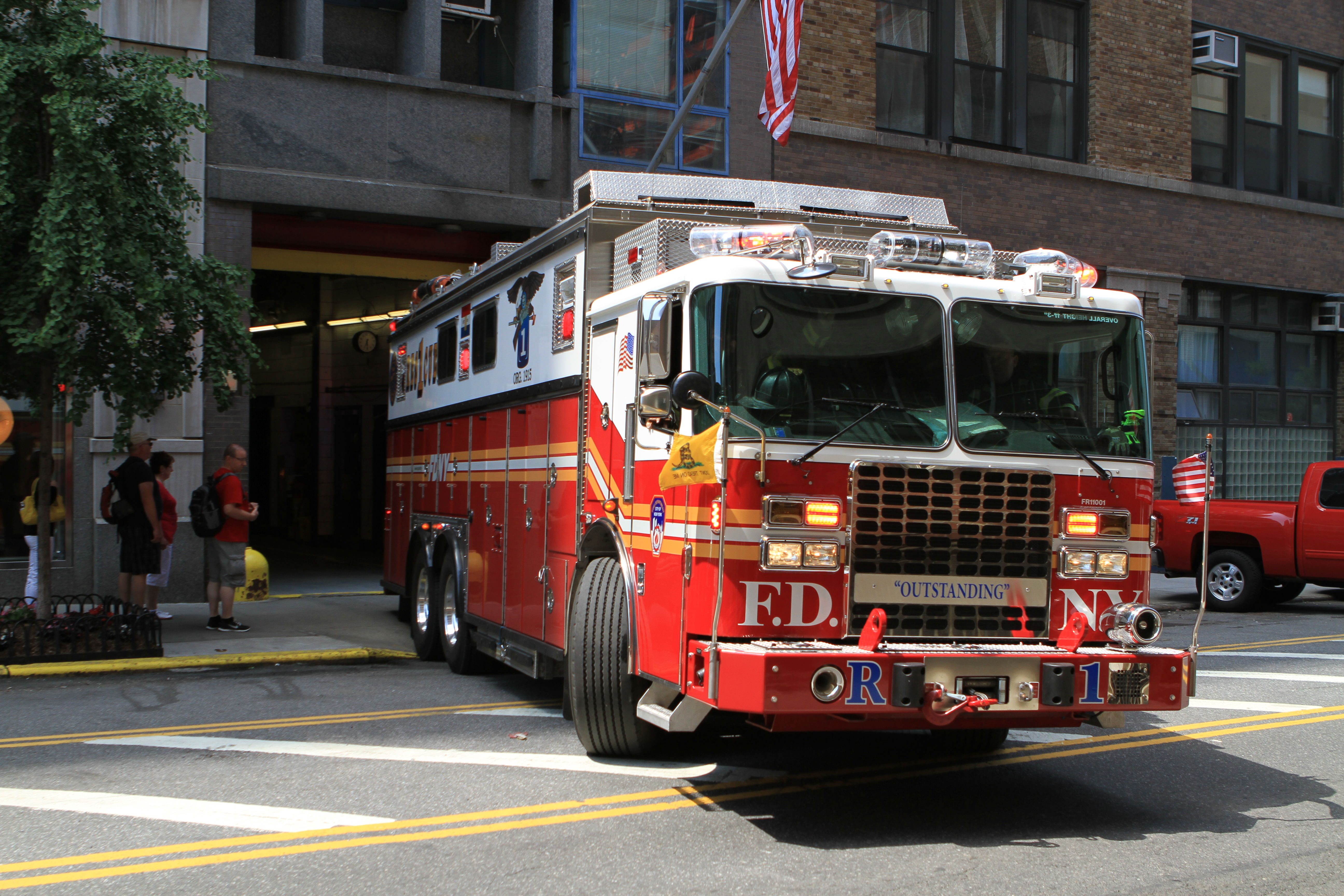
Sondereinheit Rescue 1

Die fünf Rescue Companies (eine pro Stadtbezirk) wurden ursprünglich dazu geschaffen, bei einem Brand vermisste Feuerwehrleute zu suchen und aus dem Gefahrenbereich zu retten. Rescue 1 in Manhattan wurde zu diesem Zweck im Jahr 1915 aufgestellt. Im Laufe der Jahre entwickelten sich die Rescue Companies zu hoch ausgebildeten Einheiten für technische Hilfeleistungen, Rettungstauchen, Wasser- und Höhenrettung. In der Regel rückt bei jeder bestätigten Feuermeldung eine Rescue Company aus. Die Rescues selbst werden scherzhaft als „toolboxes on wheels“ bezeichnet (engl.; etwa: „Werkzeugkästen auf Rädern“) und sind in etwa mit dem deutschen Rüstwagen vergleichbar, jedoch um einiges größer und von innen begehbar. Aufgrund ihres hohen Ausbildungsstandards gelten die Rescue Companies im FDNY als Elite und sind Posten dort sehr begehrt. Rescues sind immer 1/5 besetzt.

#### Technical Rescue Task Force
Bei großen Einsätzen zur Technischen Hilfeleistung werden je eine Rescue Company, eine Collapse Rescue Unit und eine Squad Company mit ihrem Zweitfahrzeug zu einer Technical Rescue Task Force zusammengestellt.

#### Hazardous Materials Company

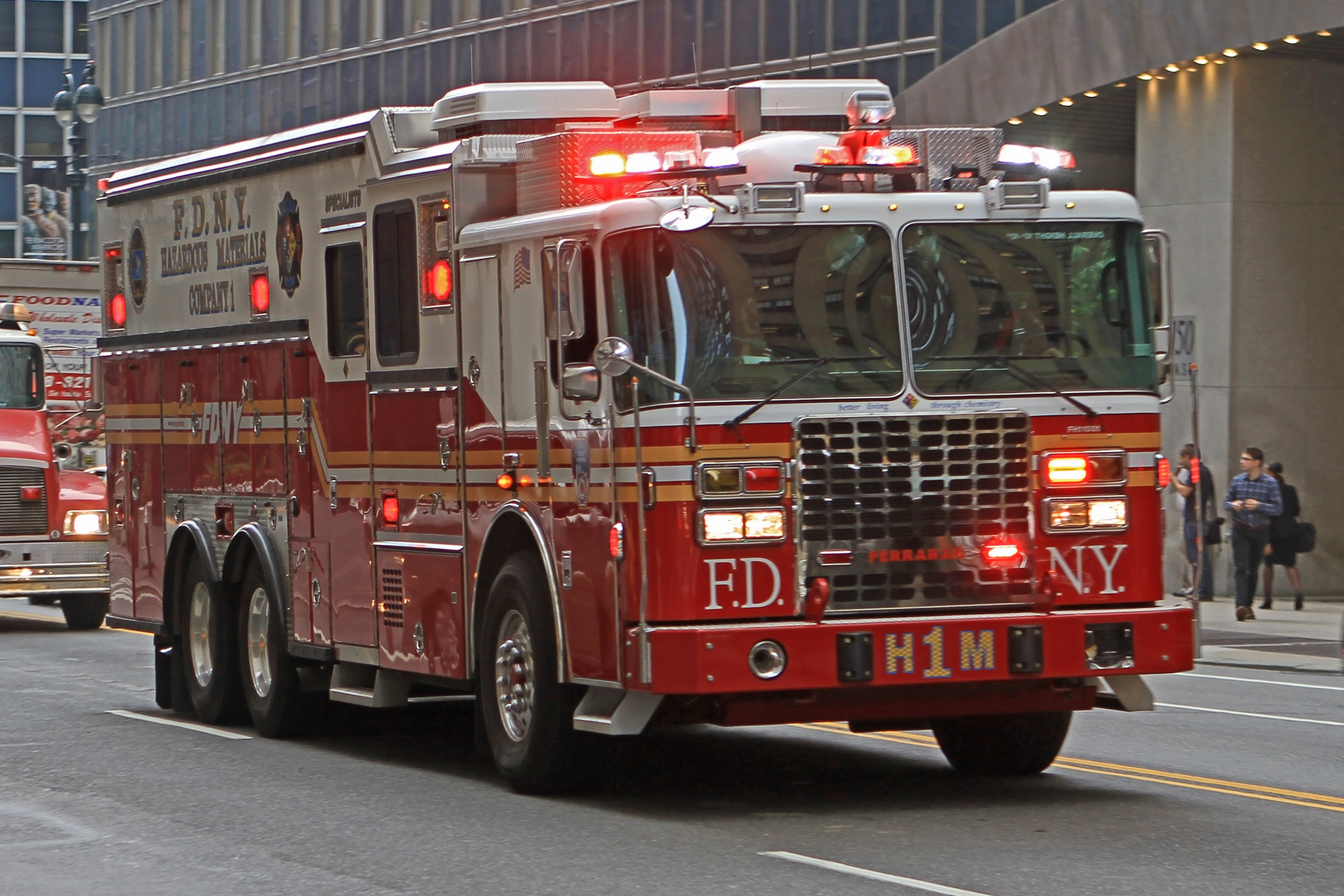
Sondereinheit HazMat 1

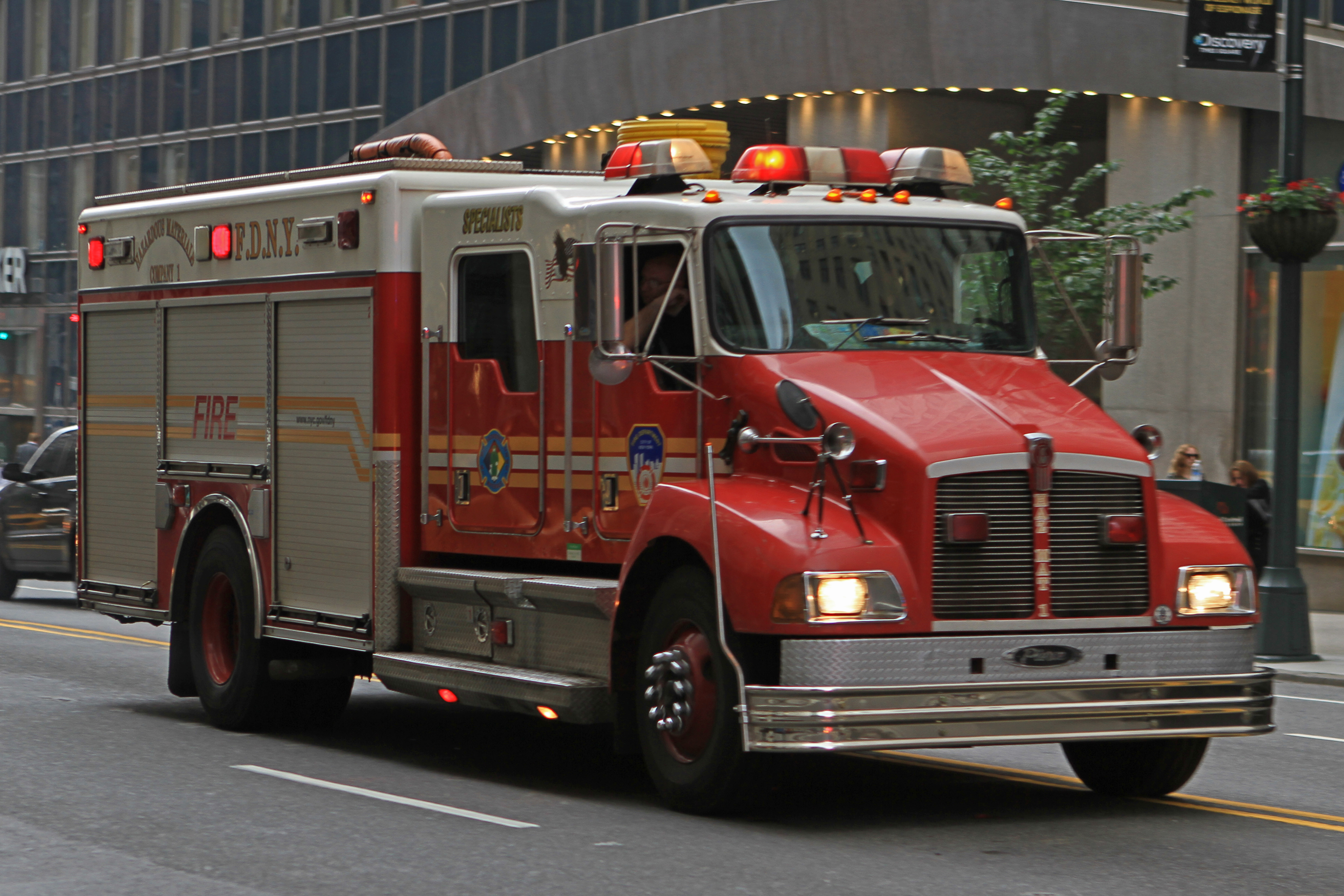
Sondereinheit-Gerätewagen HazMat 1

Hazmat 1, eine Sondereinheit für Gefahrguteinsätze, besitzt ein Haupt- und ein Zweitfahrzeug, die grundsätzlich zusammen ausrücken und Eigenschaften eines sehr großen deutschen Gerätewagen Gefahrgut, eines Messfahrzeugs mit Analyse- und Auswertungsmöglichkeit und eines Einsatzleitwagen-ABC in sich vereinen. Hazmat 1 hat eine Besatzung aus ausgebildeten Hazmat-Spezialisten,:28 die immer 1/7 ausrückt.
Dass Bedarf an besonderen Einheiten für Gefahrguteinsätze besteht, wurde 1980 beim Unfall eines Flüssiggas-Tankwagens auf der George Washington Bridge deutlich. In den folgenden Jahren wurde die Rescue Company 4 für entsprechende Einsätze mit stadtweitem Wirkungsgebiet ausgebildet und aufgerüstet. Rescue 4 war dadurch aber im eigenen Stadtbezirk Queens nicht immer verfügbar, weshalb stattdessen Anfang 1984 die Hazardous Materials Company 1 aufgestellt wurde. Der Giftgasanschlag in der Tokioter U-Bahn 1995 veranlasste das FDNY, sich auf derartige Bedrohungen durch Verbesserung der eigenen Schutzausrüstung einzustellen.

#### Hazardous Materials Response Group
Alle Einheiten des Special Operations Command waren von den Anschlägen des 11. September 2001 betroffen. Danach wurden in jedem Stadtbezirk Einheiten für kleine bis mittlere Gefahrguteinsätze aufgebaut.
Jeder Feuerwehrangehörige wird grundlegend im Umgang mit Gefahrstoffen ausgebildet. Darauf aufbauend gibt es vertiefende Ausbildungsgänge. Unterschiedlich ausgeprägten Gefahrenlagen kann so nach einem abgestuften Modell begegnet werden. Alle Engine- und Ladder-Companies können mit Erstmaßnahmen beginnen. Für mittlere Gefahrguteinsätze sind die Besatzungen von vier Engine Companies und der acht Squads als Hazmat-Techniker (HazTech) ausgebildet, einer Ausbildungsstufe unterhalb der Hazmat-Spezialisten der Hazmat-Company. Ergänzt werden sie bei Bedarf von den 15 Ladder Companies, die Gerätewagen mit Werkzeugen vorhalten, von den 29 Ladder Companies, die für das Arbeiten in Chemikalienschutzanzügen ausgebildet sind, und von den 25 Engine Companies, die Aufgaben der Dekontamination erfüllen. Für die Arbeit im Rahmen einer „Decontamination Task Force“ bei Großschadenslagen sind eine kleine Zahl an Fahrzeugen zum Betreiben von Dekontaminationsplätzen im Stadtgebiet verteilt und bleiben die 10 Ladder Companies ausgerüstet, die noch bis 2023 als „SOC Support Ladder“ aufgestellt waren.
Die abgestufte Ausbildung für den Umgang mit Gefahrgut wird von der National Fire Protection Association geregelt.:27 In Deutschland wird der Einstieg in eine ähnlich abgestufte Vorgehensweise mit der GAMS-Regel gelehrt. Im Katastrophenfall bis hin zu Angriffen mit Massenvernichtungswaffen können Einheiten in der Hazardous Materials Response Group zu Task Forces zusammengestellt werden und längere Zeit unabhängig in ihren eigenen Boroughs oder auswärts operieren.

### Unterstützungseinheiten
Recuperation and Care Units (RAC, „Einheiten zur Erholung und Betreuung“) dienen der Einsatzstellenhygiene. Sie helfen bei der Umsetzung des Schwarz-Weiß-Prinzips, um gesundheitliche Langzeitschäden infolge von verschleppter Kontamination und von Ausgasungen aus Einsatzkleidung zu verringern. Traditionell brachten sie vor allem Getränke und Material zur Errichtung einer Erholungszone für Feuerwehrleute zu den Einsatzstellen. Die Abteilung wurde im Jahr 2018 reformiert und unter Leitung des Rehab Managers gestellt, eines eigenen Zugführers, der ab der Alarmstufe „Zweiter Alarm“ den Einsatzabschnitt Rehabilitation leitet. Die RAC-Einheiten erhielten mehr Personal, werden näher am Einsatzgeschehen positioniert und bringen Reinigungstücher und Foliensäcke zum luftdichten Verpacken von kontaminierter Ausrüstung mit.
Tactical Support Units (TSU, „taktische Unterstützungseinheiten“) sind Gerätewagen für spezielle technische Hilfeleistung und die Wasserrettung. Sie haben die gleiche Ausrüstung wie die Rescue Companies, sind aber allein mit einem Feuerwehrmann des Special Operations Command besetzt. An Bord sind Spezialsägen, Stromerzeuger, Beleuchtungsmittel, Nachtsichtgeräte und ein Festrumpfschlauchboot.
Der Einsatz von schwerem Räumgerät, wattauglichen Fahrzeugen (High Axle Units), Unwetterpumpen und die entsprechende Logistik, wie sie in Deutschland Aufgaben des Technischen Hilfswerks sind, obliegt dem Special Operations Command. Für die Aufgabe des Urban Search and Rescue stellt das städtische New York City Emergency Management auch für überregionale Einsätze unter Koordination der Federal Emergency Management Agency die „New York Task Force 1“ aus Feuerwehr- und Polizeieinheiten zusammen.:22 Zum Transport der nicht jeden Tag benötigten Geräte und Materialien werden Lkw und Abrollbehälter an den SOC-Stützpunkten vorgehalten.

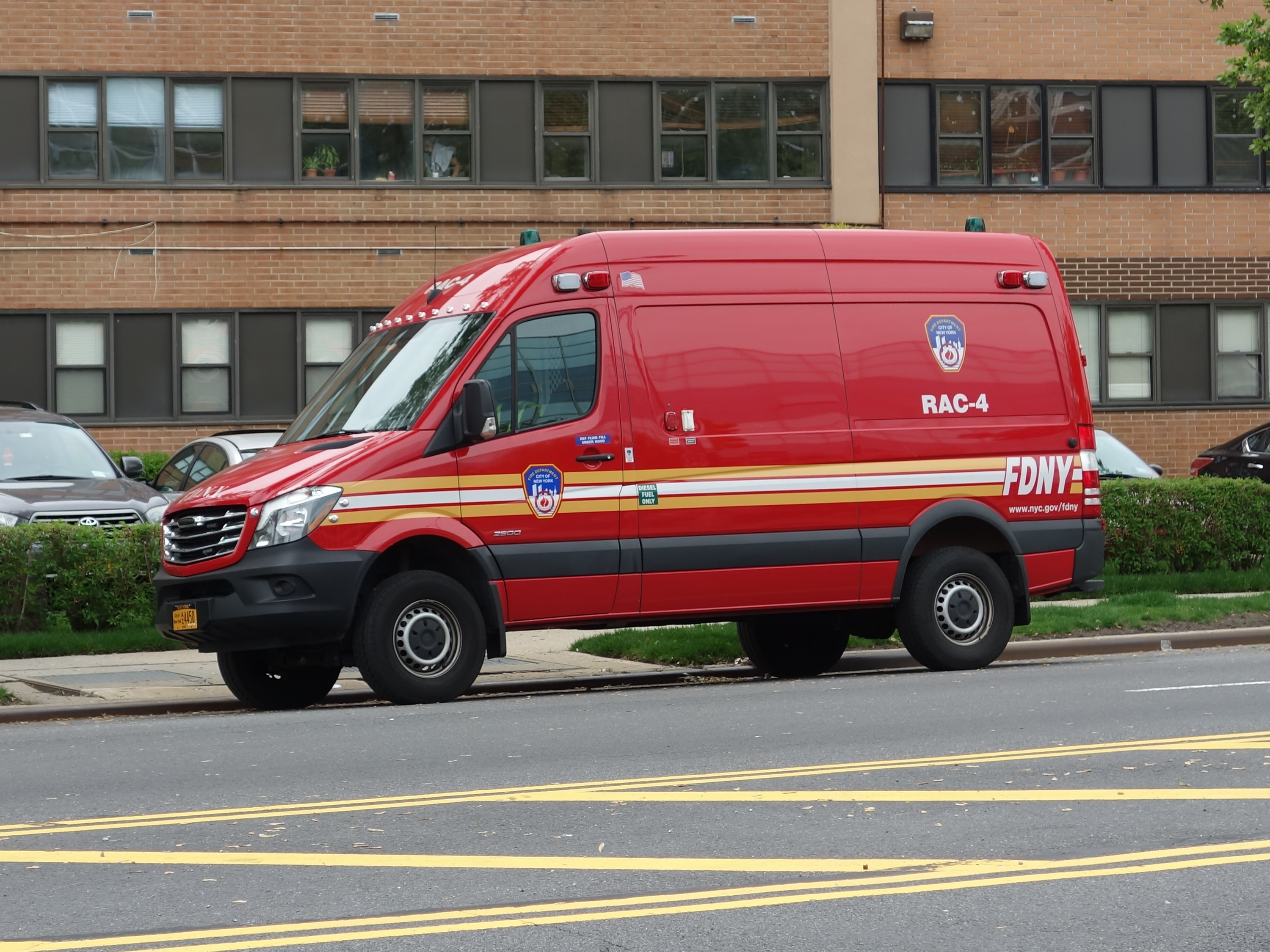
Gerätewagen RAC 4 in Queens
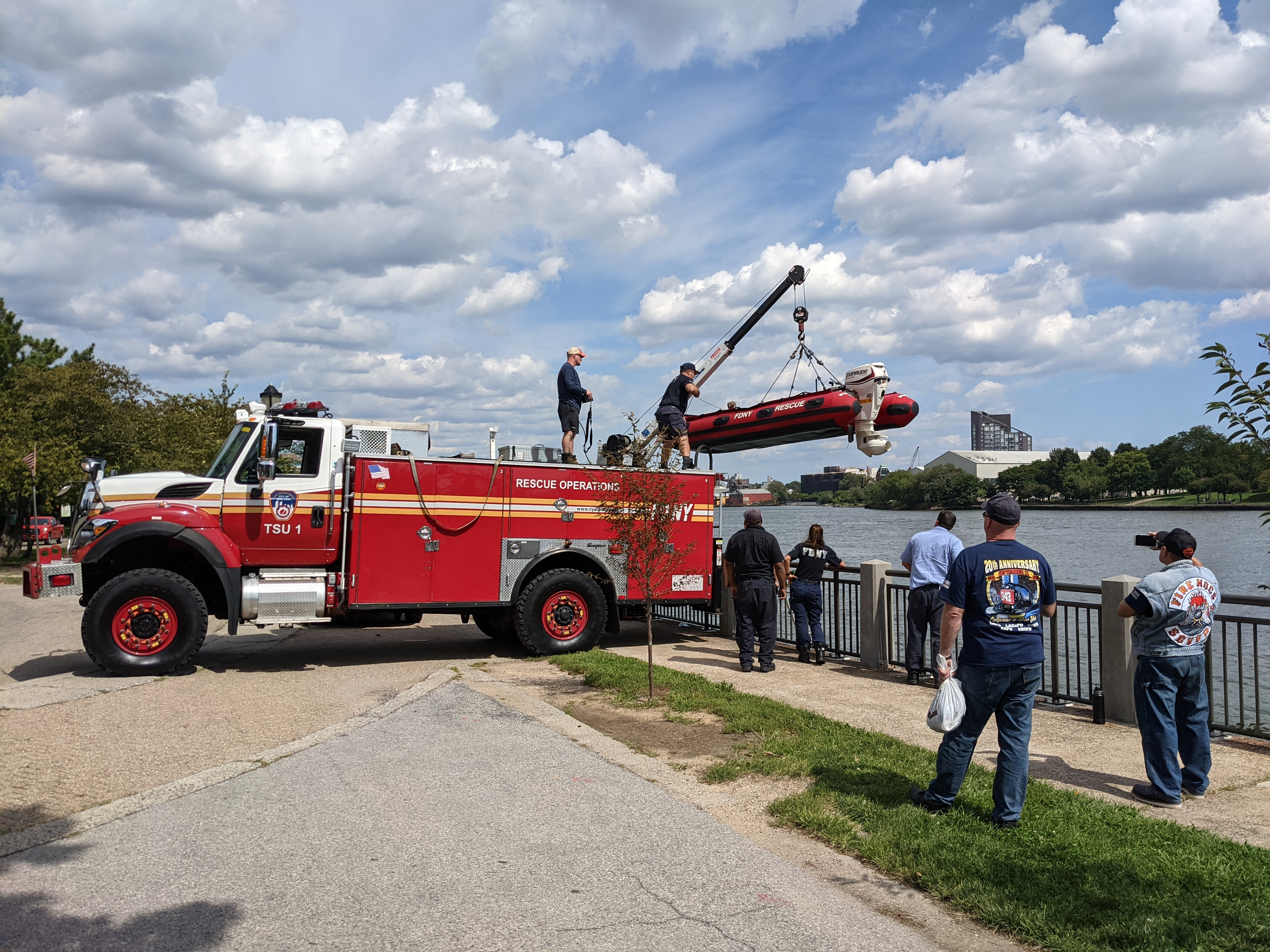
Tactical Support Unit 1 lässt das Boot zu Wasser
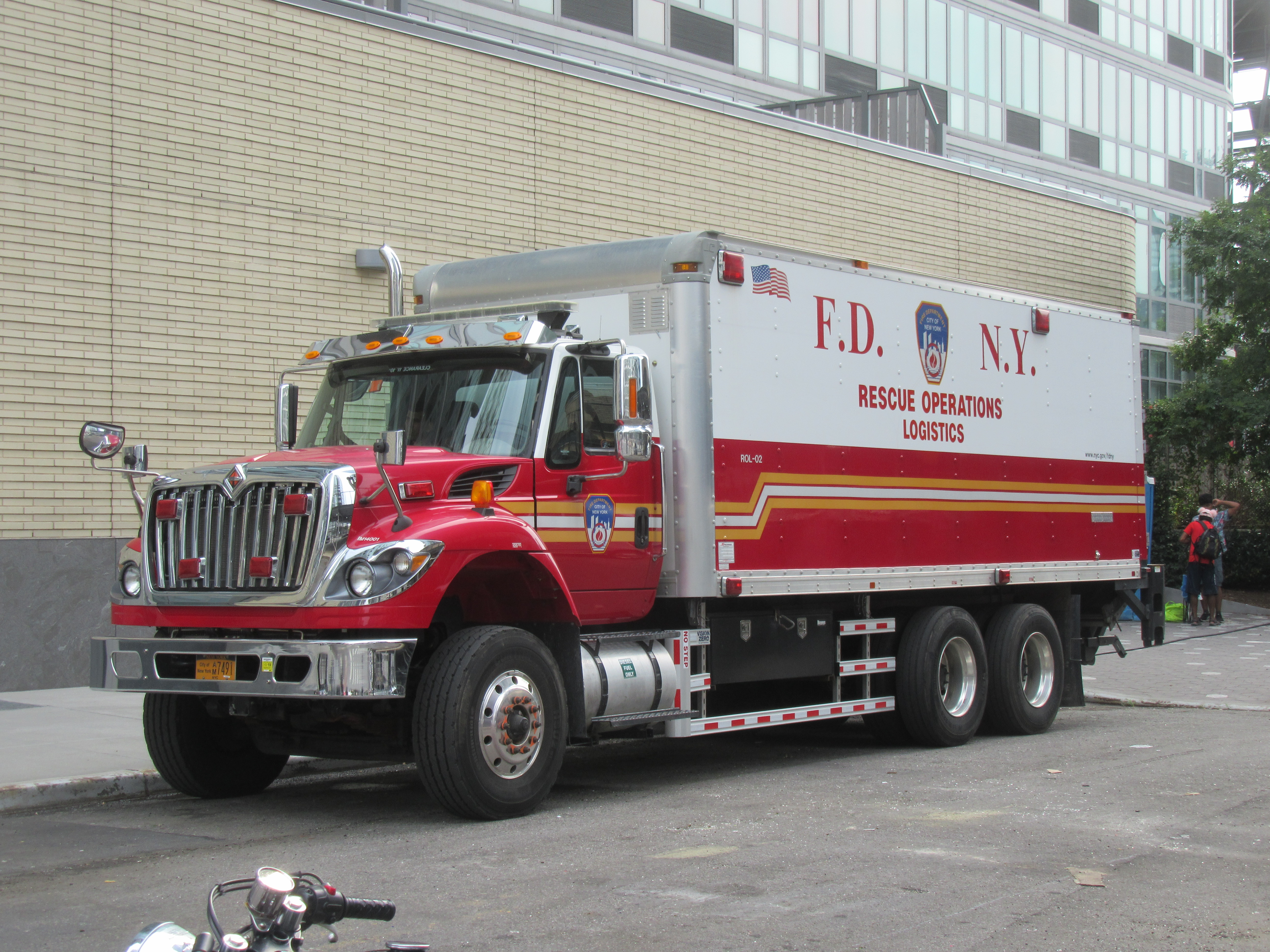
Geräte-Lkw SOC Logistics
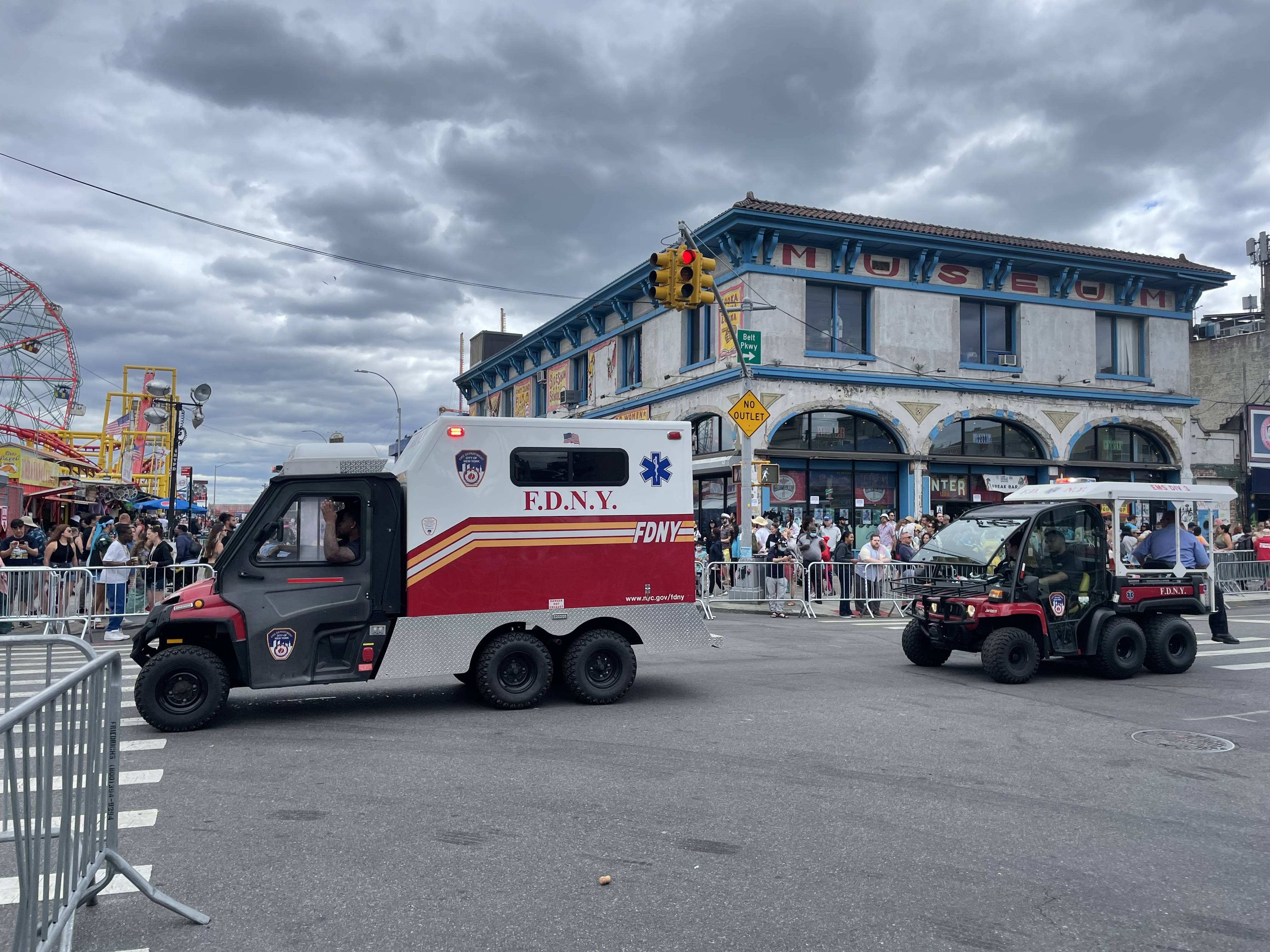
All Terrain Vehicles bei einer Parade

### Atemschutz
Der umgebungsluftunabhängige Atemschutz beim FDNY baut auf zwei Systemen auf: Den Behältergeräten und den Regenerationsgeräten.
Die Mask Service Unit (MSU, „Maskenwartungseinheit“) nutzt Gerätewagen ähnlich einem deutschen Gerätewagen-Atemschutz für den Transport von befüllten und verbrauchten Atemluftflaschen. Der Wiederbefüllvorgang und die Pflege der Atemschutzgeräte findet in zentralen Werkstätten statt, Feuerwachen sind als Vorratsdepots bestimmt. „Mask“ ist beim FDNY die überkommene Bezeichnung für das gesamte Isoliergerät, nicht nur die eigentliche Atemschutzmaske.
Für den Einsatz mit Rebreather, etwa in Tunneln, Tiefgaragen oder Kellerräumen, sind nur Einheiten des SOC wie die Squad- und Rescue-Companies ausgebildet. Während die Mask Service Unit nicht dem Special Operations Command unterstellt ist, ist die Rebreather Unit ein Gerätewagen beim SOC.

### Marine Division

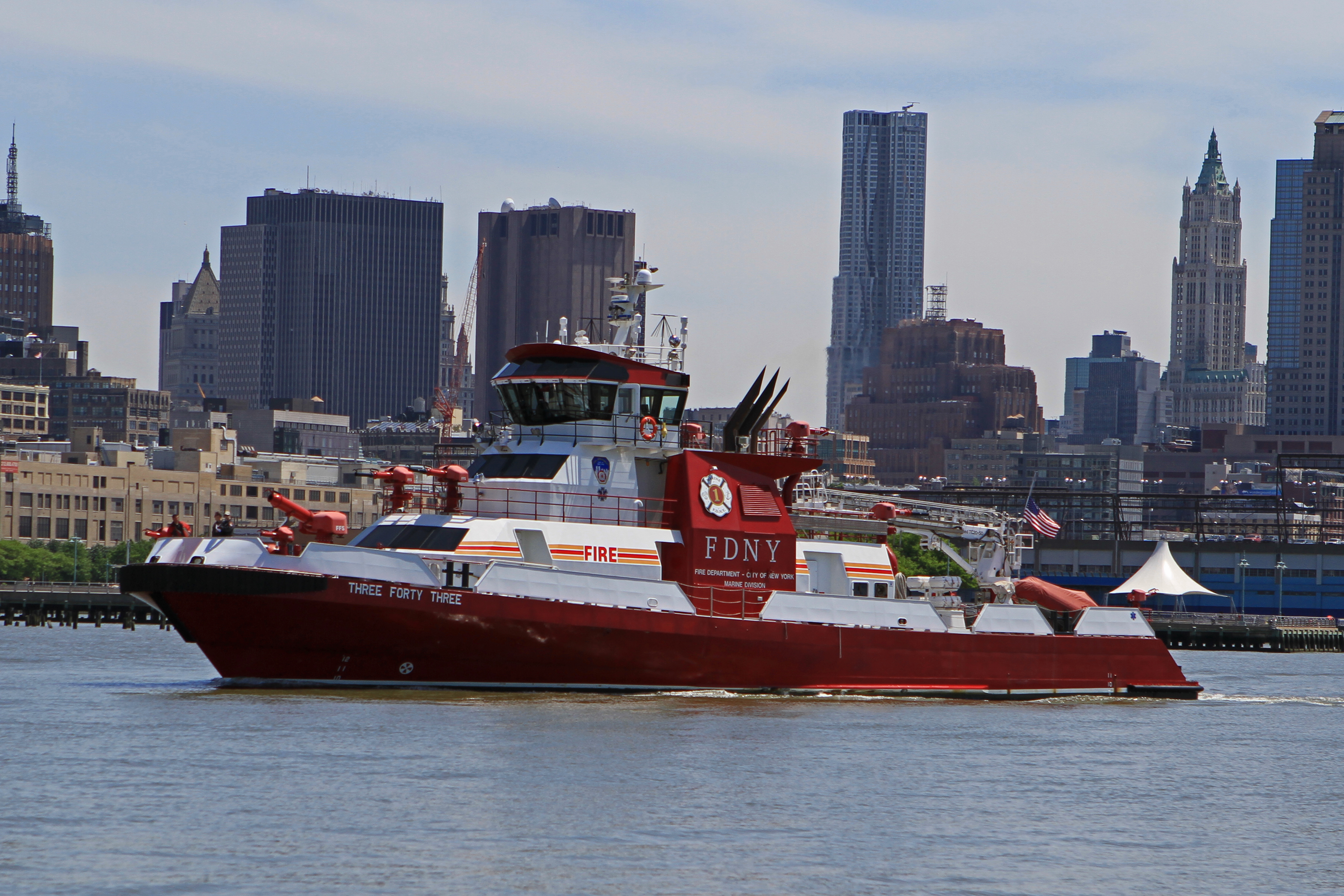
Marine 1 der Marine Division – Feuerlöschboot Three-Forty-Three

Marine Companies sind die Hafenfeuerwehr des FDNY. Drei dieser Einheiten (Marine 1, 6 und 9) sind ganzjährig im Dienst und besetzen drei große Feuerlöschboote sowie rund ein Dutzend kleinere Boote. In der Sommersaison werden zusätzlich drei weitere Marine Companies (Marine 3, 4 und 8) besetzt, welche nur mit kleinen und wendigen Booten ausgerüstet sind.
Die schwimmenden Einheiten sind der Abteilung Marine Division beim Special Operations Command unterstellt, die vom Marine Battalion geleitet wird. Das Marine Battalion kann mit einem eigenen Schnellboot vom Wachgebäude im Brooklyn Navy Yard ausrücken. Wie bei Gefahrguteinsätzen gibt es auch hier ein abgestuftes Vorgehen (englisch marine tiered response), das bei Bedarf ein Aufwachsenlassen jeder Einsatzstelle an Land wie auf dem Wasser ermöglichen soll: Beginnend bei vielseitigen, in der Fläche verteilten Einheiten und hin zu immer spezialisierteren, fachkundigeren.:30
Neben All Terrain Vehicles, die zum Patiententransport verwendet werden können, gibt es als großes landgestütztes Sonderfahrzeug die Marine Tactical Unit, die einer Tactical Support Unit mit Allradantrieb entspricht.
Alle Marine, Rescue und Squad Companies sind für die Wasserrettung in Sommer wie Winter (Eisrettung) ausgebildet und ausgerüstet. Bis zu 70 Engine und Ladder Companies sind für die Wasserrettung ausgebildet, solche in der Nähe der Strände von Coney Island und der Rockaway Peninsula zusätzlich für Brandungsrettung. Seit dem vermehrten Auftreten von Überflutungen in tiefer gelegenen Stadtgebieten sind Einheiten dort mit Rettungsbooten bzw. -flößen ausgestattet worden.

### Löschwasserversorgung
Für die Löschwasserförderung über lange Wegstrecken betreibt das FDNY besondere Fahrzeuge und Ausrüstung.

#### Satellite Units
Satellite Units sind eine Kombination aus Schlauchwagen und fahrbarem Monitor. Sie besitzen weder einen Wassertank noch eine Feuerlöschpumpe. Mit ihrem Vorrat an Druckschläuchen der Größe F (6 Zoll, also 15,2 cm Durchmesser) dienen die Satellite Units der Wasserförderung. Sie führen Schaummittel und tragbare Monitore mit. Mit ihrem Dachmonitor können sie bis zu 19.000 Liter Löschmittel pro Minute (ca. 5000 gpm) abgeben. Über eine rollbare Schlauchanschlussstation (Manifold), die als Verteiler dient, können sie sich und Tower Ladders mit mehreren Engines, mit Feuerlöschbooten, dem Auxiliary Water System und ähnlich leistungsfähigen Wasserquellen zusammenschließen.

#### Super Pumper System (1965)
Die Satellite Units entstanden im Zusammenhang mit dem „Super Pumper System“, das von 1965 bis 1982 in Dienst stand. Der Super Pumper war eine von einem Schiffsdieselmotor angetriebenen Großpumpe auf einem Sattelzug. Mit einer Förderleistung von rund 33.000 Litern pro Minute (8800 gpm) bei 24 bar Druck war er ungefähr so leistungsfähig wie zehn damalige Engines. Er rückte immer zusammen mit dem Super Tender aus, der ebenfalls auf einem Sattelauflieger das Schlauchmaterial mitführte und den zugehörigen Monitor mit hohem Durchsatz verbaut hatte. Die anfangs drei, später fünf Satellite Units waren beweglicher als die beiden Sattelzüge und verliehen dem System an Einsatzstellen, etwa bei Industriebränden, mehr Flexibilität; sie umgaben gleichsam den Super Pumper wie Satelliten.
Das „Super Pumper System“ wurde im Jahr 1984 vom Maxi Water System abgelöst. Seitdem rücken sechs auf die ganze Stadt verteilte Satellite Units zusammen mit einer Engine Company aus. Die diesem System zugeordneten Engines sind mit einer anfangs überdurchschnittlich leistungsfähigen Pumpe, die 7500 Liter Wasser pro Minute (2000 gpm) fördern kann, ausgerüstet. Nach dem 11. September 2001 sind vergleichbare Pumpleistungen bei allen Engines zum Standard geworden, um im Katastrophenfall jederzeit aus allen verfügbaren Wasserquellen fördern zu können.
Super Pumper 1
Der neue Super Pumper ist ein Schaumtanklöschfahrzeug mit einer Förderleistung von knapp 20.000 Litern pro Minute (5250 gpm), wie es bei Industriefeuerwehren eingesetzt wird. Mit dem System der 1960er Jahre hat er nur den Namen gemeinsam. Er wird als Zweitfahrzeug von Engine Company 260 besetzt (Stand September 2023).

#### Auxiliary Water System
Das „Hilfs-Wasserfördersystem“ wurde nach dem 11. September 2001 angeschafft, um Ersatz für zerstörte Wasserleitungen schaffen zu können. Es basiert auf dem niederländischen Hytrans Fire System und wird auf drei Wachen vorgehalten. Da das FDNY zur Unterstützung der zwei New Yorker Flughafenfeuerwehren der Port Authority of New York and New Jersey bereitsteht, wurden bei Einführung dieses Systems auch die Durchmesser der Druckschläuche bei den Satellite Units und bei besonderen Schlauchwagen für die Flughäfen von 5 Zoll auf 6 Zoll vereinheitlicht.

### Rettungsdienst
Da in Manhattan die Stellplatz-Strategie statt Rettungswachen betrieben wird, stehen die Ambulances oft an Kreuzungen, Plätzen oder in den Kliniken bereit und warten auf den nächsten Einsatz. In der Bronx gab es von 2016 bis zum Abbruch des Testbetriebs aufgrund der COVID-19-Pandemie die Paramedic Response Units (PRU), die keine Patienten transportierten. Die Kommandowagen der Leiter der einzelnen Rettungswachen heißen Conditions Units. Für die Leitung von Haz-Tac-Sondereinsätzen gibt es in der Stadt eine eigene Conditions Unit.

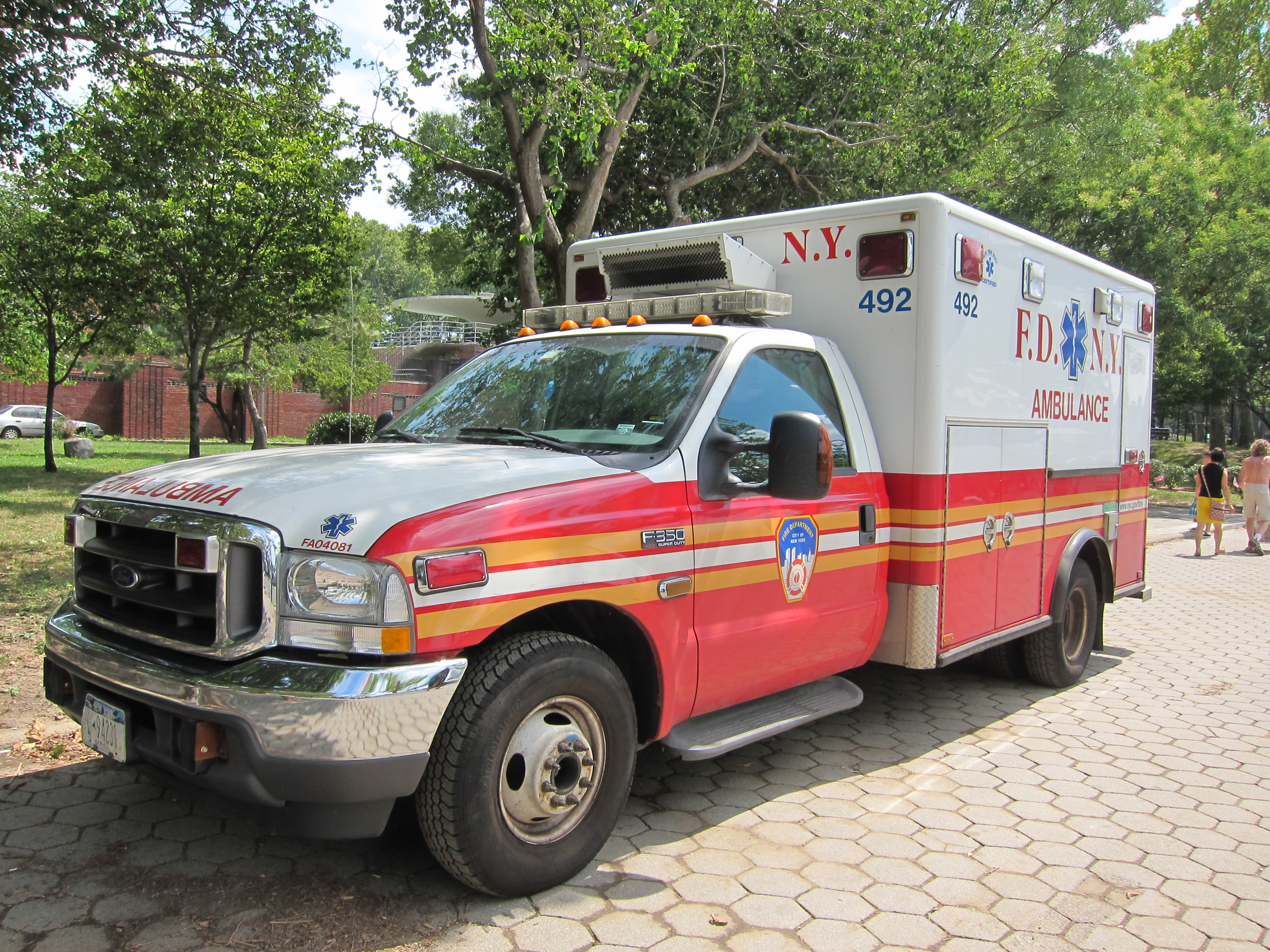
Ambulance des FDNY
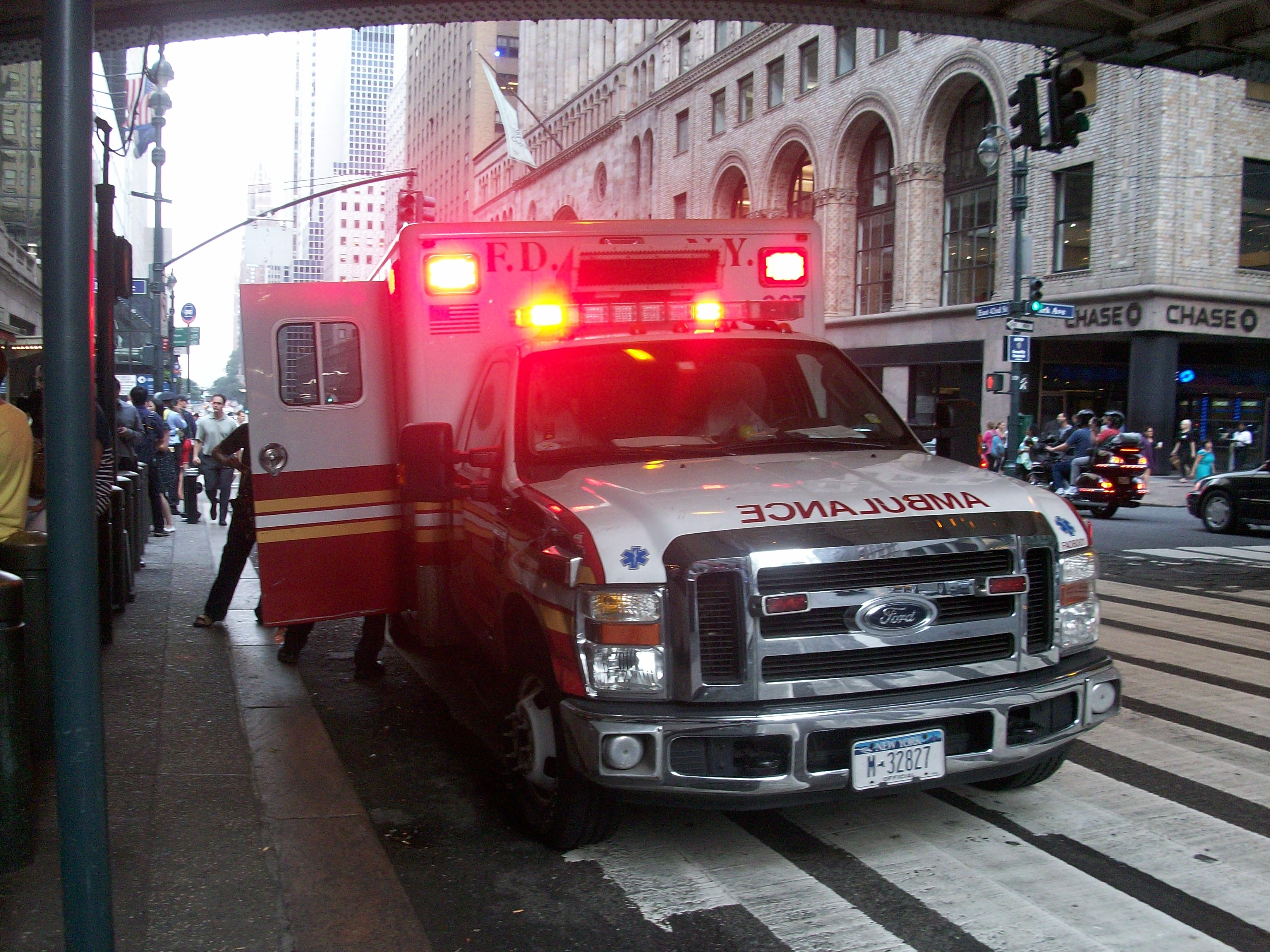
Am Einsatzort
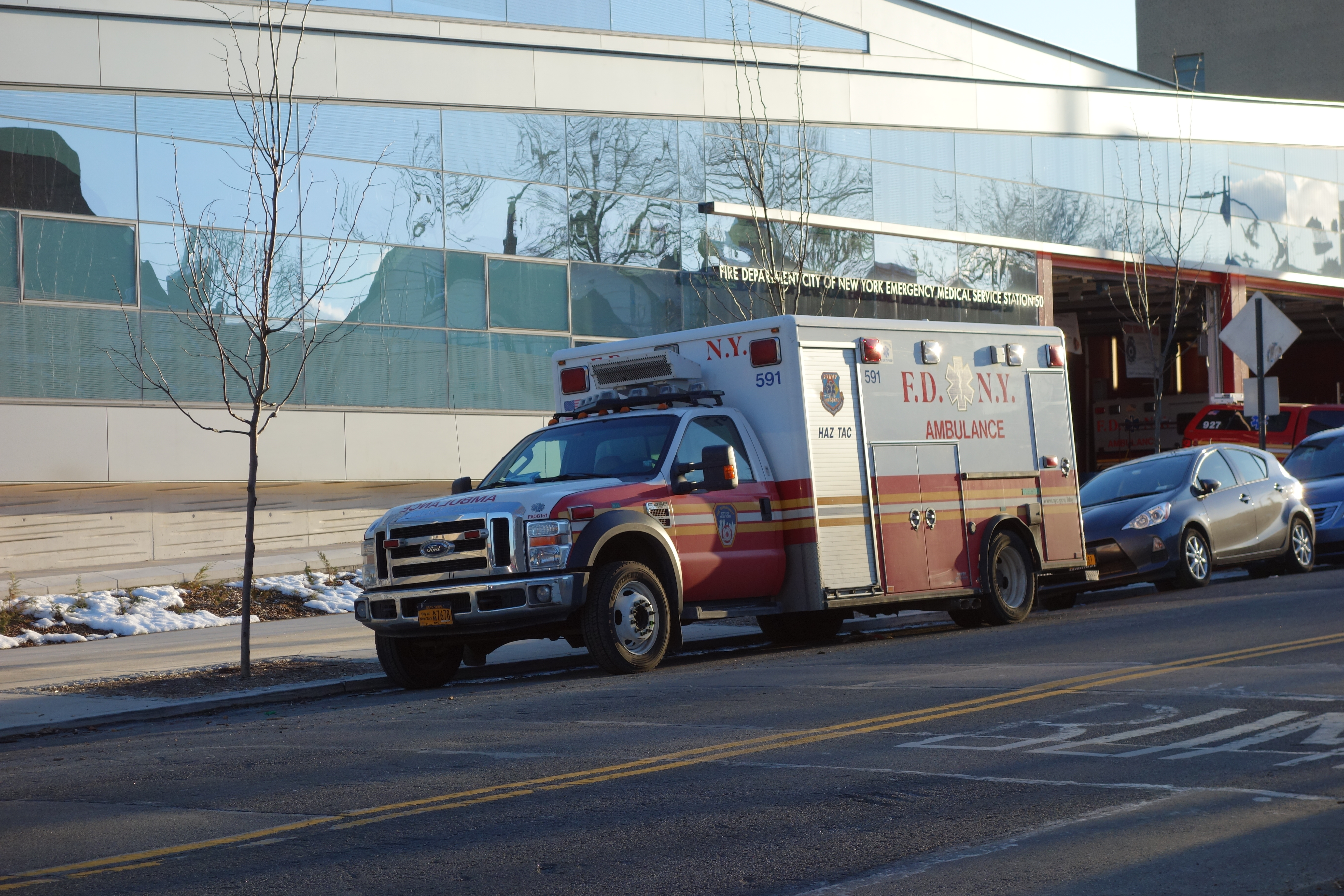
Haz-Tac-Ambulances haben vorne ein großes Zusatzfach für Schutzausrüstung
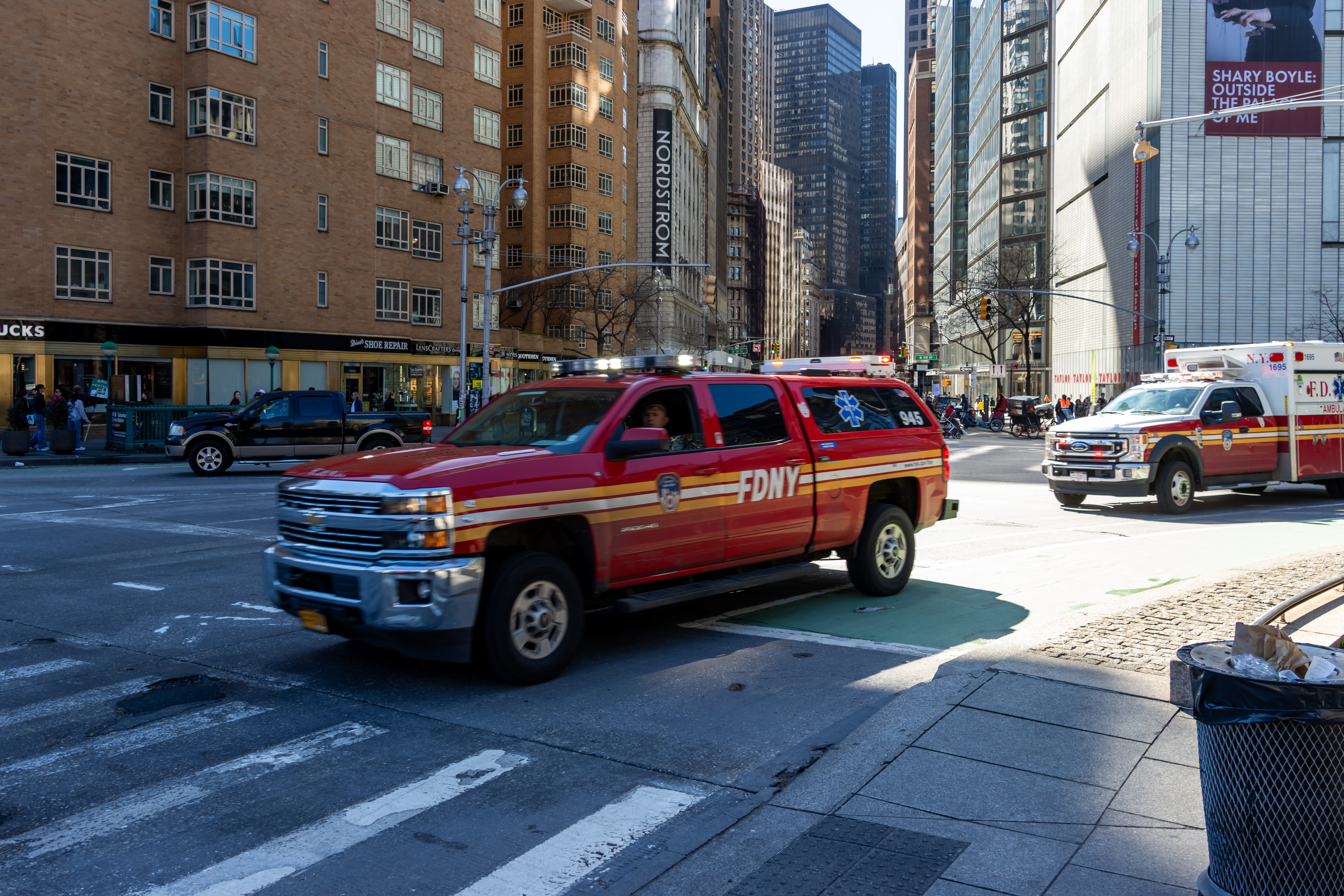
Conditions Unit und Ambulance auf Einsatzfahrt

Bei Großeinsätzen und für den Katastrophenschutz im Großraum New York können in den Major Emergency Response Vehicles (MERV) und Medical Evacuation Transportation Units (METU), vergleichbar mit Großraum-Rettungs- und -Krankentransportwagen, zahlreiche Patienten an der Einsatzstelle behandelt, betreut oder transportiert werden. Die Mobile Respiratory Treatment Unit (MRTU) ermöglicht es, Rauchgasvergiftungen und andere Beeinträchtigungen der Lungenfunktion zu diagnostizieren und behandeln. Eine solche Untersuchung noch an der Einsatzstelle ist für Feuerwehrleute nach Atemschutzeinsätzen verpflichtend. Die Logistics Support Units (LSU) transportieren Materialvorräte.

### Führungsfahrzeuge

#### Battalions und Divisions

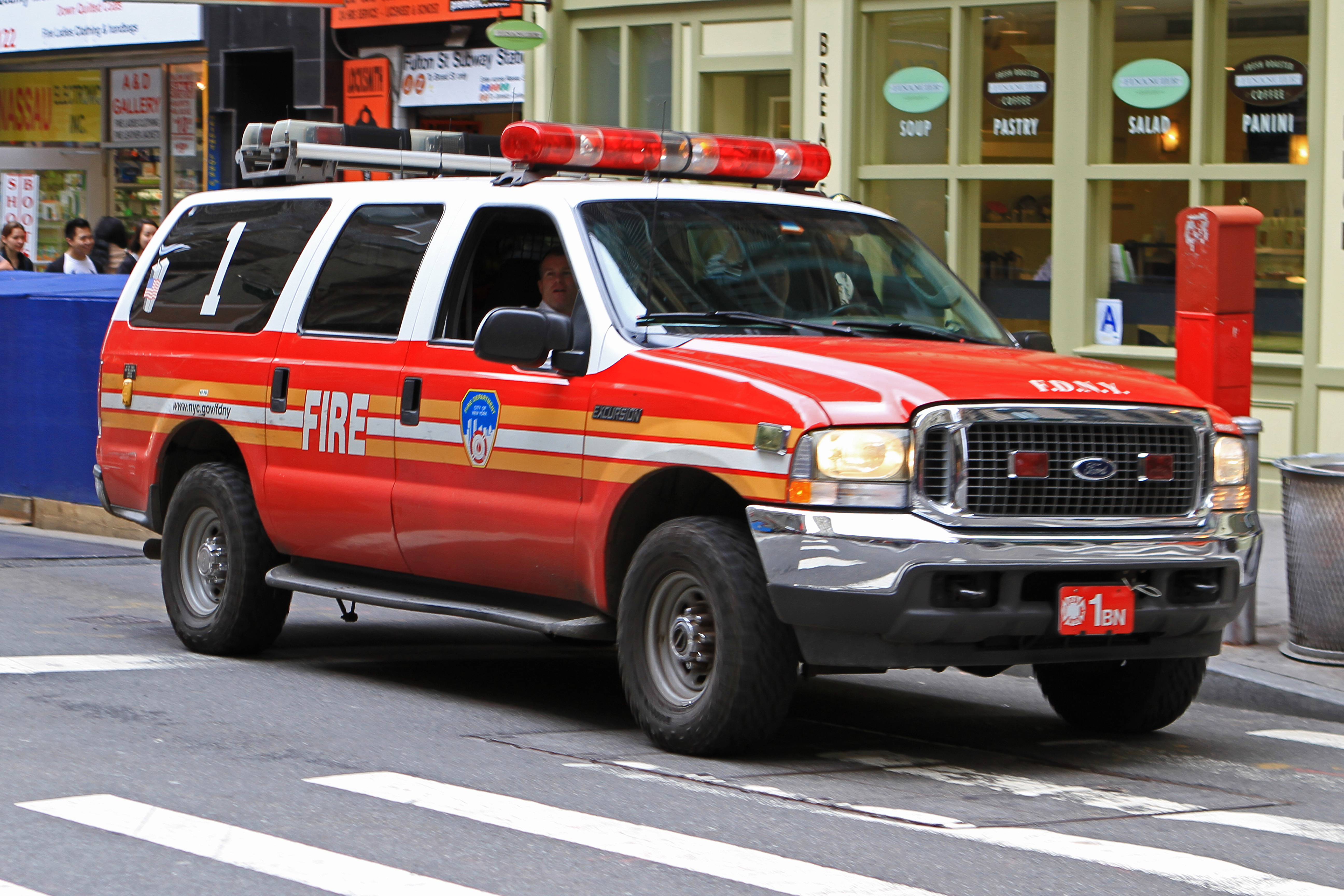
Fahrzeug Battalion Chief 1 in Manhattan

Die Kommandowagen der Battalion- und Division-Chiefs sind Transport-, Führungs- und Einsatzmittel. Die Battalions sind mit einem Chief als Zugführer und einem Battalion Fire Fighter in der Stärke 1/0/1 besetzt. Die Divisions sind mit einem Division Chief als Verbandsführer und bis zu mehreren Chief’s Aides (Führungsgehilfe, Führungstrupp, Führungsstaffel) besetzt. Neben den persönlichen Schutzausrüstungen einschließlich Atemschutzgeräten werden Kleinlöschgerät, Brechwerkzeug, Gasmessgeräte und wechselnde Spezialausrüstung mitgeführt.
Einen Einsatz leitet der zuerst eintreffende Battalion Chief von einer Befehlsstelle (Incident Command Post) aus, nach Eintreffen des Division Chief geht die Einsatzleitung dort auf diesen über. Die Befehlsstelle wird in der Regel, wenn es sich nicht um einen Bagatelleinsatz handelt, mithilfe des Command Boards, eines tischartigen, tragbaren Arbeitsplatzes im Straßenraum aufgebaut. Bei Hochhäusern kann die Befehlsstelle auf einem sicheren Geschoss, in der Regel direkt unterhalb des Brandgeschosses, eingerichtet werden, oder in der Eingangslobby ein Sicherheits-Arbeitsplatz mit Zugriff auf die Brandmelderzentrale benutzt werden.
Zu den Kommunikationsmitteln gehören verschiedene Handfunkgeräte und eine tragbare Funk-Basisstation, die an der Befehlsstelle platziert wird, um über den allgemeinen Einsatzstellenfunk hinaus einen Führungskanal zu schalten. Bestimmte Battalion- und Division-Fahrzeuge in Stadtvierteln mit Wolkenkratzern sind mit einer fest verbauten Funkrelaisstation ausgestattet, die den Führungskanal zwischen Ultrakurzwellen-Band (VHF) und Dezimeterwelle (UHF) umsetzt, um die Übertragung in Gebäuden zu verbessern. Ein Rekorder im Fahrzeug zeichnet beweissichernd den Einsatzstellenfunk auf (Handie Talkie Recorder Unit),:18 was eine Lehre aus dem Brand an der Vandalia Avenue 1998 war.
Ein neueres Führungswerkzeug ist EFAS, das Emergency Fireground Accountability System, das auf dem Mobile Data Terminal des Fahrzeugs bzw. dem Electronic Command Board, einem tragbaren Rechner an der Befehlsstelle, läuft und in Hinblick auf mögliche Atemschutzunfälle den Aufenthalt und Zustand aller Einsatzkräfte automatisiert verwaltet.:21:424:19,58

#### Führungseinheiten für besondere Lagen

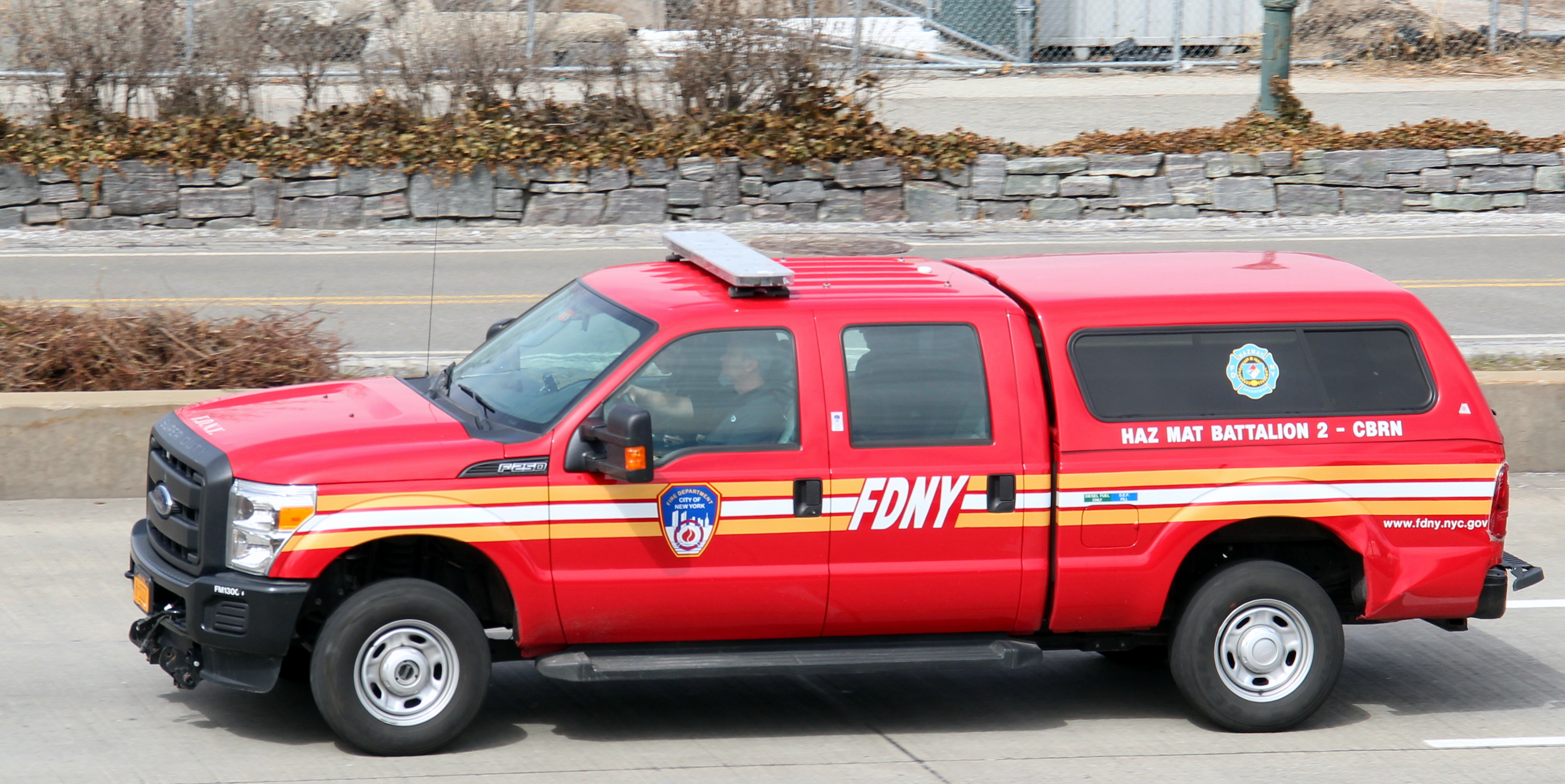
Kommandowagen Hazmat-Battalion 2

Fachlich spezialisierte Führungsdienste sind das Rescue Operations Battalion (etwa ein Zugführer für die Technische Hilfeleistung), das Hazmat Battalion (Zugführer und Fachberater für den Gefahrguteinsatz) und das Safety Battalion (Zugführer Sicherheitsassistenz und Arbeitsschutz). Sie werden im Alltag bei besonderen Lagen (z. B. Hazmat Battalion bei Gefahrguteinsatz, Rescue Battalion bei Einsätzen der technischen Hilfeleistung wie Bauunfällen oder Verkehrsunfällen mit eingeklemmten Personen, Rescue Battalion und Safety Battalion bei Gebäudebränden) bzw. auf Anforderung des Einsatzleiters am Ort alarmiert.
Über diese ständigen Abteilungsleiter hinaus wird zu Beginn jeder Dienstschicht festgestellt, welche Battalion Chiefs mit Weiterbildungen in Aufgabenfeldern wie Sicherheitsassistenz,:17 Schaumeinsatz, Gefahrgut, Luftaufklärung im Polizeihubschrauber oder Verbindung zum Notfallmanager von Eisenbahngesellschaften oder U-Bahn verfügbar sind.

#### Mobile Kommandozentralen

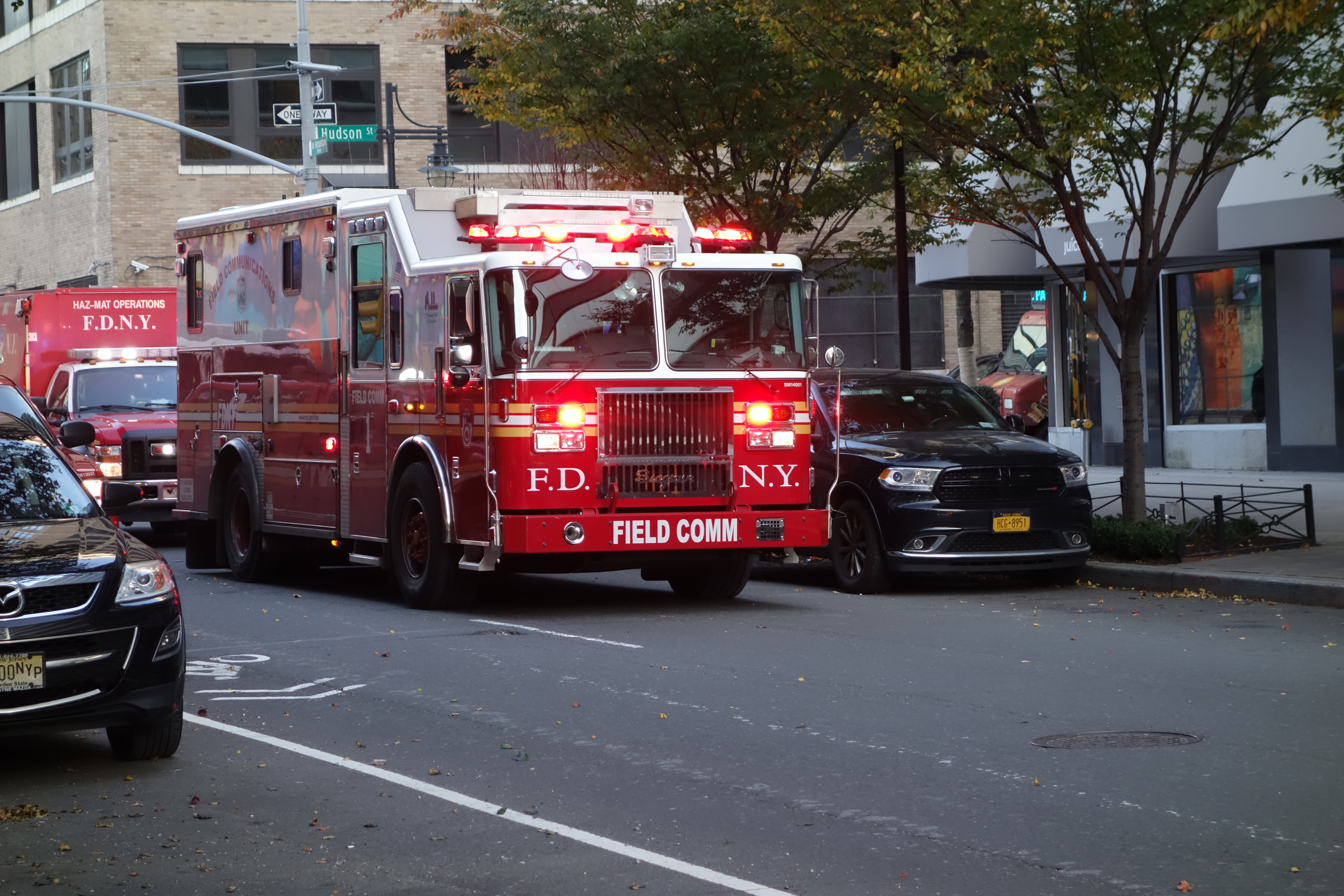
Field Communications Unit

Die Field Communications Unit (Field Comm) wird als Führungsunterstützungseinheit standardmäßig bei allen größeren Einsätzen zur Koordination des Funkverkehrs an der Einsatzstelle und mit der Leitstelle alarmiert.
Mobile Command Center (MCC) und Brooklyn Mobile Operations Center (MOC) sind unterschiedlich große mobilen Kommandozentralen und dienen als Einsatzleitwagen bei länger währenden Einsätzen, Großschadenslagen und Großveranstaltungen, etwa dem New-York-City-Marathon, religiösen Festtagen oder Sitzungen der Generalversammlung der Vereinten Nationen. Im Unterschied zur Field Communications Unit sind sie nicht ständig mit Personal besetzt.
Das Einsatzplanungsfahrzeug Incident Management Team Planning Vehicle (IMV) dient als Besprechungsraum für das Sachgebiet Planung und bringt Landkarten und Zugriffsmöglichkeiten auf Geoinformationssysteme mit. Es wird besonders bei großflächigen Schadenslagen wie Vegetationsbränden benötigt. Die Engine Company 262 betreut es als Zweitfahrzeug. Incident Management Teams (IMT) wurden aufgestellt, um als „die Feuerwehr der Feuerwehr“ bei besonderen Lagen eingesetzt werden zu können.

#### Command Tactical Unit
Die Command Tactical Unit bedient Multicopter zur Einsatzstellendokumentation und Lagedarstellung in Echtzeit. Sie kann ihre Bilder an die Einsatzleitung, die Field Comm Unit und den Führungsstab im Lagezentrum übertragen. Diese Einheit entstand nach den Erfahrungen des 11. September 2001 und ist Teil der Sondereinheit für Robotik beim Special Operations Command.

## Geschichte

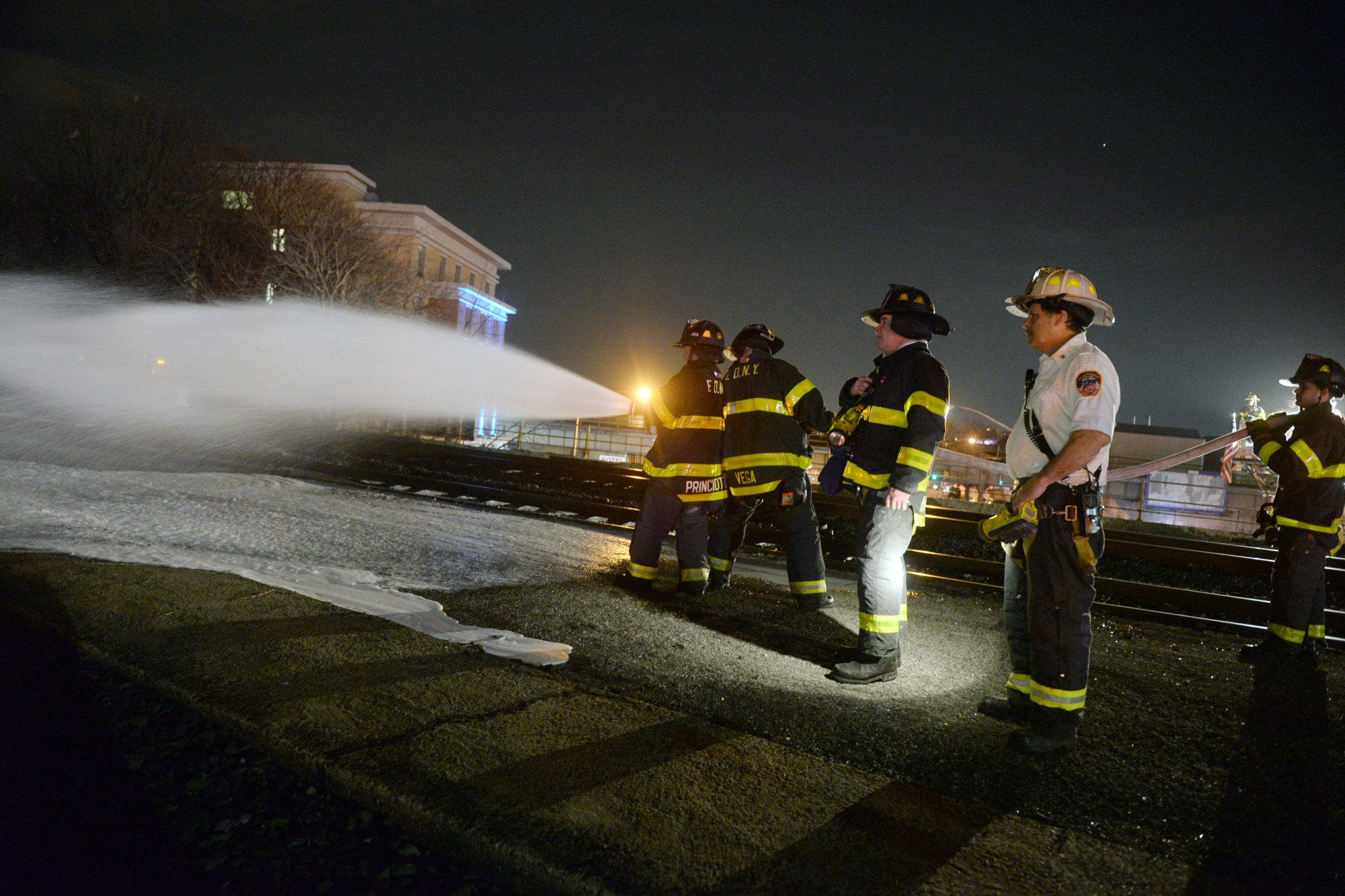
Feuerwehrleute und ein Chief Officer, erkennbar am weißen Helm und Hemd, bei einem nächtlichen Einsatz (2016)

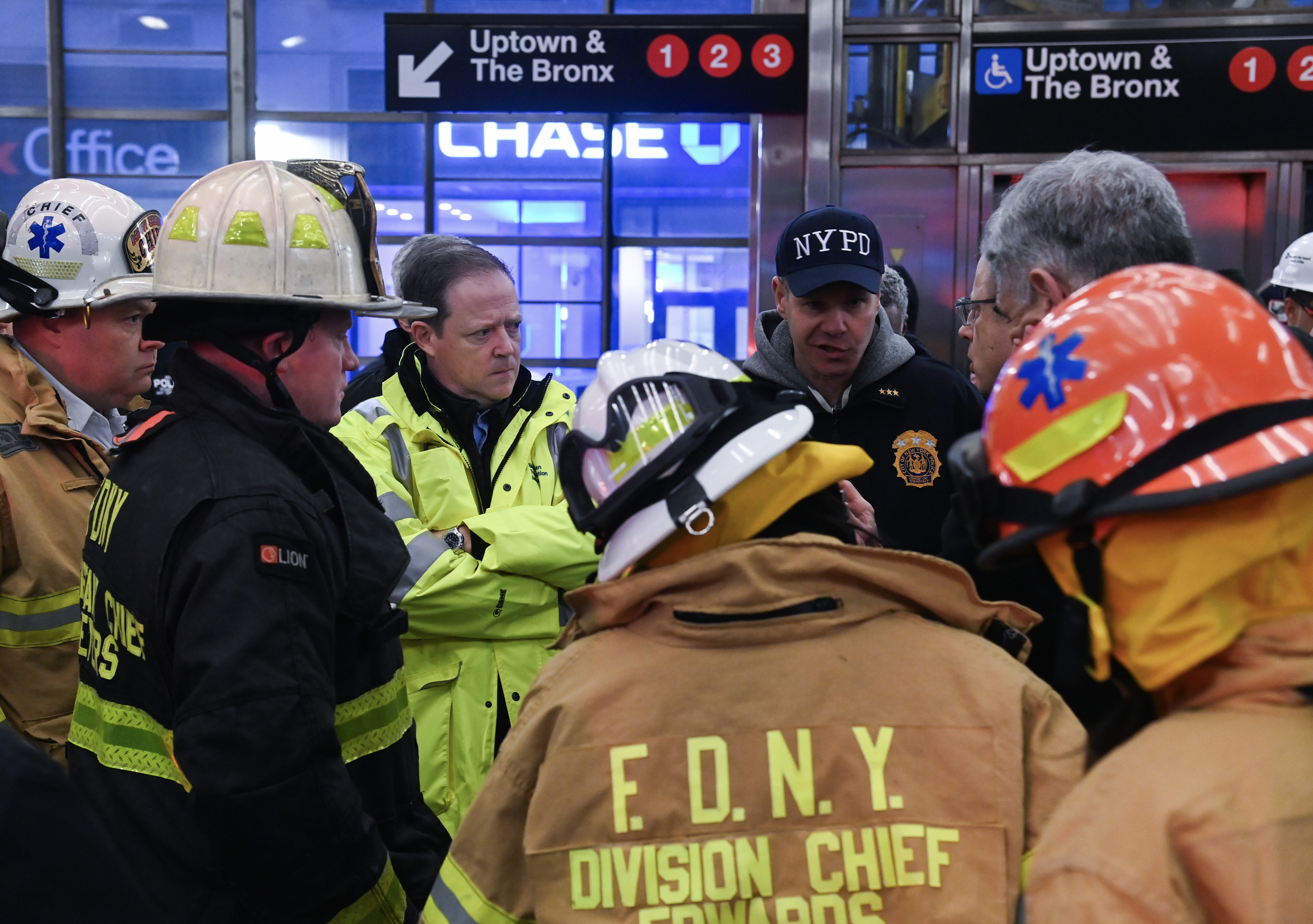
Führungsbesprechung von Rettungsdienst, Feuerwehr, Polizei und Verkehrsbetrieb bei einem U-Bahn-Unfall (2024)

### Überblick
- 1731 kaufte die Stadt New York die ersten Löschkarren
- 1776 erster Stadtbrand
- Von 1803 bis 1839 betrieb der Feuerversicherer „Fire Patrol“ einen der Vorläufer in Manhattan. Die Nachfolgeorganisation „New York Fire Patrol“ bestand bis 2006.
- 1809 wurde das erste Feuerlöschboot in Dienst gestellt
- 1835 zweiter Stadtbrand, 1845 dritter Stadtbrand
- 1861 erste Drehleiter für die Einheit „Lafayette Hook and Ladder 6“
- 1898 wurden die Stadtbezirke Brooklyn, Queens und Staten Island Teil von New York
- 1907 gab es das erste motorgetriebene Löschfahrzeug (Engine)
- 1922 waren die letzten Pferdespritzen in Brooklyn im Einsatz
- 1937 wurde der Sprechfunk eingeführt
- 1975 Einführung des Paramedic-Systems
- 1976 Erstes Einsatzleitsystem Starfire
- 1996 Fusion mit dem Rettungsdienst NYC EMS
- 2001 der Einsatz am 11. September im World Trade Center bedeutete den größten Einschnitt der Geschichte
- 2009 Hilfe für ein auf dem Hudson notgewassertes Flugzeug
- 2012 Wirbelsturmeinsätze beim Hurrikan Sandy

### Entwicklung der Einsatzzahlen
1990 gab es (ohne die medizinischen Hilfeleistungen) 243.855 Einsätze (Incidents), davon waren über 147.000 böswillige Fehlalarme (Malicious False Alarms).
2018 wurden folgende Einsätze gefahren:
- 0027.053 Brände in Gebäuden
- 0013.730 Brände im Freien
- 0256.560 Notfälle ohne Brand
- 0300.598 medizinische Rettungseinsätze
- 0021.437 böswillige Fehlalarme
- 1.862.159 Einsätze des Rettungsdienstes

Im Jahre 2018 wurden von den insgesamt 40.783 Löscheinsätzen 1.797 (= 4,4 %) als „All Hands“-Einsätze („Jede Hand wird gebraucht“ = Einsatz von mindestens vier Einheiten) bzw. in noch höhere Alarmstufen klassifiziert.
Bis April 2022 haben in 157 Einsatzjahren 1.157 Männer und Frauen der Feuerwehr im Dienst ihr Leben verloren.

### Bedeutende historische Einsätze

#### Triangle Shirtwaist Factory
Im Jahr 1911 löste der Brand der Triangle Shirtwaist Factory in Manhattan eine Gesetzesnovelle zur Einführung von Brand- und Arbeitsschutzbestimmungen und gegen die Kinderarbeit aus.

#### Brand im Hotel Sherry-Netherland
Beim Bau des Hotels The Sherry-Netherland kam es im April 1927 zum ersten großen Hochhausbrand in New York.

#### Brand in der 23rd Street
Im Oktober 1966 starben beim Einsturz einer Kellerdecke zwölf Feuerwehrleute. Es brannte der Lagerraum einer Kunsthandlung unter dem Drogeriemarkt „Wonder Drugs“ in Manhattans 23. Straße.

#### New York Telephone Fire
Im Februar 1975 kam es im East Village (Manhattan) zu einem ausgedehnten Brand PVC-ummantelter Kabelstränge in einer zentralen Telefonvermittlungsstelle von New York Telephone, der örtlichen Tochterfirma von AT&T. Anders als nach dem Einsatz am World Trade Center 2001 wurden die gesundheitlichen Auswirkungen nicht systematisch erfasst, so dass erhöhte Krebsraten bei den eingesetzten Feuerwehrleuten erst Jahrzehnte später als Berufskrankheit anerkannt wurden.

#### Waldbaum’s-Feuer
Im August 1978 stürzte die Dachkonstruktion eines Waldbaum’s-Supermarkts in Brooklyn in der Frühphase der Brandbekämpfung ein. Sechs Feuerwehrleute starben. Das Gefahrenpotenzial stützenfreien Dachtragwerks erfuhr danach mehr Aufmerksamkeit.

#### Brand in der Vandalia Avenue
Kurz vor Weihnachten 1998 starben drei Feuerwehrleute, die zur Menschenrettung im 10. Geschoss eines Seniorenwohnkomplexes an der Vandalia Avenue in Starrett City vorgingen. Wind blies einen Feuerstrom aus der offenen Tür der Brandwohnung in den Hausflur und löste einen Flashover aus. Infolge einer Häufung ähnlicher Ereignisse wurden neue Methoden und Werkzeuge entwickelt, um die windgetriebene Ausbreitung von Rauch und Feuer zu kontrollieren. Dazu fanden Brandversuche auf Governors Island unter Beteiligung des FDNY statt.:1038

### Entstehung des FDNY

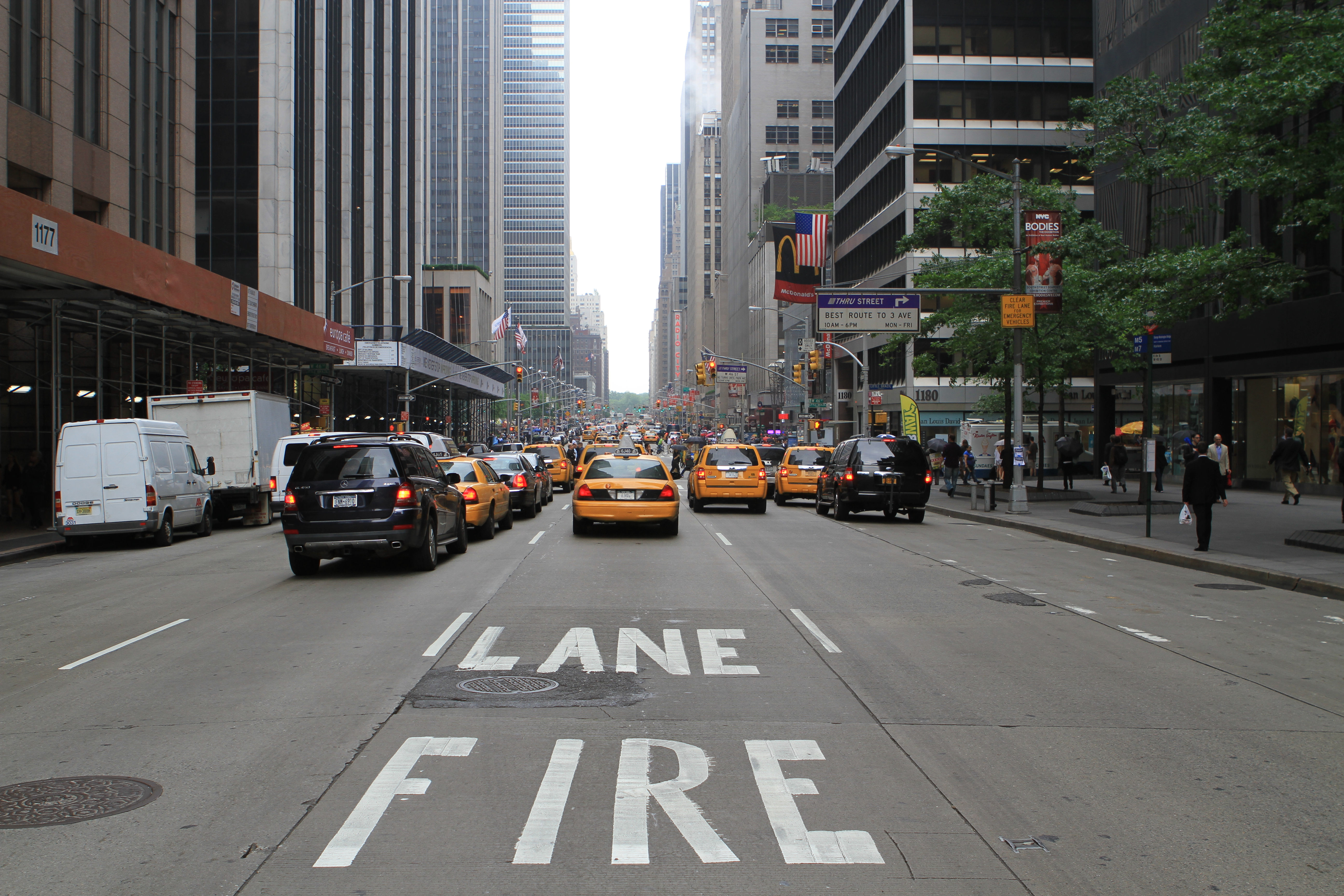
Eine Fire lane, Feuerwehrspur, in der Avenue of the Americas

#### Gründung als Metropolitan Fire Department
Bis 1865 gab es in der Stadt, die damals allein aus Manhattan bestand, eine Vielzahl freiwilliger Feuerwehr-Einheiten des ersten, nach dem Unabhängigkeitskrieg gegründeten Fire Department of the City of New York.:1 Die finanziellen Mittel kamen von der Stadt und wurden vom Stadtrat kontrolliert, in dem die Demokratische Partei die Mehrheit hatte. Ein Bündnis aus Feuerversicherern, Polizei und der Republikanischen Partei setzte sich ab 1864 dafür ein, nach dem Vorbild anderer Städte stattdessen eine Berufsfeuerwehr einzurichten. Anfang 1865 legte dieses Bündnis der New York State Legislature einen entsprechenden Gesetzesentwurf vor.
Mit Verabschiedung des Gesetzes schuf der Staat New York den „Metropolitan Fire District“ („Metropolen-Löschbezirk“), dem ein vierköpfiges, vom Gouverneur von New York zu bestellendes Gremium namens Board of Fire Commissioners vorstand. Der Geltungsbereich erstreckte sich über Manhattan und über die zwei freiwilligen Löschbezirke der unabhängigen Stadt Brooklyn. Der Metropolitan Fire District allein bekam die Berechtigung, Brandbekämpfung in der Stadt durchzuführen. Alle Freiwilligen Feuerwehren hatten sich aufzulösen, die Feuerwehrhäuser dem Board zu übereignen und ihre Ausrüstung abzugeben. Am 22. Juni 1865 wurde die letzte Klage der Freiwilligen gegen die neue Ordnung vor Gericht abgewiesen. Sofort gründete das Board of Fire Commissioners das Metropolitan Fire Department, abgekürzt MFD, und übernahm alle Liegenschaften. Der Dienstübergang hingegen sollte nach und nach erfolgen.
Als erstes stellte das MFD die „Metropolitan Steam Fire Engine Company 1“ in Dienst. Diese erste Löschkompanie erhielt eine noch kurz zuvor fabrikneu für die Freiwilligen beschaffte Dampfspritze der Marke Amoskeag, also eine von einer Dampfmaschine angetriebene Feuerspritze. Es fand in jener Zeit ein allmählicher Übergang statt von den durch Muskelkraft der Freiwilligen bewegten Feuerspritzen, Schlauchwagen und Leitern hin zu von Pferden gezogenen Wagen. Amoskeag stellte eine erste selbstfahrende Dampfspritze im Jahr 1867 vor.
Die Freiwillige Feuerwehr hatte bei ihrer Auflösung 3.421 Männer in 52 Spritzenkompanien, 54 Schlauchkompanien und 18 Haken-und-Leiter-Kompanien. Die Berufsfeuerwehr sollte ihre Angestellten bevorzugt aus den früheren Freiwilligen auswählen und betrieb am Ende des Gründungsjahres 34 Engine Companies und 12 Ladder Companies in Vollzeit, allesamt aus früheren Freiwilligen-Gerätehäusern heraus. Dazu hatte sie 5 Suburban Engines und 3 Suburban Ladders für die noch dünn besiedelten Gebiete nördlich der 87. Querstraße, wo Feuerwehrmänner zwar auf den Wachen schlafen und über Einsätze hinaus mehrmals im Monat Dienste ableisten mussten, aber einem anderen Hauptberuf nachgingen.

#### Historischer Kontext

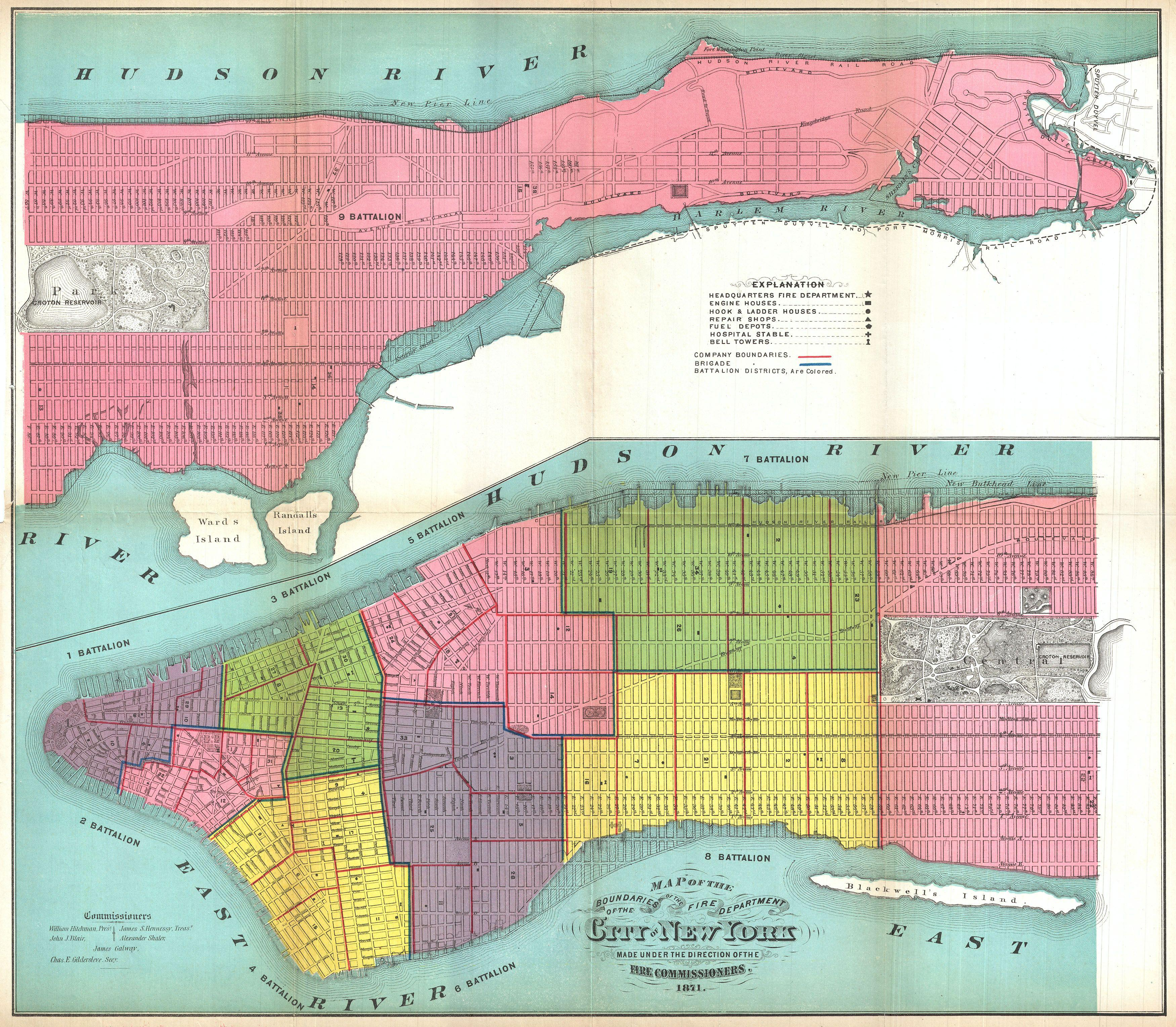
Landkarte der neun unterschiedlich ausgedehnten Löschbezirke (Battalions) in Manhattan im Jahr 1871

Der Sezessionskrieg hatte im Jahr 1865 mit dem Sieg der industrialisierten Nordstaaten der USA geendet. Die Truppen kehrten zurück in die zivile Wirtschaft und boten zusammen mit den in New York ankommenden Einwanderern in die Vereinigten Staaten ein großes Angebot an Arbeitskräften. Begünstigt durch die Lage als Tor zum Atlantik, an der Mündung von Hudson River und Eriekanal und am Endpunkt von nach dem Krieg fertiggestellten transkontinentalen Eisenbahnstrecken, beschleunigte sich der Aufstieg New York Citys zur Weltstadt. In der zweiten Hälfte des 19. Jahrhunderts war New York die am schnellsten wachsende Stadt der Welt. Mit ihr wuchs die konsumorientierte Mittelschicht, die ihr Hab und Gut durch private Feuerversicherung zu schützen trachtete. Die Versicherungsgesellschaften wollten die Kosten durch Brandschäden verringern und standen den als unprofessionell eingeschätzten freiwilligen Feuerwehrkompanien kritisch gegenüber.
Die Stadt New York bestand aus dem dicht besiedelten Lower Manhattan mit den Arbeitsplätzen des Financial District und den privilegierten Wohngegenden im Bereich der Südspitze. Nach den drei großen Stadtbränden von 1776, 1835 und 1845 zeigte sich die Wirksamkeit der 1815 eingeführten Baugesetze, die den Neubau von Häusern in Holzständerbauweise begrenzten und feuerhemmende Materialien wie Mauerziegel vorschrieben. In die teils sumpfigen Gebiete am damaligen nördlichen Stadtrand breiteten sich die Wohngegenden der Angestellten und Arbeiterschaft aus. Aufgrund der allenfalls auf Pferdefuhrwerken basierenden Transportmöglichkeiten abseits der 1832 eröffneten Straßenbahn, der ersten Hochbahnen 1872 oder der U-Bahn 1904 waren nur für wohlhabende Bürger kurze fußläufige Arbeitswege möglich. Mit zunehmender räumlicher Entfernung zum Geschäftszentrum stieg die Armut und sank die Qualität der Gebäude, was entsprechenden Einfluss auf die Brandgefahr und Zahl der möglichen Betroffenen hatte.

#### Professionalisierung

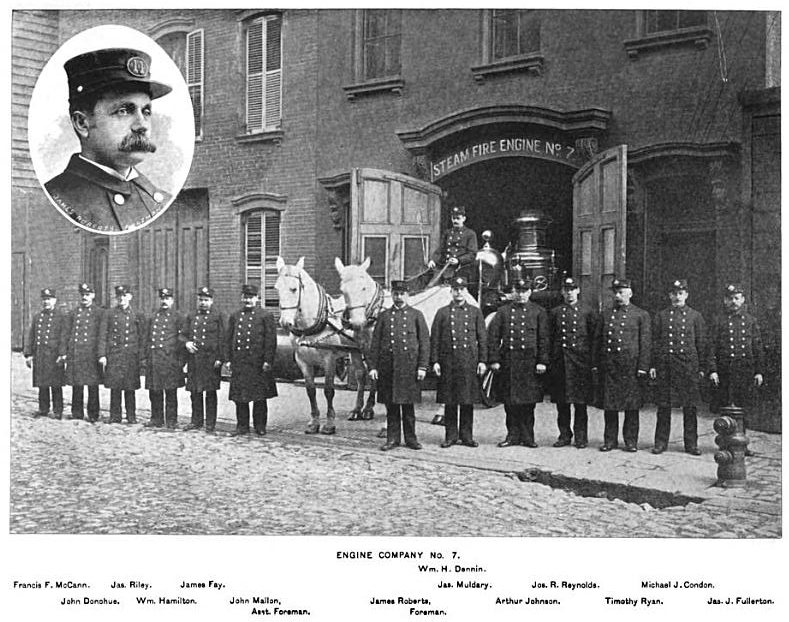
Steam Engine Company 7 in Brooklyn

In der Zeit der schrittweisen Umstellung von Freiwilligen- auf Berufskompanien kam es zu Konflikten. Es wird von geringer Disziplin und Wirksamkeit auch der Berufskompanien, von Sabotageakten oder von fehlender Zusammenarbeit an Einsatzstellen berichtet. Das Board of Fire Commissioners hatte trotz seines gesetzlichen Auftrags kein Interesse an Brooklyn, so dass sich dort zunächst nichts änderte, zumal diese Stadt aufgrund des Gesetzes nicht das Recht hatte, selber eine Berufsfeuerwehr einzurichten.
New York breitete sich nordwärts aus und das Konzept der Suburban Companies war überholt. Ende 1867 wurden sie durch vier reguläre Engine und drei Ladder Companies ersetzt und darüber hinaus vier weitere Engine Companies aufgestellt. Trotz laufender Neubeschaffungen von der Firma Amoskeag und später auch der Firma Allerton waren noch immer einige handgepumpte Feuerspritzen aus der Zeit der Freiwilligen im Dienst. Man experimentierte mit verschiedenen Spritzengrößen, um die beste Mischung aus Leistungsfähigkeit und Gewicht zu finden. Begrenzender Faktor waren immer die Kraft und Ausdauer der Zugpferde, die besonders in harschen New Yorker Wintern an ihre Grenzen kamen. Immerhin erkannte man, dass die Männer mitfahren sollten, anstatt schon erschöpft vom Dauerlauf an Brandorten einzutreffen, und baute an alte und neue Wagen Trittbretter an.
Zwar war durch den Übergang von den Freiwilligen zur Berufsfeuerwehr die Zahl der Kompanien gesunken, so dass die Arbeitsbelastung anstieg. Doch blieb der Abstand der Wachen zueinander im Vergleich zu heute geringer, und darüber hinaus beherbergten sie oftmals mehrere gleichartige Kompanien. Denn einerseits konnten die Zugpferde vor Dampfspritzen das Galopptempo nur über geringe Distanzen durchhalten, besonders in den hügeligen nördlichen Bereichen Manhattans und in der späteren Bronx. Andererseits war eine ausgerückte Einheit bis zum Wiedereinrücken nicht mehr kontaktierbar und konnte also bis zur Einführung des Sprechfunks im Jahr 1937 nicht unterwegs zurückbeordert oder zu einer neuen Einsatzstelle umgeleitet werden.
Die Professionalisierung gemäß einem paramilitärischen Organisationsmodell schritt voran. Dies zeigt sich bis heute in den militärisch geprägten Begrifflichkeiten. Im Jahr 1869 wurden acht sogenannte Battalions oder Bataillone, also von Offizieren kommandierte Löschbezirke, gebildet. Es gab erste schriftliche Vorschriftensammlungen und ein erster Ausbildungsjahrgang rückte ein.
Im Mai 1869 endlich wurde die gesetzliche Grundlage in Bezug auf Brooklyn geändert. Das Brooklyn Board of Fire Commissioners lehnte sich bei der Gründung der eigenen Berufsfeuerwehr an die Erfahrungen und Gepflogenheiten New Yorks an. Anders als dort wurden am 15. September 1869 alle freiwilligen Einheiten gleichzeitig ins Brooklyn Fire Department überführt. Die Fahrzeuge des BFD wurden allerdings grün statt rot lackiert.

#### Benennung als FDNY

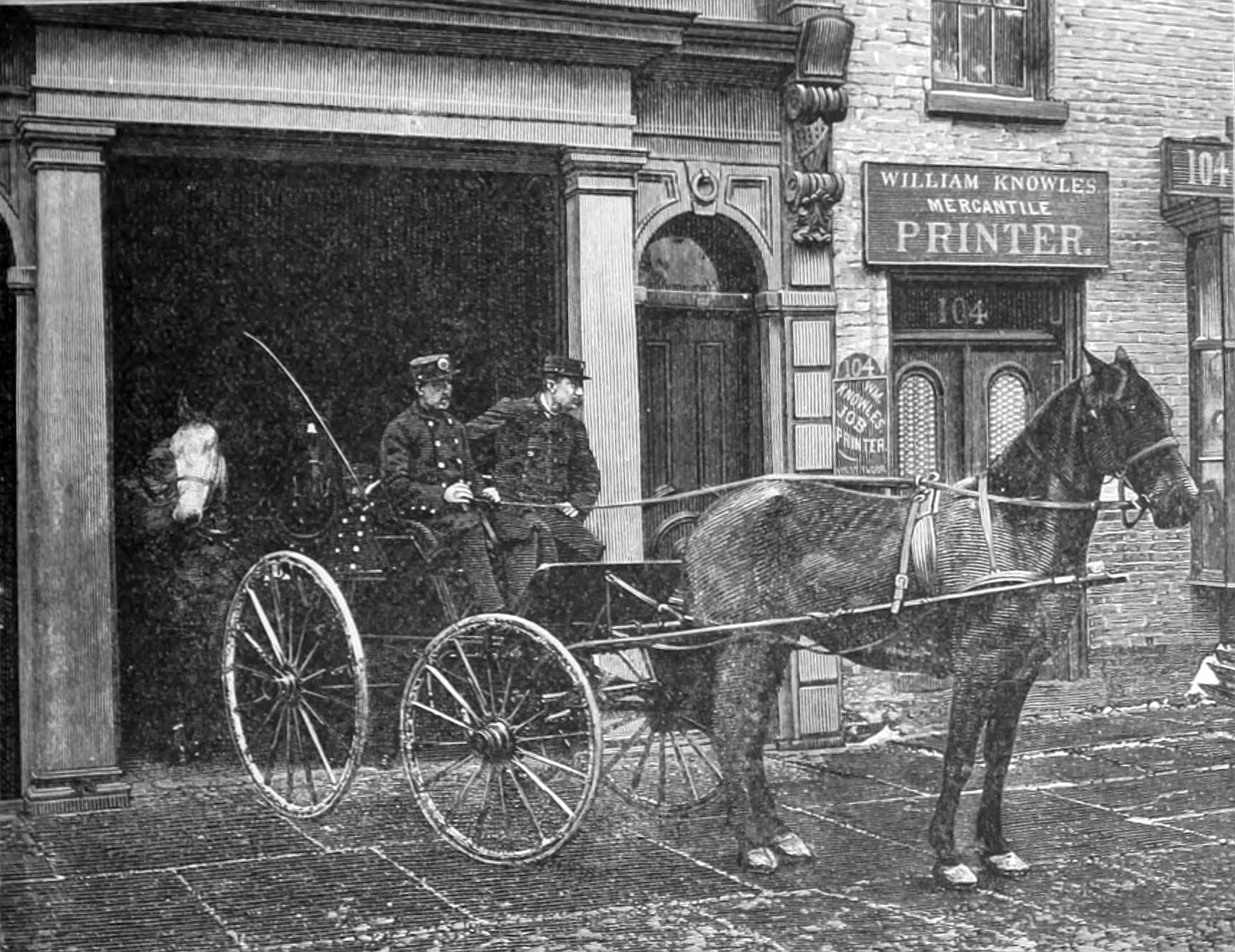
Pferdefuhrwerk eines Battalion Chief im Jahr 1887

Im Jahr 1870 verabschiedete der Staat New York die „Tweed Charter“, die jegliche Einflussnahme des Bundesstaates auf die Stadt untersagte. Der Journalist Gustavus Myers stellte es so dar, dass William „Boss“ Tweed im System der Tammany Hall seine politische Macht über New York City und seine offen gelebte Korruption in jenem Jahr so weit verfestigt hatte, dass er sich als Stadtverordneter an öffentlichen Aufträgen bereichern und damit seine Anhängerschaft zufrieden- und seine Gegnerschaft ruhigstellen konnte. Die durch reichliche Bestechungszahlungen ermöglichte „Tweed Charter“ eliminierte demnach alle Aufsichtsgremien, die Tweeds Macht hätten einhegen können, und nebenbei auch den „Metropolitan Fire District“. Die Stadt bestellte ein eigenes Board of Fire Commissioners. Der Name Metropolitan Fire Department war hinfällig und wurde, um die zurück erlangte städtische Kontrolle zu betonen, in den Traditionsnamen „Fire Department of the City of New York“ geändert. Das Kürzel „M.F.D.“ an den Fahrzeugen wurde zu „F.D.N.Y.“.
Tweed selbst, der in seiner Jugend freiwilliger Feuerwehrmann gewesen war, wurde 1874 wegen Korruption verurteilt und starb wenige Jahre später, aber die Tammany Hall erholte sich und blieb bis zur Great Depression der wichtigste politische Machtfaktor in der Stadt.
Am 1. Januar 1898 wurde die Greater City of New York gegründet. Die Aufgaben des Board of Fire Commissioniers wurden im Amt des Fire Commissioners gebündelt. Das FDNY ist seitdem für alle fünf damals neu gebildeten Stadtbezirke The Bronx, Brooklyn, Manhattan, Queens und Richmond (heißt seit 1975 Staten Island) zuständig. Richmond bekam seine ersten Berufseinheiten im Jahr 1906.
In den 1920er Jahren wurde der Schichtdienst eingeführt. Bis dahin war von den Berufsfeuerwehrleuten ständige Anwesenheit erwartet worden.

### Stadtverfall und die „War Years“

#### Die Bronx brennt

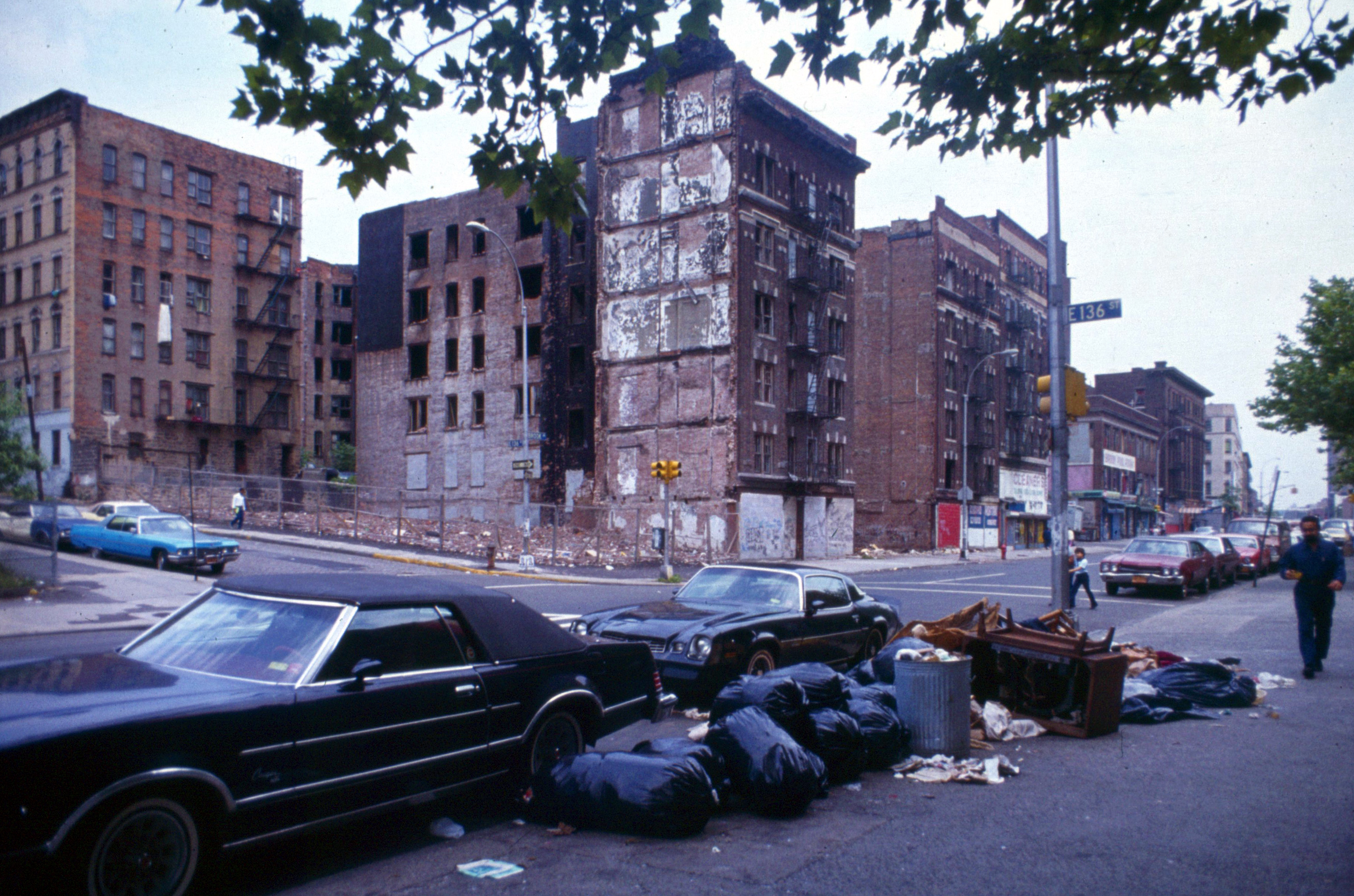
Ruinen in der Süd-Bronx (1982,)

Die zwei Jahrzehnte ab ungefähr 1964 sind als Kriegsjahre, „The War Years“, bekannt. Mitte der 1960er Jahre gab es in den meisten Städten der USA Rebellionen (Rassenunruhen), so auch 1964 in Harlem. Bei der Feuerwehr waren die zuvor im Zweiten Weltkrieg und im Koreakrieg kämpfenden Männer nun die erfahrenen Offiziere, die jungen Feuerwehrleute waren nicht selten entweder Veteranen des Vietnam-Kriegs oder konnten kurzfristig zum Kriegsdienst einberufen werden.
Der Stadtverfall begann in den 1960er Jahren in Arbeiter-Stadtvierteln in Harlem, der Süd-Bronx und Brownsville und ergriff im weiteren Verlauf unter anderem Bedford–Stuyvesant, East New York, die Lower East Side und Williamsburg. Die Einsatzzahlen zuvor unauffälliger Feuerwehreinheiten stiegen deutlich an. Der Bevölkerungsrückgang und die bei steigenden Preisen geringe Zahlungsfähigkeit der verbliebenen Mieter trieb auch seriöse Vermieter in die Pleite. Reparaturen lohnten sich nicht mehr, Grundsteuern wurden nicht gezahlt, Wohnhäuser wurden hastig leergezogen und neben den zahlreichen Altbauten von geringer Qualität verfielen auch solide für eine Nutzungsdauer von 100 Jahren gebaute Mehrfamilienhäuser. Nicht selten wurden Häuser trotz noch darin befindlicher Mietparteien angezündet, um die finanziellen Verluste zu begrenzen, auf späteren Wertzuwachs des freigeräumten Grundstücks zu spekulieren oder möglicherweise noch Geld von einer Feuerversicherung zu erhalten. Mieter konnten nach Verlust ihrer Wohnung und ihres Hausrats auf Kosten der Stadt in bessere Gegenden umziehen, so dass sich auch von dieser Seite ein widersinniger Anreiz zu mehr Bränden ergab.
Die Stadt kürzte mit Billigung des John T. O’Hagan, der seit 1962 Chief of Department und zusätzlich seit 1973 Fire Commissioner war, das Budget des FDNY. Einheiten und Wachen wurden geschlossen, hunderte Feuerwehrleute entlassen, die Wartung der Fahrzeuge und Gebäude wurde vernachlässigt und Hydrantenprüfungen, Brandschutzinspektionen und Brandursachenermittlung fanden nicht mehr statt. Brandstifter waren nicht der Grund für den Verfall, aber ihnen wurde wenig Einhalt geboten.

„In six or seven years, the FDNY moved or closed 50 companies, the vast majority of them in the Bronx, Harlem and central Brooklyn. Because the model said you can close your busiest companies and not impact your ability to respond.“

„Binnen sechs oder sieben Jahren verlegte oder löste das FDNY 50 Einheiten auf, davon die weit überwiegende Anzahl in der Bronx, in Harlem und in der Mitte Brooklyns. Weil das [von der RAND Corporation verwendete Simulationsmodell] ausgab, dass man die Einheiten mit der höchsten Einsatzdichte abschaffen und trotzdem die Hilfsfrist einhalten kann.“

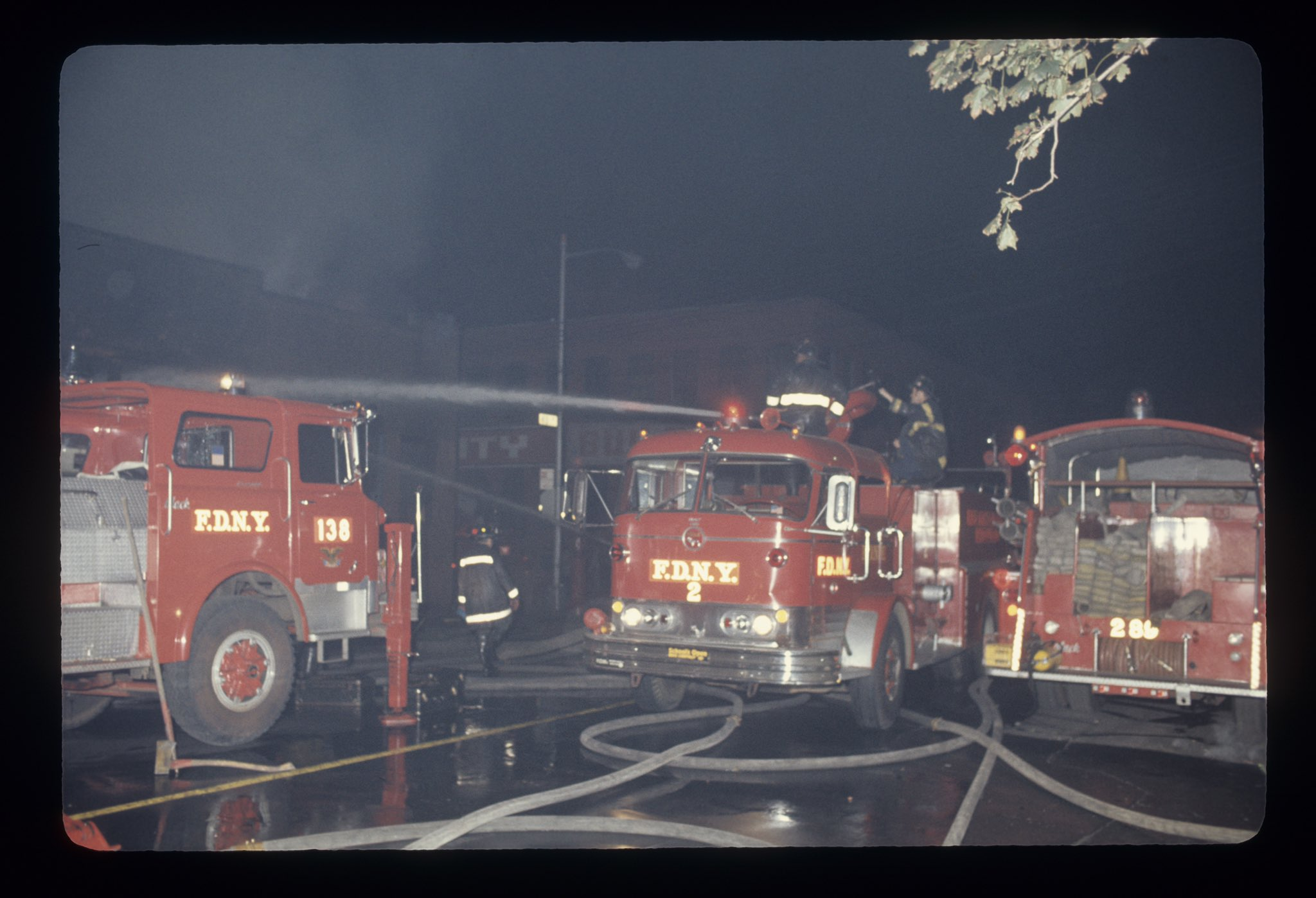
Einsatz im Jahr 1973

Am 6. November 1973 traten zum ersten Mal überhaupt Berufsfeuerwehrleute in einen Streik, der von 9 bis 13 Uhr dauerte. Am schlimmsten waren die Zustände um das Jahr 1976, wofür sinnbildlich die Unruhen während des eintägigen Blackouts im Hochsommer 1977 standen.
All dies wurde in der Wahrnehmung der nicht direkt betroffenen Bevölkerung zum Normalzustand. Nicht einmal große Brände wurden in Nachrichtensendungen erwähnt. Erst Feuerwehrleute, die als Journalisten und Schriftsteller tätig wurden, brachten die Entwicklung an die Öffentlichkeit. Dennis Smith verfasste Zeitungsartikel und dann den autobiografischen Bestseller „Report from Engine Company 82“ mit Schilderungen aus der Perspektive eines jungen Feuerwehrmannes in der Süd-Bronx ab Ende 1960er Jahre. Fernsehberichte prägten den zum Sprichwort gewordenen Ausruf „The Bronx is burning“.
In manchen Vierteln endeten die Brände erst, als alle Substanz verzehrt war und die Szenerie an ausgebombte Städte des Zweiten Weltkriegs erinnerte.

#### Wirtschaftliche Hintergründe

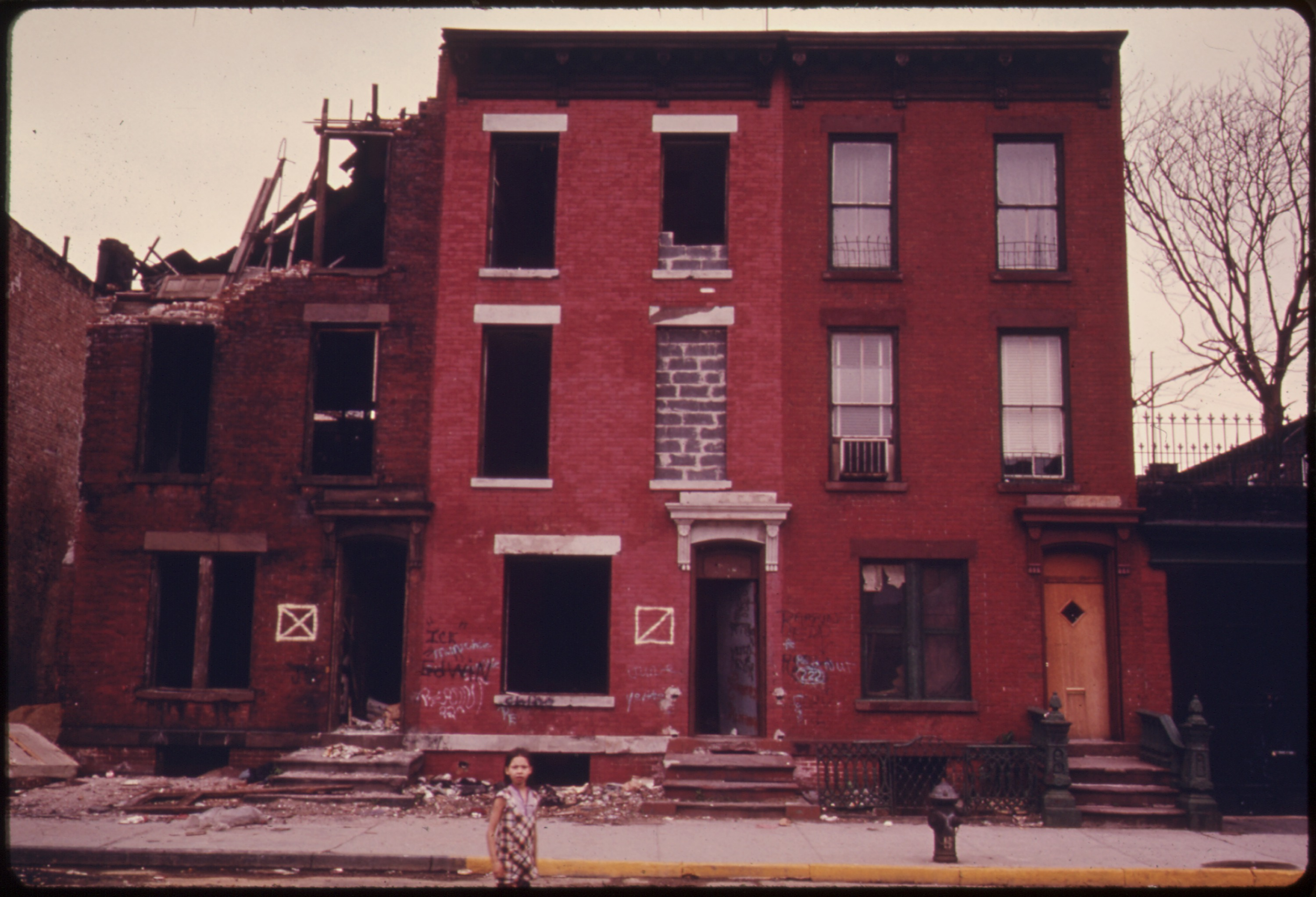
Teilweise ausgebrannte Reihenhäuser in Brooklyn (1974)

Mit dem Ölreichtum der Vereinigten Staaten, der im Manufacturing Belt die kohlebasierte Wirtschaft der Industrialisierung ablöste, mit der darauf aufbauenden Massenmotorisierung, und gefördert durch staatliche Initiativen nach dem Zweiten Weltkrieg, etwa dem G.I.-Gesetz, kam es zur Suburbanisierung amerikanischer Großstädte. Von 1969 bis 1976 gingen in New York 600.000 Arbeitsplätze verloren. Die Stadt durchlebte einen Strukturwandel von der ortsansässigen Industrieproduktion und dem arbeitsintensiven Umschlag im New Yorker Hafen hin zu einer dienstleistungorientierten und globalisierten Wirtschaftsweise einschließlich der Ansiedlung von Finanzdienstleistern und der beginnenden Containerisierung des Stückguttransports. Die Armut der Arbeiterschicht stieg an. Die weiße Mittelschicht zog vermehrt in die neuen Vorstädte, pendelte mit dem Auto oder, im für die USA untypischen Fall New Yorks, den Vorortbahnen in die Central Business Districts der City und überließ die Wohngebiete am Rand der Innenstädte den Benachteiligten und den neu Zugewanderten. In der Bronx wanderte die unsichtbare sozialökonomische Grenze zwischen einem wohlhabenderen Nord- und einem verarmten Südteil seit den 1960er Jahren nordwärts. Der Bau des Cross Bronx Expressway unter dem Stadtplaner Robert Moses teilte oder zerstörte gewachsene Stadtquartiere. Unter Moses entstanden auch moderne Hochhaus-Wohnkomplexe des sozialen Wohnungsbaus in New York City, die wiederum keine Rücksicht auf ältere Strukturen nahmen.
Gesamtwirtschaftlich erlebte die Erdöl-basierte Wirtschaft 1973 mit der ersten und 1979 mit der zweiten Ölkrise Preis- und Inflationsschocks, die die seit dem Zweiten Weltkrieg zur Selbstverständlichkeit gewordenen Wachstums- und damit Wohlstandserwartungen in Frage stellten. Mitten in einer seit Ende der 1960er Jahre wirkenden Lohn-Preis-Spirale versuchten die verschiedenen Ebenen der Regierung, ihre Kosten in den Griff zu bekommen. Die Finanzen New York Citys gerieten von zwei Seiten unter Druck: Auf der Einnahmenseite zurückgehende Steuereinnahmen und alternde, durch Strukturwandel und Bevölkerungsrückgang ineffizient genutzte öffentliche Einrichtungen. Auf der Ausgabenseite laufend steigende Kosten sowie eine mit Streiks durchgesetzten Ausweitung des öffentlichen Dienstes, der Gehälter und der Pensionsansprüche. Die Stadt war 1975 jenseits der Schwelle, an der sie die Zahlungsunfähigkeit nach Chapter 9 des Insolvenzrechts der Vereinigten Staaten hätte erklären müssen. Sie wurde als verloren und nicht kreditwürdig betrachtet. Nach einigem Hin und Her wurde eine Rettungsaktion zur Haushaltskonsolidierung beschlossen, die außerhalb der Stadt unpopulär war.
Für die Stadt begann sich die Lage während der Amtszeit Oberbürgermeister Ed Kochs insgesamt zu verbessern und sie konnte sich ab 1985 wieder am Kapitalmarkt Geld für Investitionen beschaffen. Ab Ende der 1970er erhöhte die Stadt auch das Budget der Feuerwehr, und so endeten die „War Years“ im Verlauf der 1980er Jahre.

### Das FDNY am 11. September 2001

Feuerwehrmann fordert im Zuge der Bergungsarbeiten zehn weitere Kräfte an (15. September)

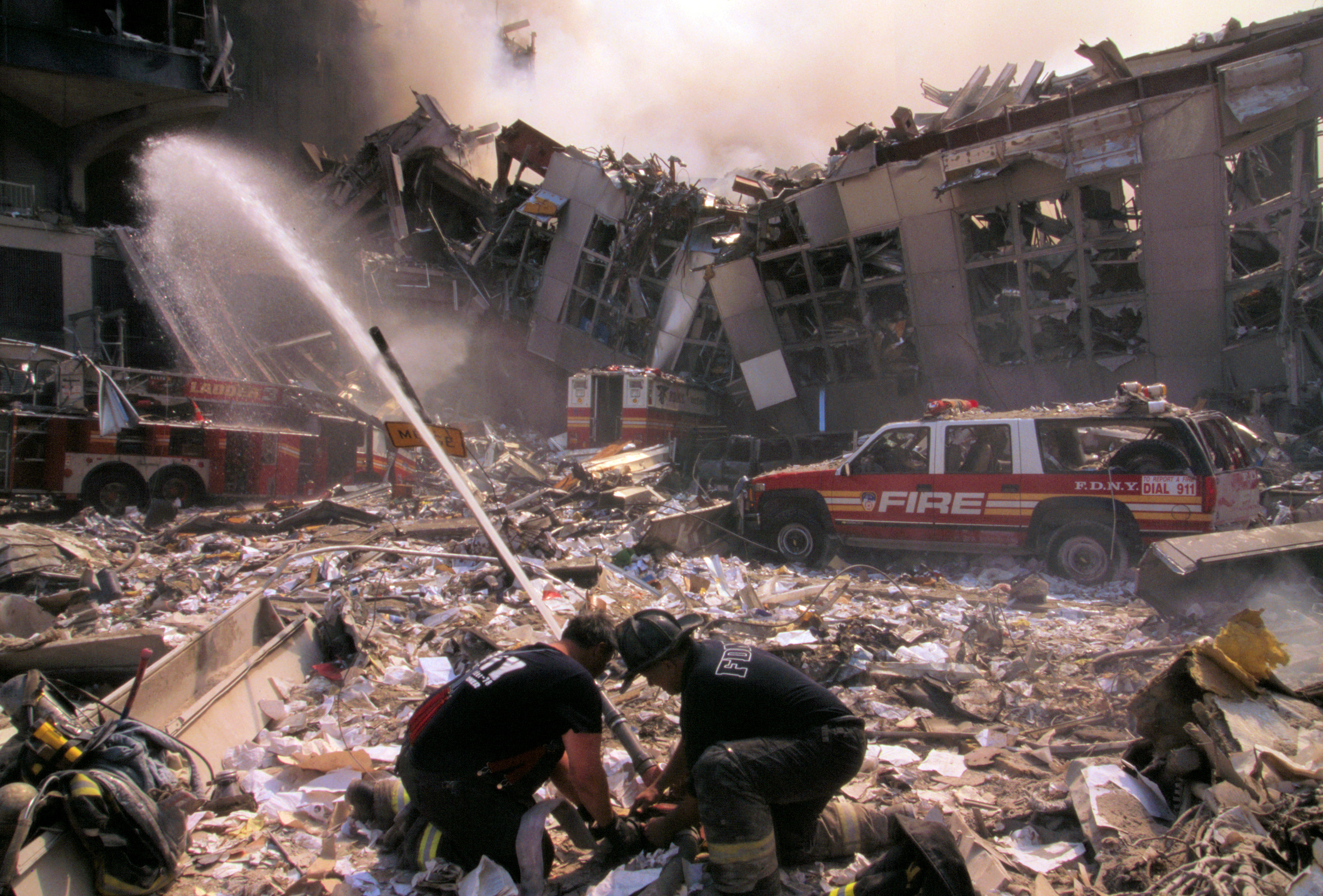
Löschangriff am World Trade Center 6 inmitten von Trümmern und zerstörten Fahrzeugen. Links Ladder 3, hinten Rescue 1.

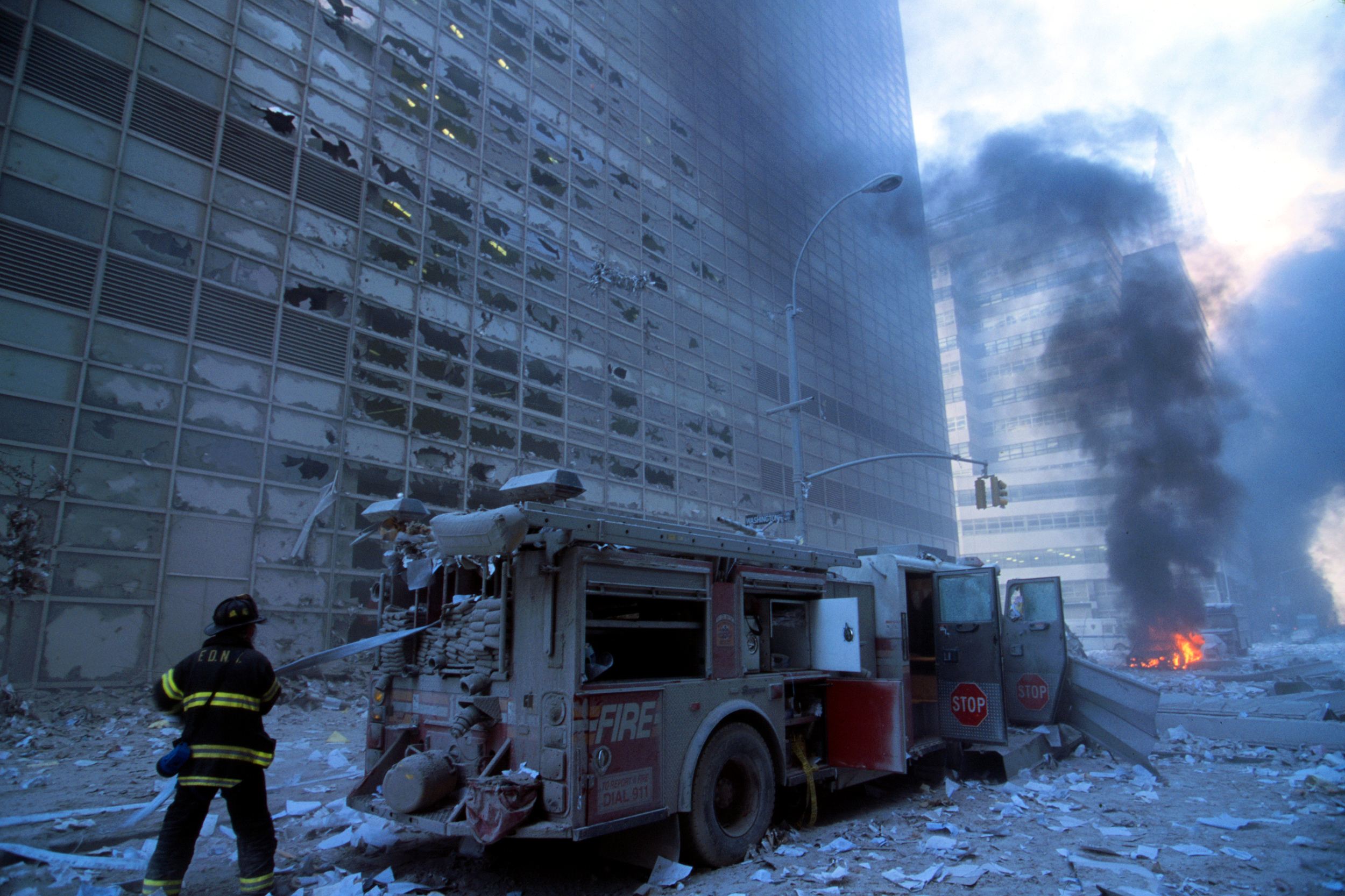
Nach den Einstürzen des WTC war die Umgebung mit schadstoffbelastetem Staub bedeckt

Die Feuerwehr verlor 343 Angestellte bei den Terroranschlägen am 11. September 2001. Die meisten davon starben in und an den Türmen des World Trade Center (WTC) bei deren Einsturz. In den Folgejahren starben nach Angaben der Feuerwehrgewerkschaft über 170 Angestellte an Krankheiten, die durch die Folgen der Anschläge hervorgerufen wurden. Rund einer von acht dort eingesetzten Feuerwehrleuten erkrankten an Krebs.

#### Einsatzziele und Einsatzbedingungen
Die Feuerwehr wollte nach der Explosion von Flug AA 11 den Nordturm evakuieren, die dort tätigen Angestellten retten und evtl. den Brand löschen. Relativ bald wurde das Ziel auf die Rettung und Evakuierung der Beschäftigten zurückgenommen, denn Fahrstühle zum Transport von Löschmannschaften in die Umsteige-Stockwerke und höher standen nicht zur Verfügung.
Mit Teileinstürzen der Gebäude wurde spätestens ab den Folgen der Explosion von Flug UA 175 im Südturm gerechnet. Es wurden weitere Hilfskräfte und Transportmittel für Verletzte alarmiert und herangeführt. Neben den beiden Wolkenkratzern war das Hotel Marriott World Trade Center der dritte Einsatzschwerpunkt. Der Räumungsbefehl an die Feuerwehreinheiten im Nordturm führte nur zum Teil zum Abbruch der dortigen Rettungsarbeiten. Rund 750 Feuerwehrleute waren zum Zeitpunkt der Einstürze im Einsatz.
Nach dem Einsturz der beiden Türme hieß das Einsatzziel: Rettung der Verschütteten, später auch Bergung der Toten, auch der dort vermissten Kollegen. Durch den Einsturz waren weitere Gebäude im Umkreis von 500 Metern zum Teil massiv gefährdet. Die Befehlsinfrastruktur des FDNY war direkt danach zum großen Teil zerstört und musste neu aufgebaut werden.
In der weiteren Folge mussten unter anderem die Einsatzrichtlinien überprüft und zum Teil verändert werden. Der gemeinsame Bericht der Feuerwehrführung und der Beratungsfirma McKinsey & Co war dazu eine Grundlage. Nicht alle dort erhobenen Forderungen wurden umgesetzt (Stand August 2006).

#### Weltweite Solidarität
Trauer, Solidarität und Hilfe kamen aus allen Teilen der Welt. Auch eine 250 Mann starke deutsche Feuerwehr-Delegation übermittelte am 18. November 2001 in New York beim weltgrößten Trauermarsch ihre Betroffenheit zum Tod der vielen Helfer. Bei der anschließenden Trauerfeier im Madison Square Garden sprachen US-Präsident George W. Bush, Bürgermeister Rudolph Giuliani und New Yorks Feuerwehrchef Thomas Von Essen. In New York wurden die Spenden der Aktion „Hilfe für Helfer“ übergeben, mit denen die Angehörigen der ums Leben gekommenen Retter unterstützt werden sollen. Der Präsident des Deutschen Feuerwehrverbandes (DFV), Gerald Schäuble, überbrachte persönlich die Anteilnahme der deutschen Feuerwehren mit einem Scheck über eine Dreiviertelmillion Deutsche Mark, die von Feuerwehren, Privatleuten, Unternehmen und durch Benefizveranstaltungen aufgebracht wurden.

#### Denkmäler
Am 10. Juni 2006 wurde an der Außenwand der Feuerwache Liberty Street, dem „10 House“, in dem die Engine Company 10 und Ladder Company 10 gegenüber dem heutigen World Trade Center (World Trade Center Site) stationiert sind, ein Denkmal des FDNY eingeweiht. Auf ihm stehen die Namen aller 343 Toten der Feuerwehr.
Fast alle Feuerwachen in Manhattan verloren am 11. September Männer. Am schwersten war die Wache von Engine 54, Ladder 4, Battalion 9 in der 48th Street and Eighth Avenue betroffen. Sie verlor 15 Mann. Auch heute ist sie wieder Spezialeinheit bei Hochhausbränden und gilt als die Wache mit der höchsten Einsatzdichte in NYC.

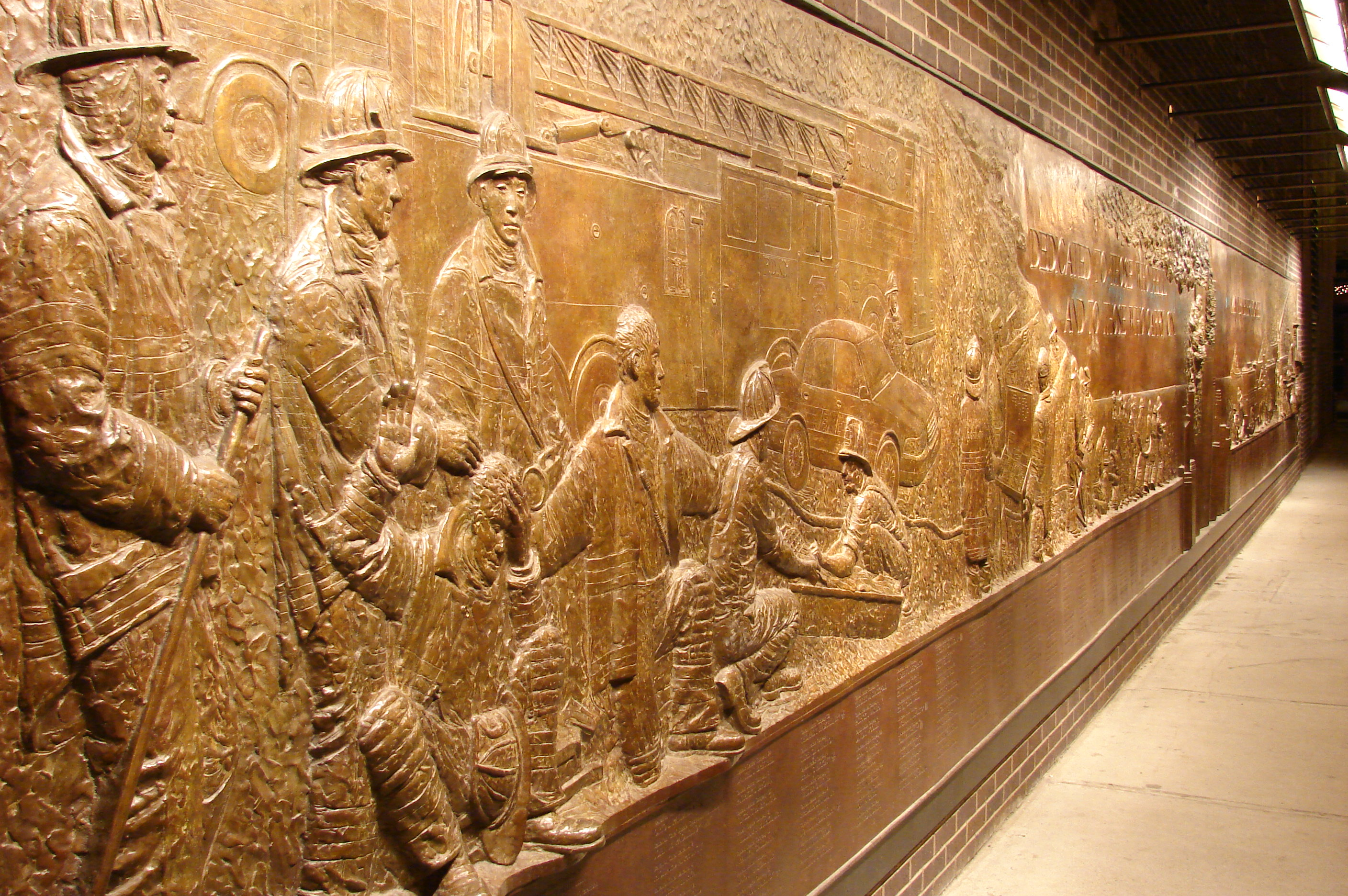
Memorial Wall am „Ten House“ (Feuerwache 10 – in der Liberty Street gegenüber dem WTC)
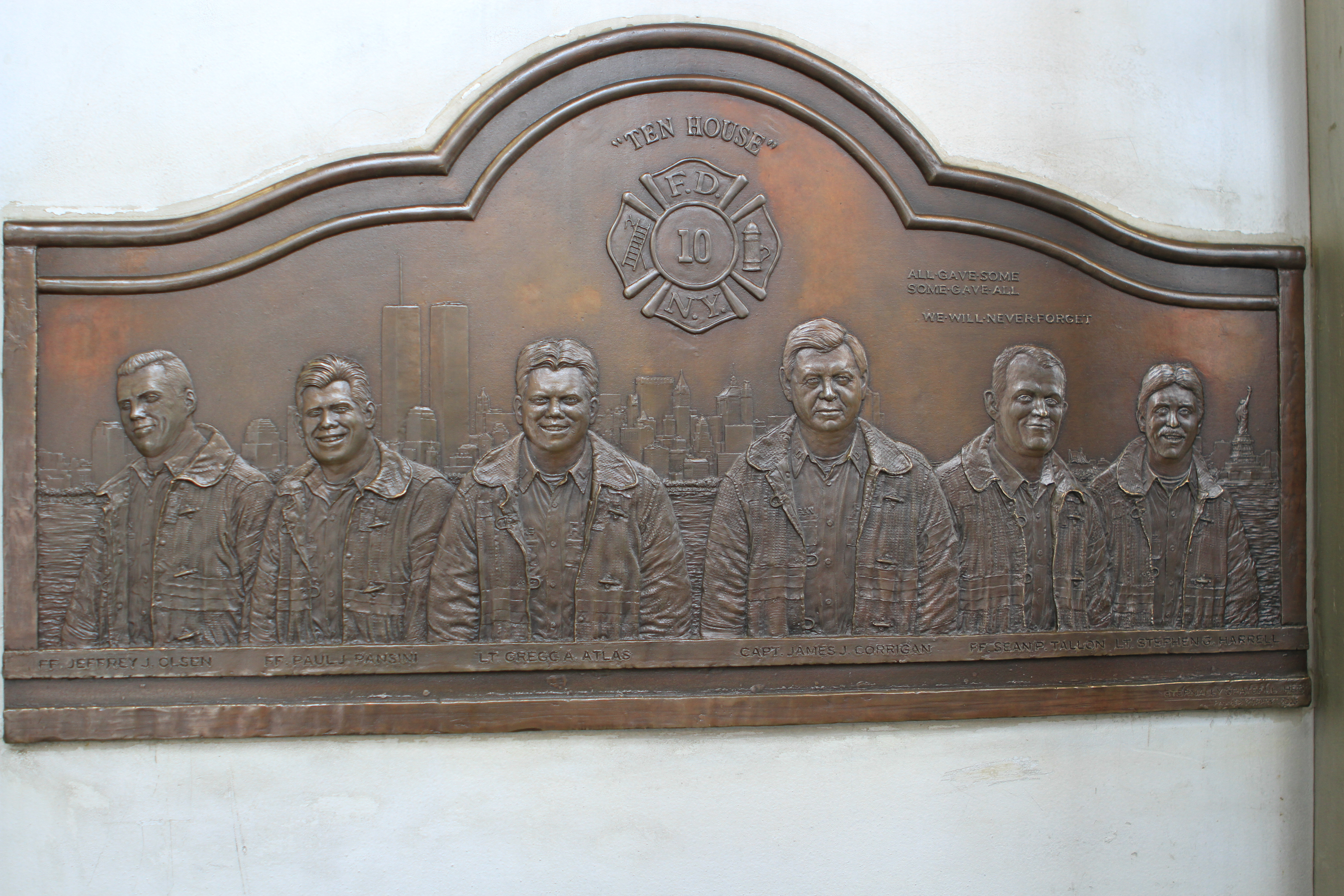
Gedenktafel am „Ten House“
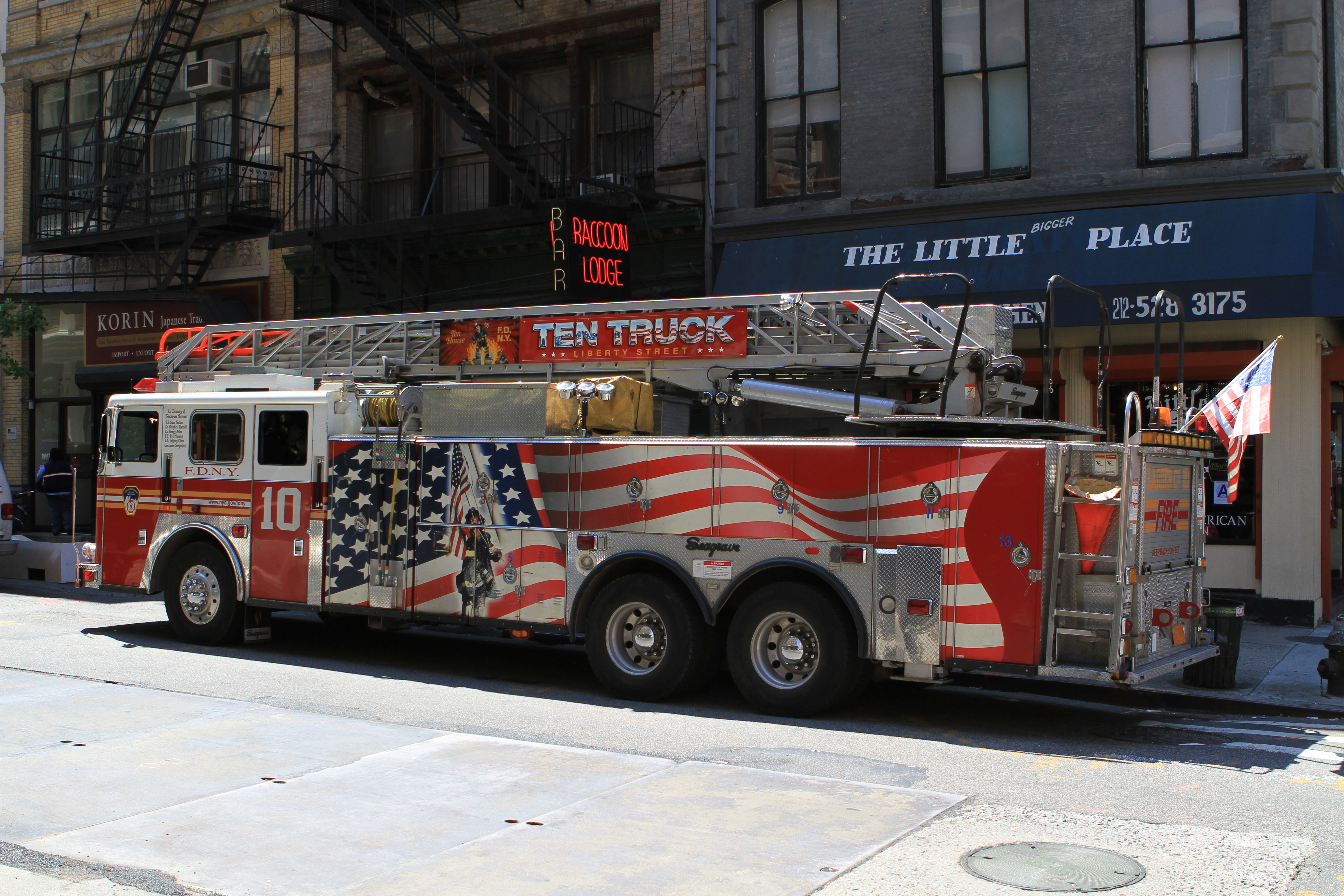
Lackierung zum Gedenken an Ladder 10 des „Ten House“
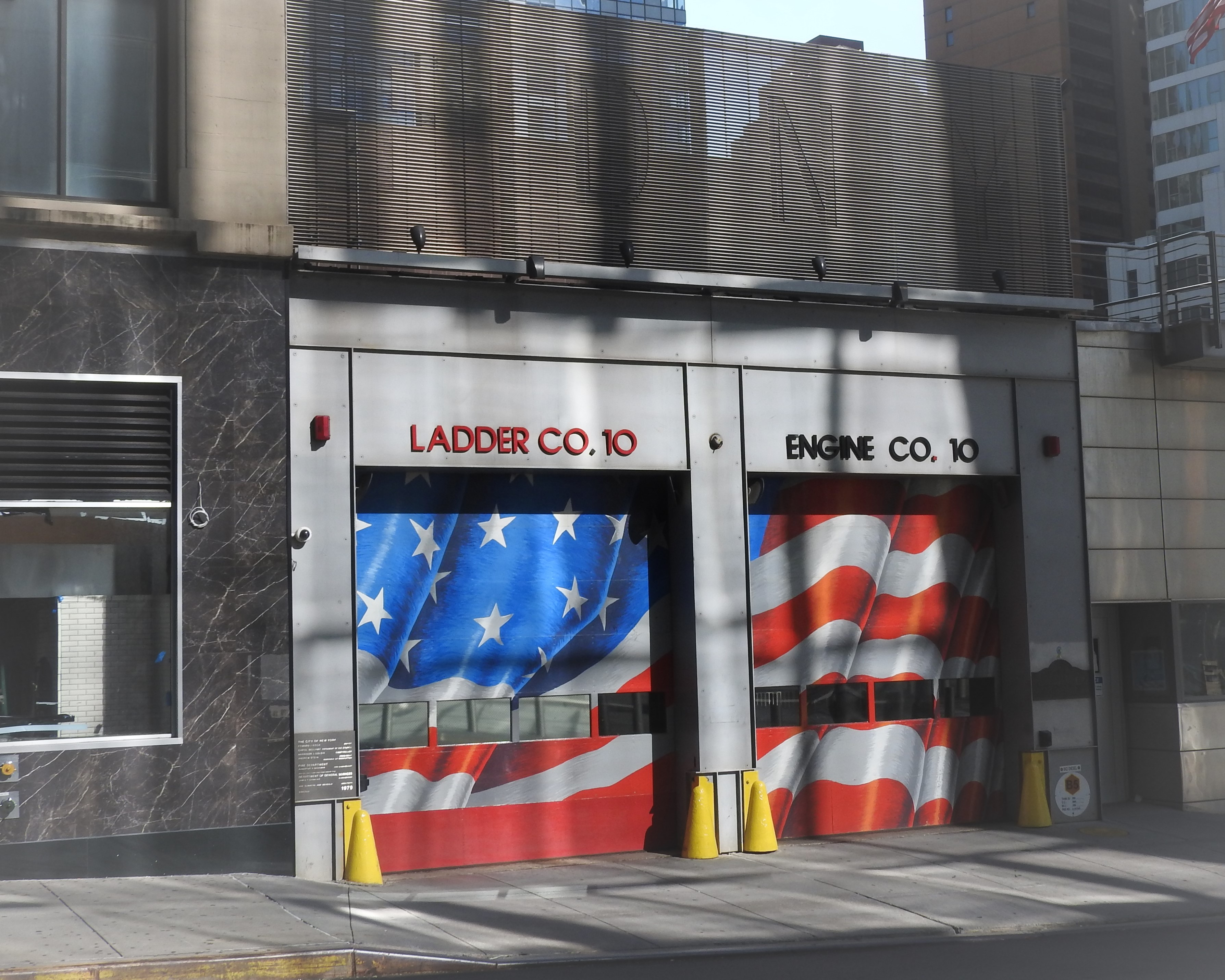
Hallentore des „Ten House“ mit Gedenkbemalung
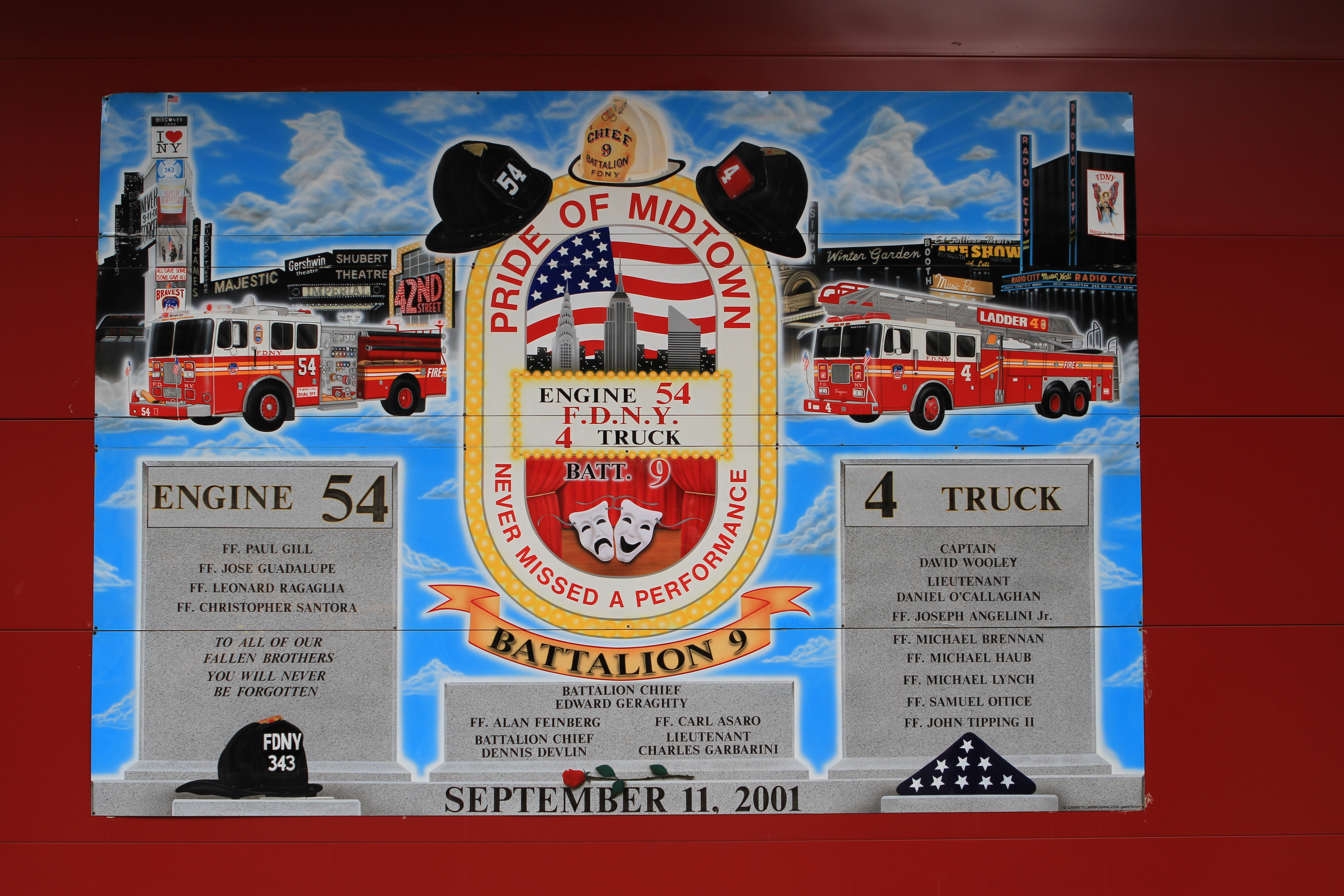
Gedenklackierung der Hallentore am Firehouse Engine 54, Ladder 4, Battalion 9
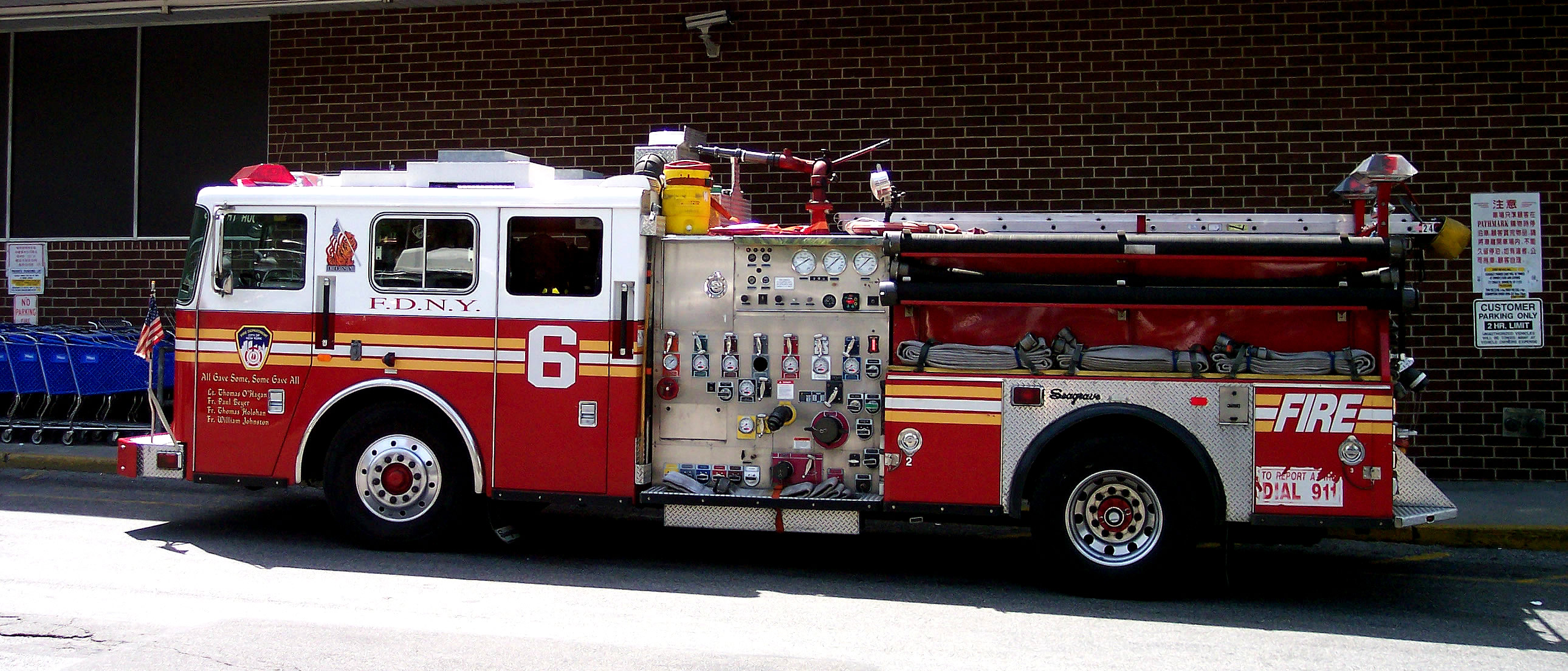
FDNY Engine 6: Der moderne Seagrave-Pumper ersetzte ein am 11. September 2001 zerstörtes Modell. Auf der vorderen Tür sind die Namen der an diesem Tag getöteten Feuerwehrleute von Engine 6 zu lesen
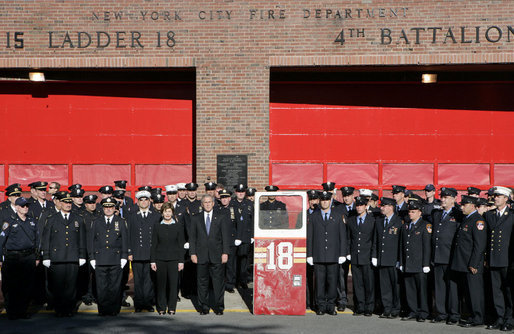
Einweihung der Gedenktafeln an die getöteten Feuerwehrmänner der Feuerwache Pitt Street, 2006
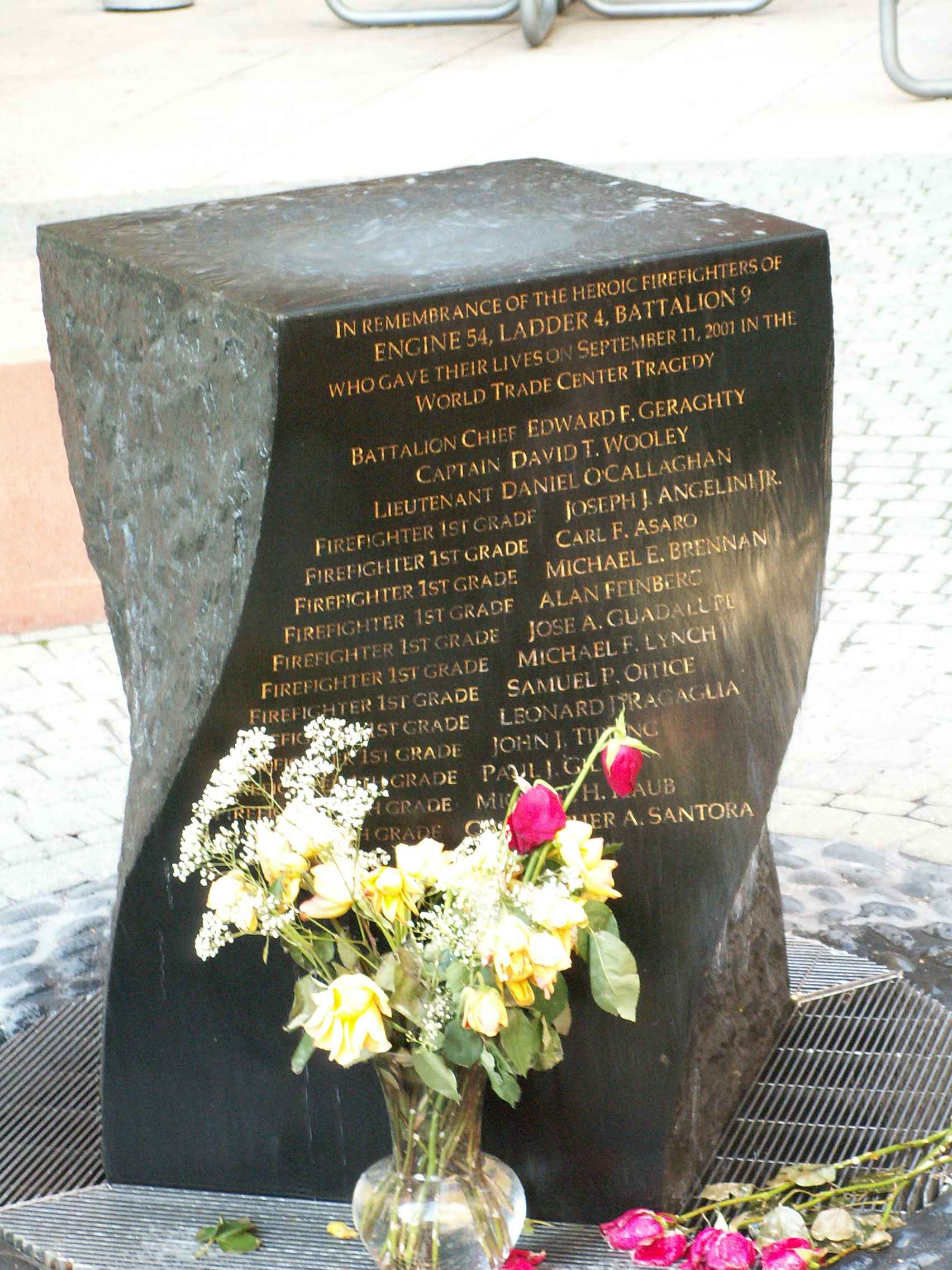
Andenken an die 15 getöteten Feuerwehrmänner bei der Wache 8th Avenue
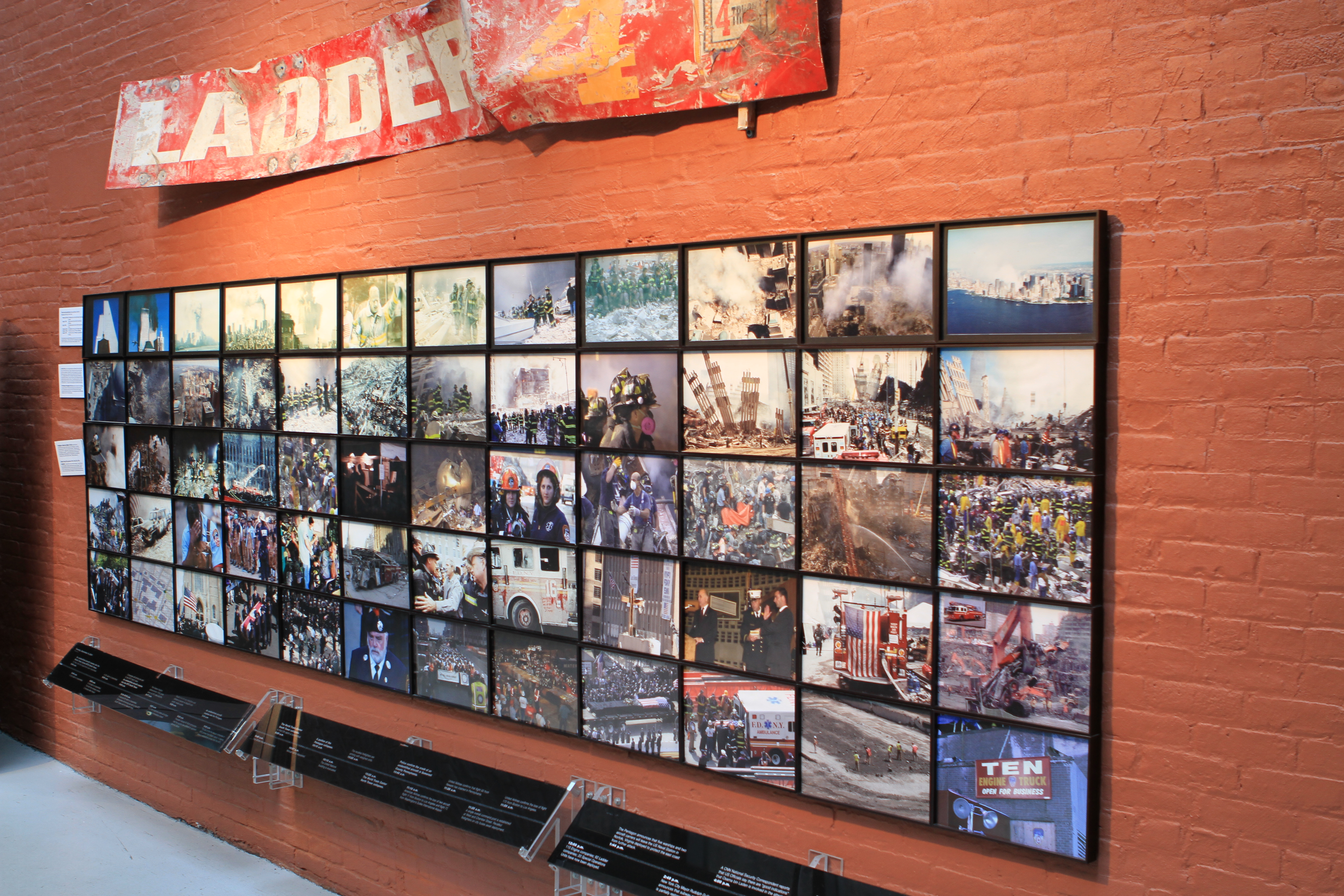
Gedenkraum im FDNY Fire-Museum.
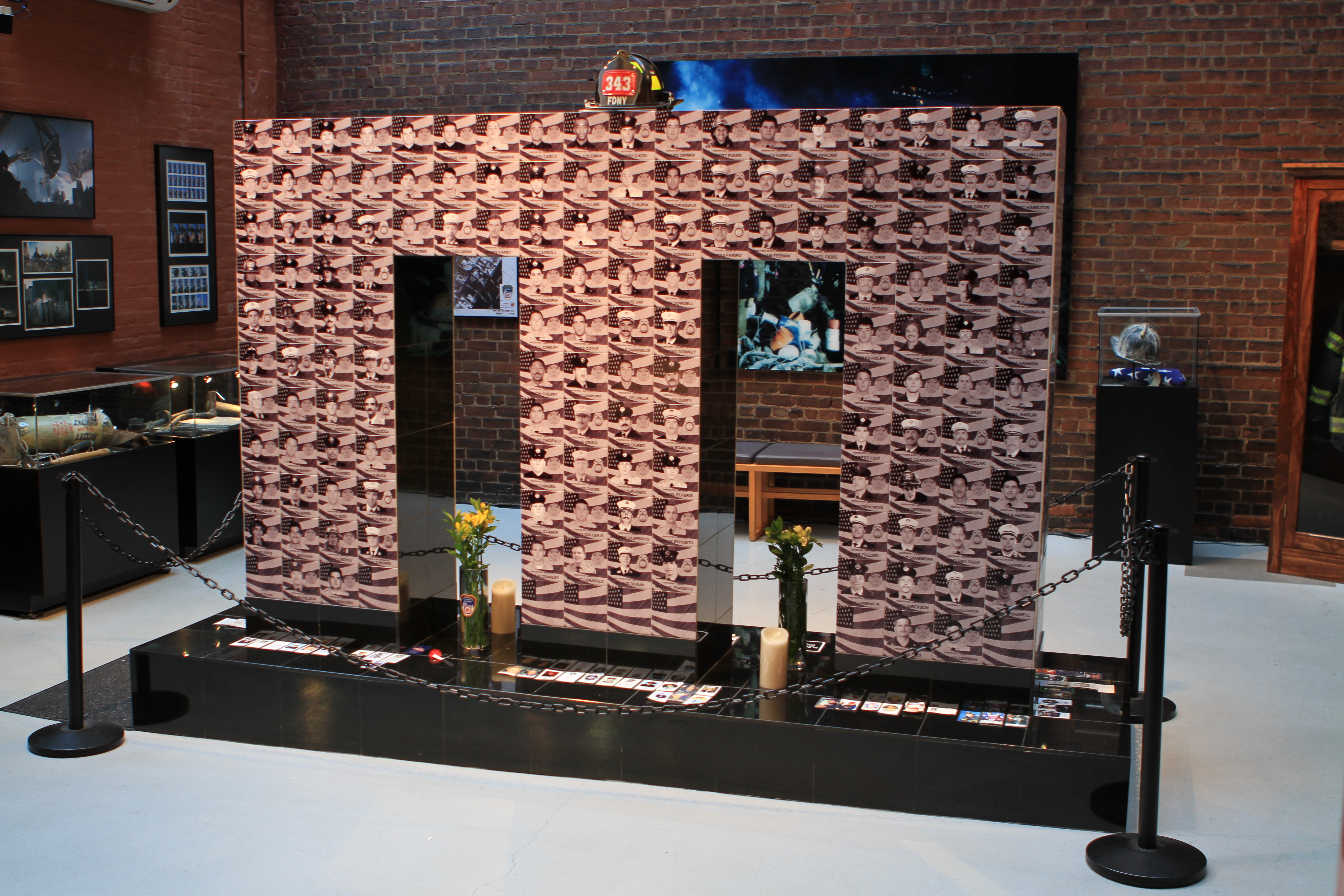
Im Gedenkraum sind alle getöteten 343 Feuerwehrleute abgebildet. Die Lücken in der Mitte sollen die zwei WTC-Türme darstellen.
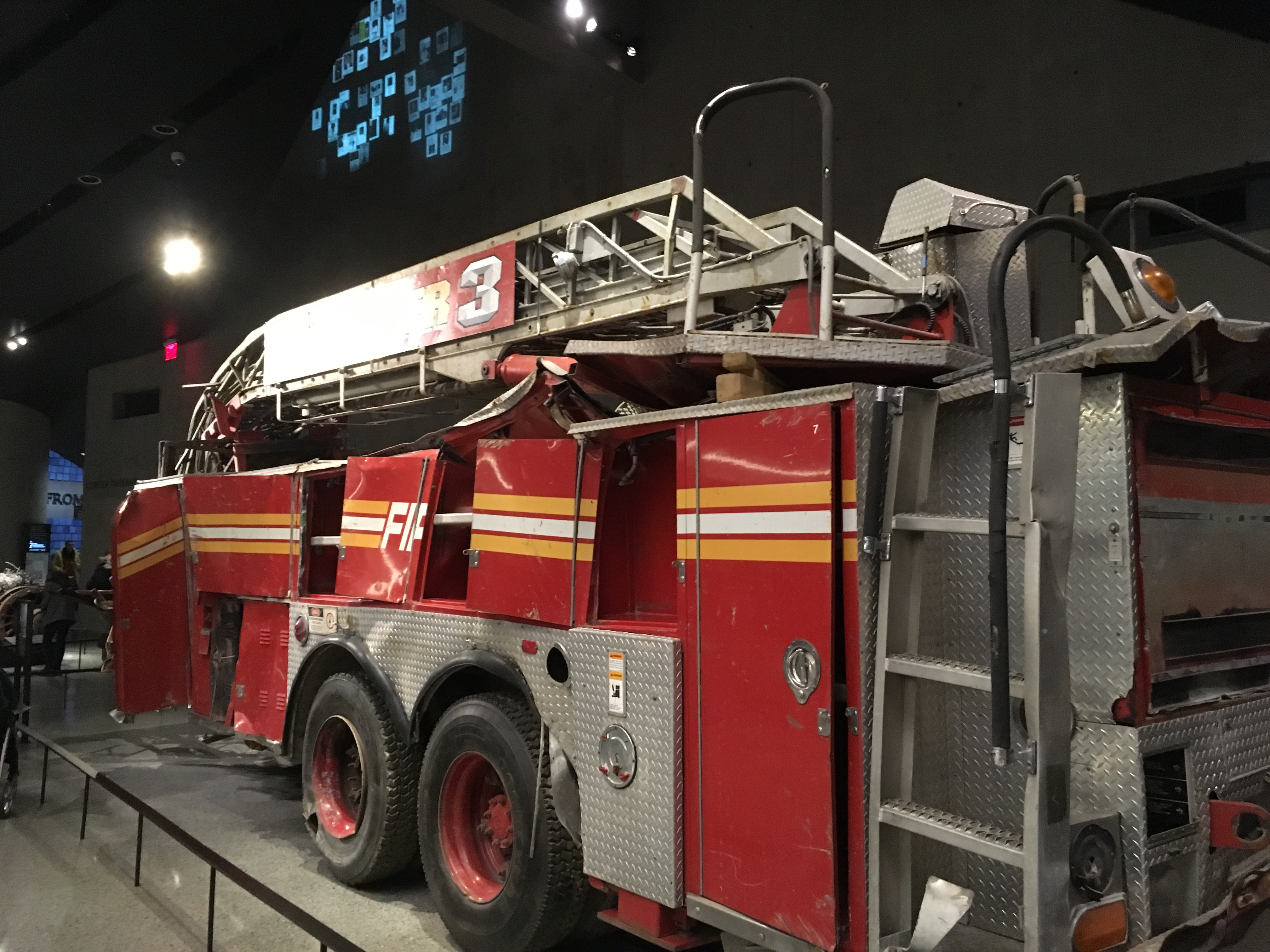
Das zerstörte Fahrzeug von Ladder Company 3 im National September 11 Memorial and Museum
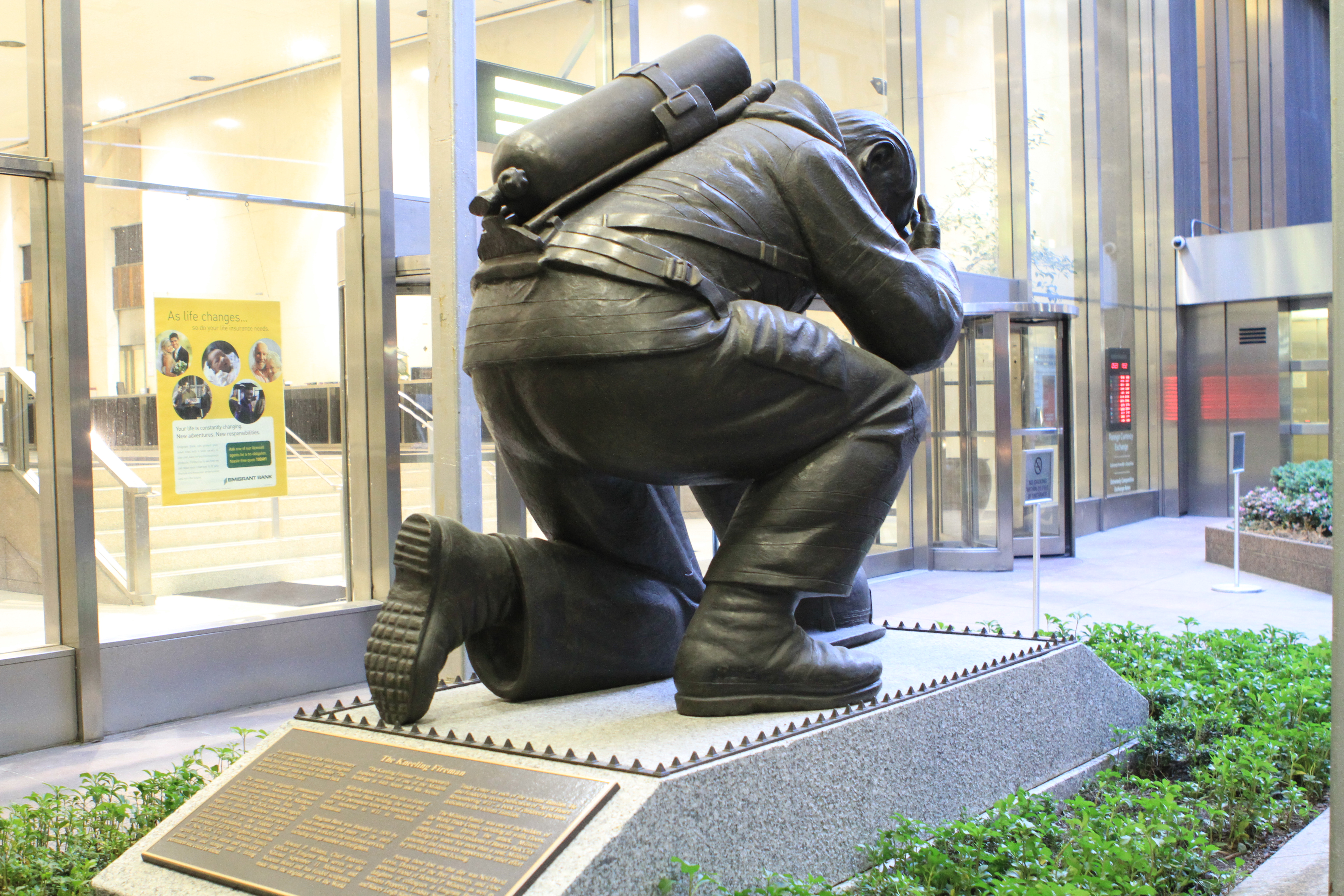
„The Kneeling Fireman“ (Der kniende Feuerwehrmann), Denkmal in der East 43rd Street (⊙).

#### Brand im Deutsche Bank Building 2007

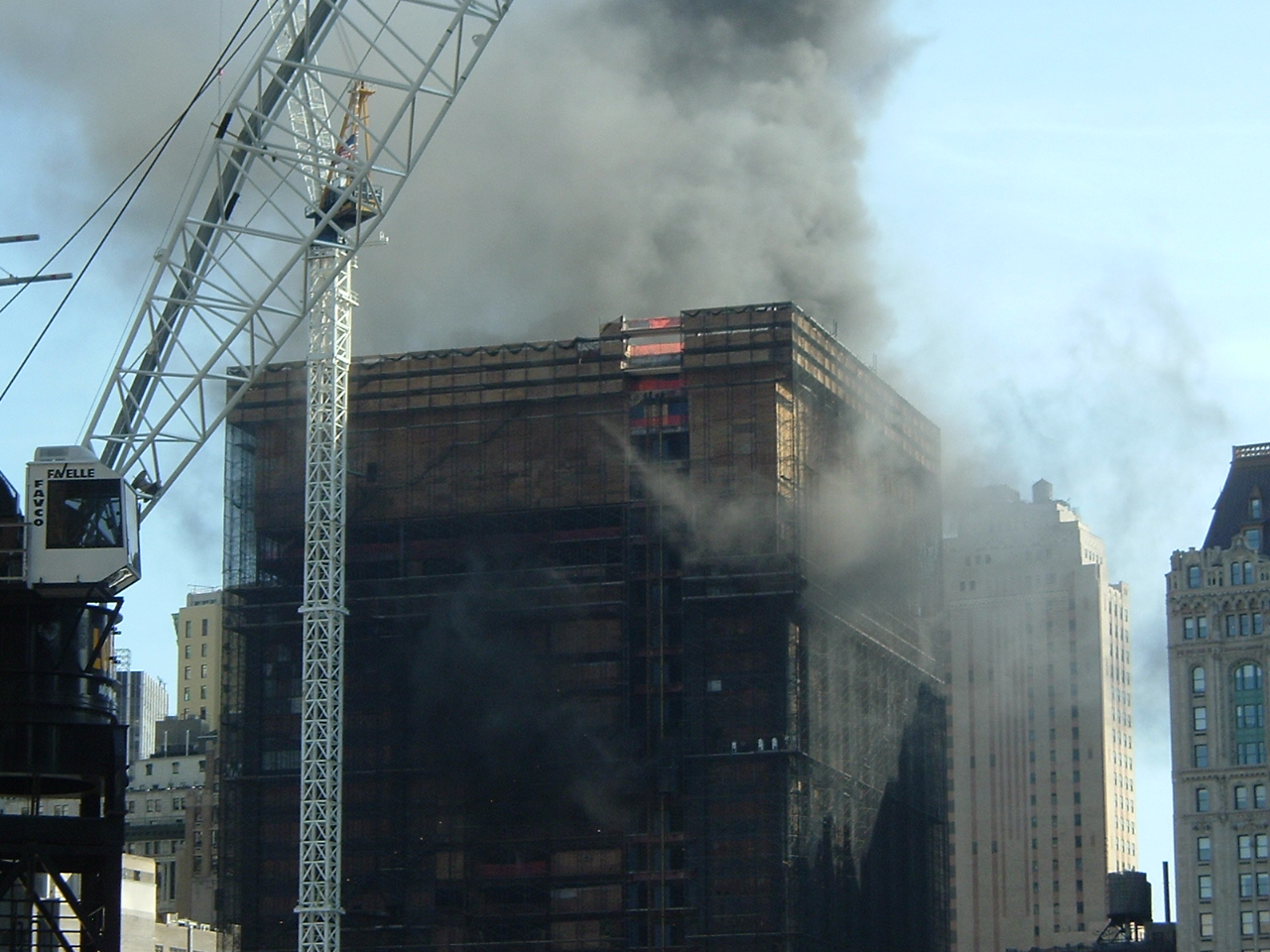
Rauchentwicklung aus der Ruine des Deutsche-Bank-Hochhauses

Bei einem Brand im Hochhaus Deutsche Bank Building gegenüber der Feuerwache Liberty Street, dem „Ten House“, starben am 18. August 2007 zwei Feuerwehrleute. Es kam zu einer Reihe von gleichzeitigen Atemschutzunfällen und zu 115 unterschiedlich schwer verletzten Feuerwehrleuten. Das Hochhaus war am 11. September 2001 beschädigt worden. Es befand sich in der Abrissphase. Schon am 17. Mai 2007 war bei den Arbeiten ein Rohr herabgestürzt und hatte das Dach des „Ten House“ durchschlagen.
Nach diesem Unglück wurde die vernachlässigte Informationssammlung für das Critical Information Dispatch System in Hinblick auf sich schnell verändernde Baustellensituationen verstärkt. Unter dem Building Inspection Safety Program, kurz BISP, führen Einheiten werktägliche Brandschutzinspektionen in ihrem Erstausrückegebiet durch und aktualisieren die Datenbank.

#### Bombenanschlag 1993
Am 26. Februar 1993 wurde um 12.18 Uhr ein Sprengstoffanschlag in der Tiefgarage unter dem World Trade Center verübt, der die Wolkenkratzer zerstören sollte. Mehrere unterirdische Geschosse stürzten ein, aber die tragenden Stützen blieben stabil. Durch geborstene Schächte und Fenster zog Brandrauch in die Gebäude, aufsteigende Luftströmungen verbreiteten ihn durch den Kamineffekt an dem kalten Wintertag. Die Haustechnik mit Lüftung und Notstromversorgung fiel aus, so dass die Evakuierung ohne Aufzüge und Beleuchtung stattfinden musste. Die Sicherheitsleitwarte der Port Authority war zerstört, nur die Telefonanlage blieb funktionsfähig.
Die Wolkenkratzer WTC 1 und WTC 2 sowie das WTC 3, damals das Vista-International-Hotel, waren die drei Haupt-Einsatzabschnitte. In zwei weiteren Abschnitten wurden die Brandbekämpfung sowie die Rettung eines in den Explosionskrater gestürzten Feuerwehrmanns koordiniert, später wurden Einsatzabschnitte für das Durchsuchen aller Gebäude des World-Trade-Center-Komplexes gebildet. In der Spitze waren 156 Companies und 31 Führungsfunktionen im Einsatz.:13

## Alarmierungssystem und Einsatzablauf
Die Berufsfeuerwehr ist in New York City für alle Brandbekämpfungs-, technischen Hilfeleistungs- und Gefahrguteinsätze zuständig. Außerdem wird der Rettungsdienst vom FDNY koordiniert und zu einem Großteil auch selbst gefahren. Das Notrufsystem in New York ist dem deutschen Alarmierungssystem sehr ähnlich. Notrufe können die Feuerwehr auf verschiedenen Wegen erreichen.

### Telefonalarm
Die häufigste Art ist ein Alarm über das öffentliche Telefonnetz. Wählt man in New York den Notruf (einheitliche Telefonnummer 911), erreicht man jedoch nicht direkt das FDNY, sondern eine allgemeine städtische Notrufzentrale, welche von der New Yorker Polizei besetzt ist („city-wide 911 answering point“). Durch Enhanced 911 werden dabei Standortdaten übermittelt.
Nach einer 2009 umgesetzten Zentralisierung bearbeiteten die dortigen Calltaker (sogenannte „Unified Call Takers“) alle Notrufe und gaben die Daten über das zentrale Einsatzleitsystem an die zuständigen Behörden weiter (Polizei, Hafenbehörde oder eben das FDNY). Tatsächlich mit der Borough-Leitstelle verbunden wurde ein Anrufer dabei nur noch in Ausnahmefällen (z. B. bei eingeschlossener Person, die um Anweisungen bittet). Direkte Notrufe an die Borough-Leitstellen waren nach wie vor möglich, wenn man deren Telefonnummer kannte.
Seit 2019 werden die Notrufe von der Zentrale wieder direkt an die Borough-Leitstellen durchgestellt. So können bei der Alarmierung genauere Informationen an die Einheiten übermittelt werden. Eine Auswertung der Statistik zeigte, dass sich neben der erhöhten Informationsqualität die Reaktionszeit verkürzte oder allenfalls gleich geblieben ist, sich jedenfalls nicht verschlechterte.
Handelt es sich um einen medizinischen Notfall, werden die Daten an die Rettungsleitstelle („Emergency Medical Service Communication Center“) weitergeleitet. Auch hier wurde im Jahr 2020 darauf hingearbeitet, Anrufende wieder direkt mit der Rettungsleitstelle zu verbinden.

### Brandmeldealarm

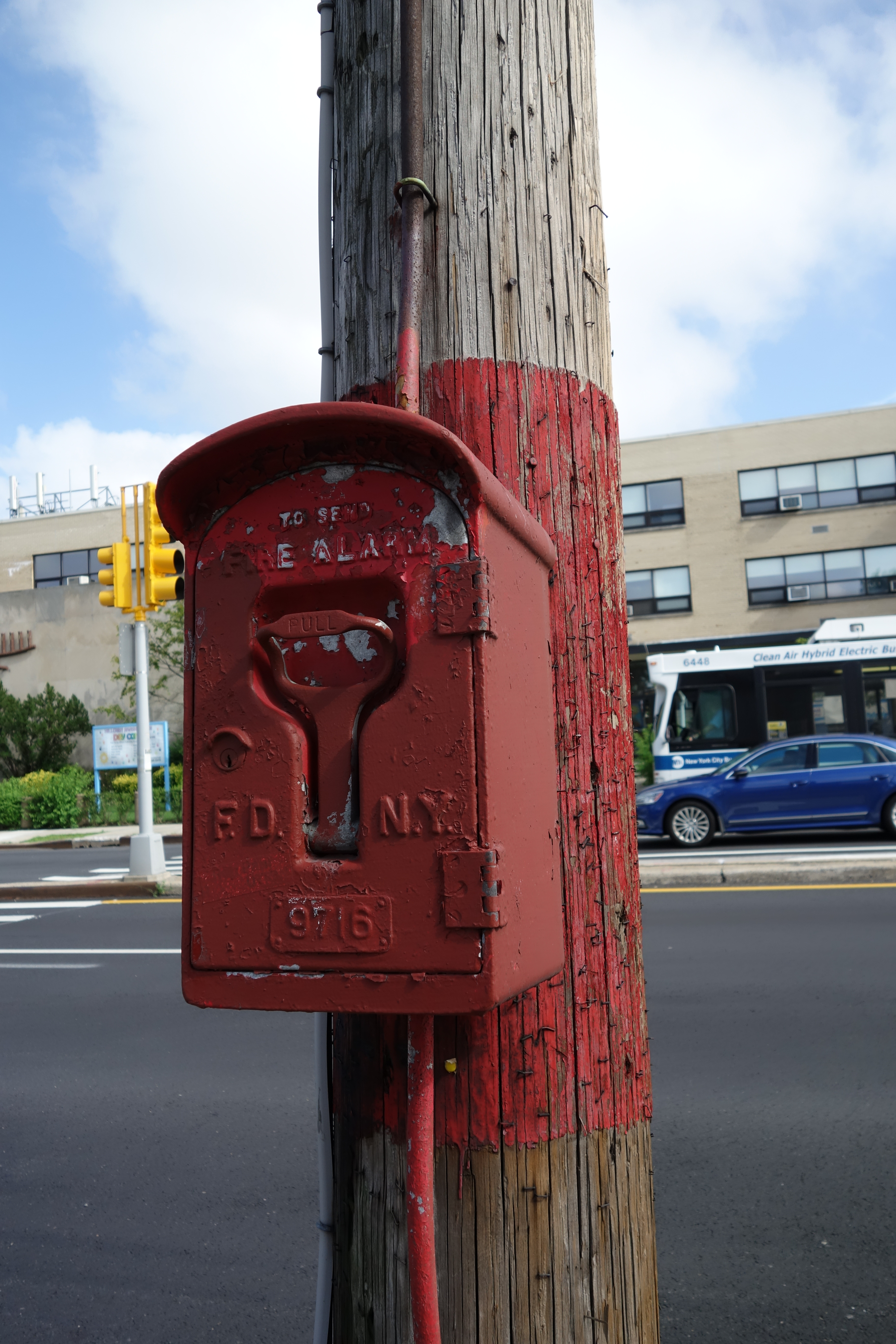
Telegrafischer Brandmelder, unten eingestanzt die Boxnummer 9716: Queens, Union Turnpike Ecke 184. Straße

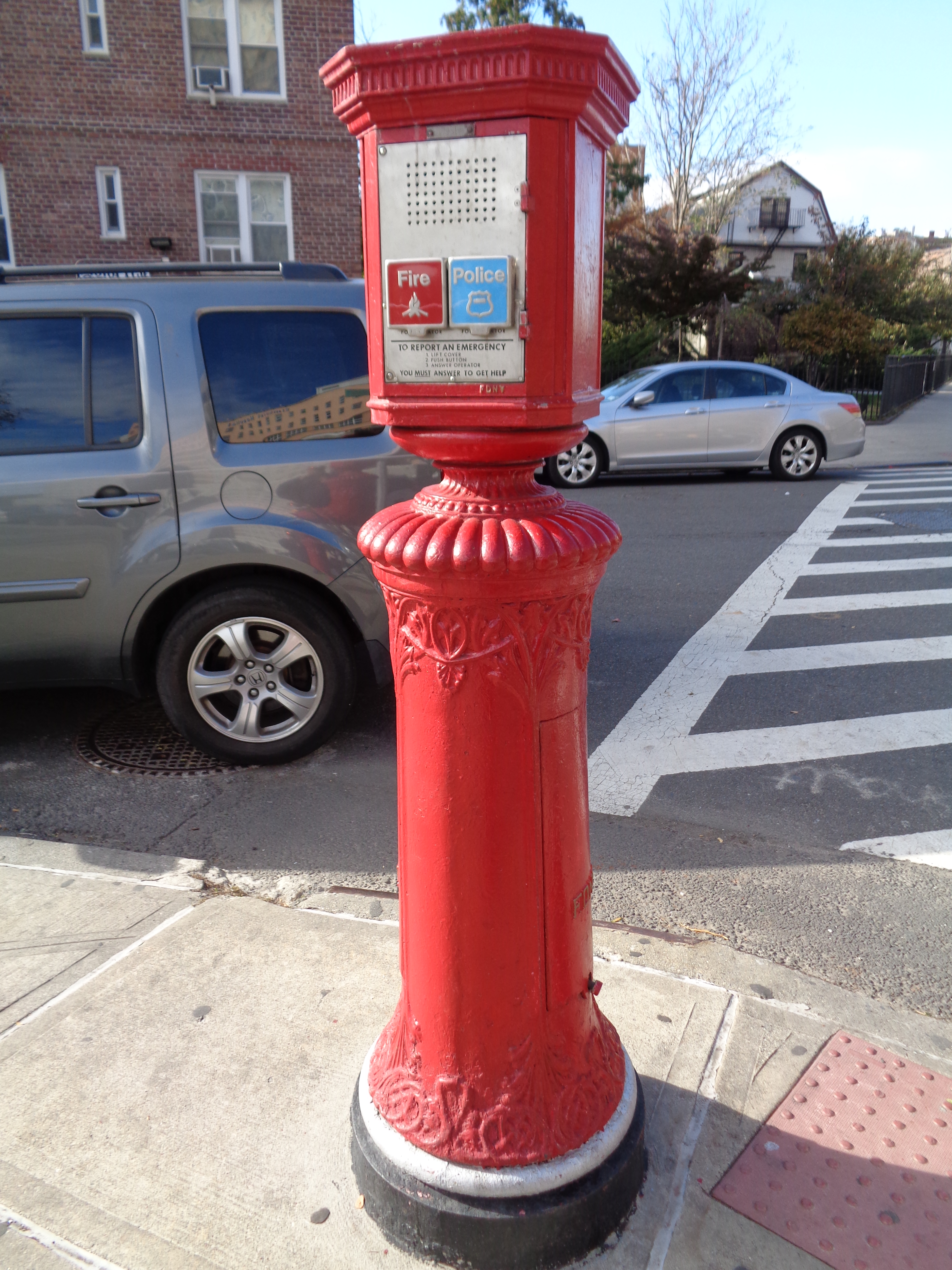
Gusseiserne Säule mit Sprechstelle des Emergency Reporting System, oben eingeprägt die Boxnummer 7981: Queens, Broadway Ecke 78. Straße

Die zweithäufigste Methode sind Brandmelder und Brandmeldeanlagen.

#### Manuelle Brandmelder
Im Jahr 2013 wurden 2,6 Prozent aller Notrufe über Rufsäulen getätigt. Die ersten Rufsäulen wurden 1870 aufgestellt. Diese ältesten Rufsäulen funktionieren rein elektro-mechanisch mit einem Federwerk, das bei Betätigung abläuft und die vierstellige Boxnummer an die angeschlossene Borough-Leitstelle telegrafiert. Über das „Box Alarm Readout System“ (BARS, „Alarmmeldungs-Anzeigesystem“) wurde dieses System in den 1970er Jahren an den ersten Einsatzleitrechner angeschlossen: Die telegrafischen Signale werden seitdem automatisiert ausgewertet, auf dem Bildschirm angezeigt und müssen nicht mehr durch Menschen mitgezählt werden.
Diese Rufsäulen waren außerdem bis zur Einführung des Sprechfunks im Jahr 1937 der schnellste Verständigungsweg zwischen Einsatzstelle und Leitstelle: Mit einem Schlüssel konnten Feuerwehrleute die Rufsäule aufklappen und telegrafische Codes über den Einsatzablauf, etwa die Nachforderung weiterer Kräfte, an die Zentrale senden. Ohnehin musste jede ausgelöste Rufsäule aufgeklappt und von Hand wieder scharf geschaltet werden, indem der Mechanismus neu aufgezogen wurde.
Das „Emergency Reporting System“ (ERS) verringerte die Falschalarmrate, weil man über eine Sprechanlage direkt mit der zuständigen Borough-Leitstelle bzw. der Polizei spricht. Aufgrund der schlechten Nachverfolgbarkeit der Benutzer sind Falschalarme dennoch gang und gäbe. Im Jahr 2013 wurde eine Falschalarmrate von 88 Prozent genannt. Bei erhöhtem Einsatzaufkommen, zu bestimmten Tageszeiten in bestimmten Gegenden oder an für Fehlalarme bekannten Säulen, an denen kein Sprechkontakt hergestellt werden kann, werden Auslösungen unter Umständen ignoriert bzw. der zuständige Battalion Chief kann nach eigenem Ermessen ausrücken („discretionary response box“).
Die Rufsäulen-Systeme sind unabhängig von anderen Kommunikationsnetzen nutzbar, ermöglichen die exakte Positionsbestimmung und bleiben im Prinzip bis heute ein wertvoller Alarmierungsweg, wenn telefonische Notrufe ungenaue Ortsangaben beinhalten oder eine Sprachbarriere überwinden müssen. Im Zeitalter der Mobiltelefonie hat sich der Wartungszustand der 15.000 Melder verschlechtert, in manchen Stadtvierteln sind die Systeme seit den Hurrikanen Irene und Sandy oder durch andere Vorkommnisse langfristig außer Betrieb.

#### Automatische Brandmelder
In der Baugesetzgebung sind abhängig von der Gebäudeart verschiedene Brandschutzeinrichtungen vorgeschrieben und Kategorien automatischer Brandmeldeanlagen definiert. Ein „Class 3 Alarm“ ist eine Alarmauslösung, die über eine Alarmzentrale eines privaten Dienstleisters oder direkt an die Feuerwehr gemeldet wird. Für Hochhäuser sind beispielsweise „Class E/B“ oder „Class J/R“-Alarme definiert; ein automatischer Kategorie-J-Alarm bei Wohnhochhäusern ruft nachts mehr Feuerwehreinheiten auf den Plan als tagsüber.:23 Die Bezeichnung „Class 3 Alarm“ stammt aus dem Telegrafenzeitalter, als automatische Brandmeldungen mit drei Glockenschlägen übermittelt wurden.

### Weitere Alarmierungsarten
Eine weitere Möglichkeit ist der so genannte „verbal alarm“, bei welchem ein Notfall mündlich direkt an eine Feuerwache oder an eine im Einsatz befindliche Einheit gemeldet wird, die dann die Leitstelle verständigt.
Über die Vernetzung der Rechnersysteme von Rettungsdienst und Polizei können diese Dienste Feuerwehreinheiten mit der Alarmierungsart „EMS Link“ oder „PD Link“ direkt zu Einsätzen als Certified First Responder und zur Unterstützung im Rettungsdienst alarmieren.

### Boxnummern
Jede Adresse in New York City ist einer so genannten Boxnummer (box number) zugeordnet. Diese vierstelligen Nummern sind „Überbleibsel“ aus der Zeit, in der die elektro-mechanischen Rufsäulen („Boxes“) noch den Haupt-Alarmierungsweg der Feuerwehr darstellten. Manhattan und Bronx teilen sich einen Satz an Boxnummern, während die anderen drei Boroughs jeweils eigene haben, d. h. Box 1234 kann in Manhattan, Brooklyn, Queens oder Staten Island liegen, daher wird immer der Borough mit angegeben (z. B. „Brooklyn Box 1234“ – dies wäre die Kreuzung Carlton Avenue und Bergen Street). Die Boxnummern sind beim FDNY immer noch in Gebrauch, da sie die Kommunikation vereinfachen. Um eine Einsatzstelle in einem Borough klar einordnen zu können, reicht diese vierstellige Zahl aus und es muss nicht immer die komplette Adresse verwendet werden. Die exakte Adresse wird lediglich zu Beginn eines Einsatzes über Sprechfunk durchgegeben und an die MDTs der eingesetzten Fahrzeuge übermittelt.

### Kommunikationszentralen

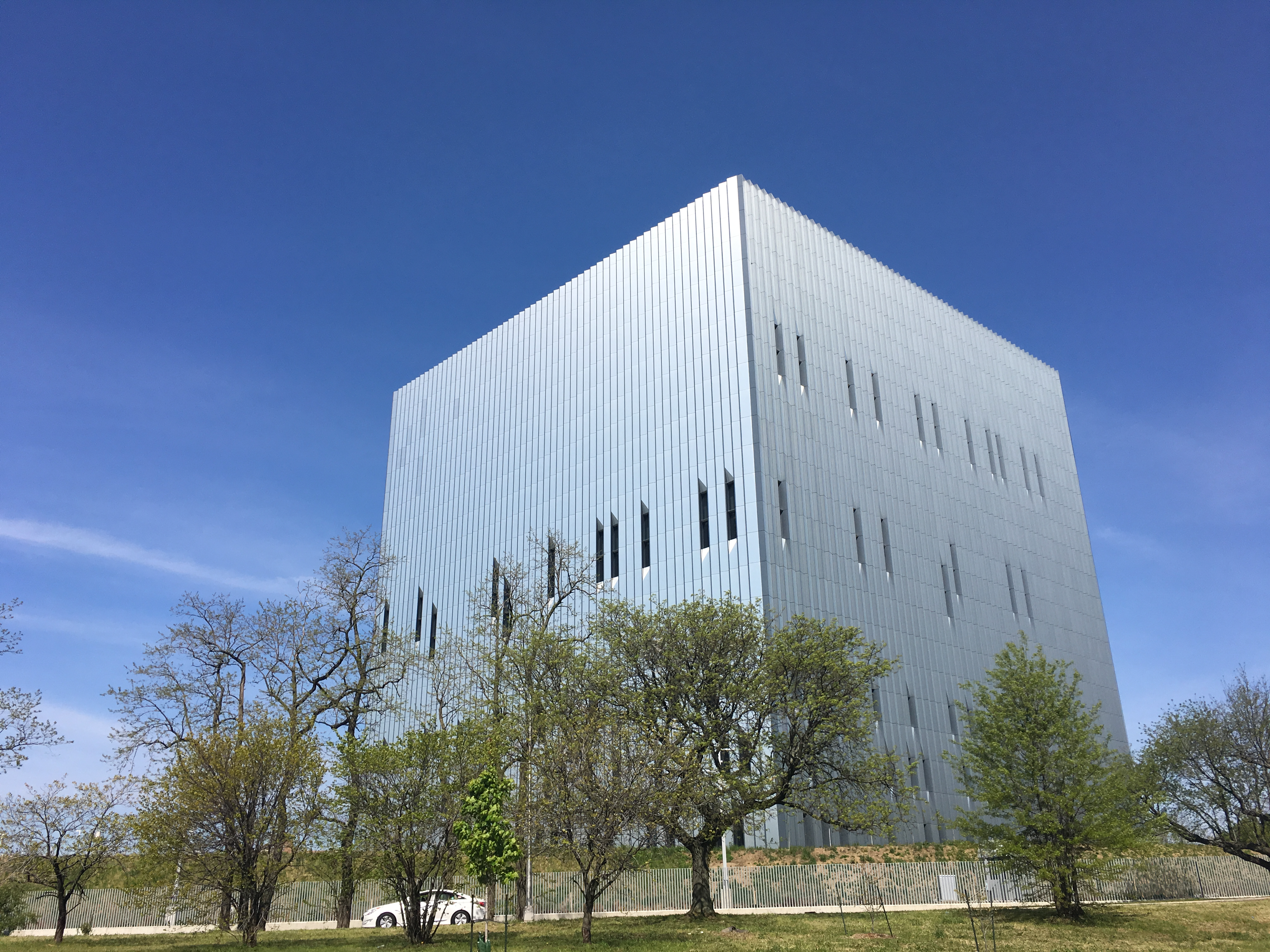
Gebäude PSAC 2 in der Bronx (2016)

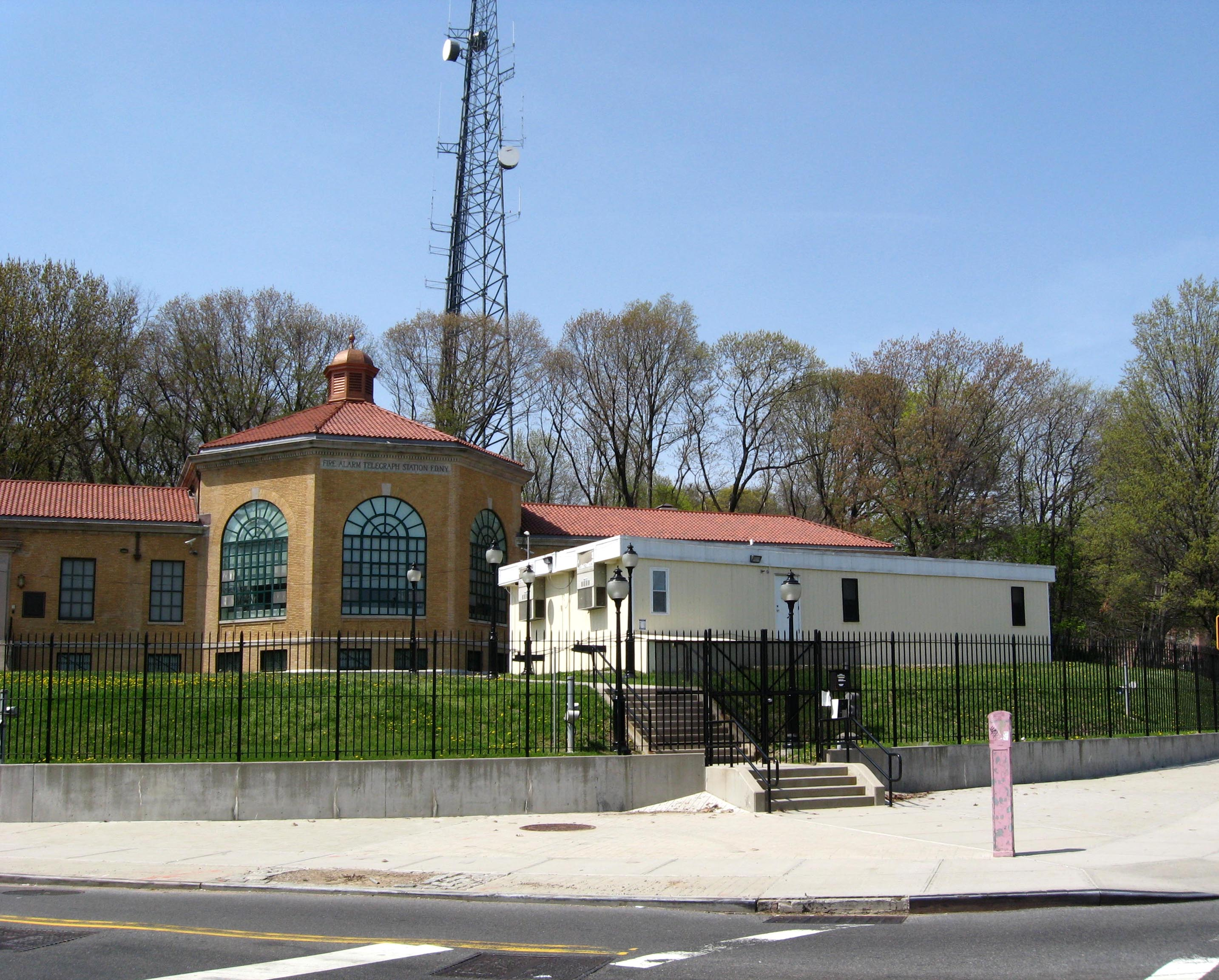
Funksendeanlage und Gebäude der ehemaligen Borough-Leitstelle für Queens in Woodhaven

Das Lagezentrum Fire Department Operations Center befindet sich im Feuerwehrhauptquartier in der Innenstadt von Brooklyn.
Jeder der fünf Boroughs hatte eine eigene Leitstelle, die als Telegrafenzentrale errichtet wurde. Dort liefen buchstäblich alle Fäden zusammen. Bis Anfang der 2010er Jahre waren diese „Fire Department Communications Offices“ direkt in ihrem jeweiligen Borough angesiedelt. Die repräsentativ gestalteten Gebäude standen zum Schutz vor Großbränden etwas abgeschieden an Parks und Freiflächen.
In den 2010er Jahren zogen die Leitstellen in zwei Public Safety Answering Centers (PSAC, entspricht deutschen integrierten Großleitstellen) um, blieben dabei aber organisatorisch eigenständig. Das Gebäude für PSAC 1 steht in Brooklyn im Büropark Brooklyn Commons bzw. MetroTech Center, das für PSAC 2 in der Bronx. Beide PSACs sind redundant angelegt, so dass sich die Zuteilung der Boroughs ändern kann. Mit Stand 2018 saßen Brooklyn und Staten Island im PSAC 1, Manhattan, die Bronx und Queens im PSAC 2.
Das seit 1976 genutzte Einsatzleitsystem Starfire wurde Anfang August 2021 durch das neu entwickelte FireCAD von Accenture abgelöst.

### Disposition
Jede der New Yorker Borough-Leitstellen ist wie eine reguläre Company mit festem Personal ausgestattet und in jeder Schicht gleichzeitig mit verschiedenen Disponenten besetzt. Je nach Tageszeit und erwartetem Einsatzaufkommen sind unterschiedlich viele Disponenten eingeteilt und weitere in Rufbereitschaft. Auszubildende und auf Abruf bereitstehende Springer werden aus dem übergeordneten Organisationsbereich Dispatch Operations zugewiesen.
- Alarm Receipt Dispatchers (ARD): Die „Notrufabfrage-Disponenten“ bearbeiten sämtliche mündlich eingehenden Notrufe (öffentliches Telefon, Rufsäule, Telefon einer Feuerwache etc.), geben die Daten in das Einsatzleitsystem ein und leiten diese an den Decision Dispatcher weiter.

- Decision Dispatchers (DD): Die „Entscheidungs-Disponenten“ bearbeiten alle Notrufe. Die Daten, die von den ARDs, automatischen Brandmeldeanlagen und den Notrufsäulen in das Einsatzleitsystem eingegeben wurden, werden von Computern „aufbereitet“ (Ort des Notfalls, Art des Notfalls und zur Alarmierung vorgeschlagene Einheiten) und von den DDs gesichtet. Anschließend werden die erforderlichen Einheiten durch den Decision Dispatcher alarmiert. Dies geschieht zunächst nur elektronisch, d. h. den alarmierten Wachen wird ein Alarmfax geschickt. Einsatzbereite Einheiten, die sich gerade nicht auf der Wache befinden, erhalten eine Nachricht auf ihr Mobile Data Terminal. Der gesamte Vorgang von Eingang des Notrufes bis zur Weitergabe an die Wache, bzw. die jeweilige Einheit braucht durchschnittlich 25 bis 30 Sekunden. Zusätzlich muss der DD dafür sorgen, dass eine flächendeckende Versorgung mit Einsatzmitteln im Borough gewährleistet bleibt. Zur Bereichsabdeckung ist es oftmals nötig, Companies temporär in andere Wachen zu verlegen (sog. relocations).

- Voice Alarm Dispatcher (VAD): Diese Disponenten übernehmen die Alarmierung der einzelnen Wachen im Falle eines Ausfalls des Alarmfax-Systems. Des Weiteren sind sie für allgemeine Durchsagen an die Wachen im Borough zuständig (z. B. größere Brände, Unwetterwarnungen, allgemeine Tagesanweisungen etc.). Außerdem fällt die Kommunikation mit anderen Behörden (Polizei, Hafenbehörde, Wohnungsbehörde, Verkehrsbehörde etc.) in ihren Aufgabenbereich.

- Radio-Out Dispatcher und Radio-In Dispatcher: Der Radio-Out Dispatcher ist für die Sprechfunk-Kommunikation mit den einzelnen Einheiten zuständig, während der Radio-In Dispatcher Informationen aus den eingehenden Funksprüchen in das Computersystem eingibt und zudem die einzelnen Einsätze archiviert.

- Tour Supervisors: Die Schichtleiter sind für die allgemeine Koordination in den einzelnen Leitstellen zuständig. Zusätzlich zu den fünf Tour Supervisors ist außerdem immer mindestens ein Borough Supervisor in einer der fünf Borough-Leitstellen von sechs Uhr morgens bis Mitternacht im Dienst.

### Mobile Data Terminals
Jedes Fahrzeug des FDNY verfügt über ein Mobile Data Terminal (MDT) („mobiles Datenterminal“). Sobald eine Einheit alarmiert wird, erhält sie alle wichtigen Informationen (Ort und Art des Einsatzes, andere alarmierte Einheiten, Besonderheiten am Einsatzort etc.) auf ihr MDT. Außerdem kann eine Einheit ähnlich wie beim deutschen Funkmeldesystem über das MDT Statusmeldungen an die Leitstelle übermitteln (z. B. „Einsatz übernommen“, „Ankunft an der Einsatzstelle“, „einsatzbereit“ etc.). All dies führt zu einer – aufgrund des hohen Einsatzaufkommens in New York auch dringend notwendigen – Entlastung des Sprechfunkverkehrs. Viele Klein- und Bagatelleinsätze werden beispielsweise fast völlig ohne Sprechfunk-Kommunikation abgearbeitet. Wichtige Informationen (v. a. aus dem CIDS) können außerdem direkt im Fahrzeug ausgedruckt werden.
Als neue Anwendung kam in den 2010er Jahren das Emergency Fireground Accountability System hinzu, das über das Mobile Data Terminal eines Einsatzleiters bzw. über einen tragbaren Rechner läuft. Es erfasst am Einsatzort die Identität und den letzten Aufenthaltsort jedes eingebuchten Feuerwehr- und EMS-Angehörigen, um bei Atemschutzunfällen schnelle Hilfe zu ermöglichen. Betätigen Einsatzkräfte einen Notsignalknopf oder geben eine Mayday-Meldung über Sprechfunk ab, werden die Daten sofort angezeigt. Umgekehrt kann im Ausschlussverfahren automatisiert per Knopfdruck ermittelt werden, ob alle Companies vollständig sind (Roll Call).:20–21:424

### Critical Information Dispatch System (Einsatz-Wissensdatenbank)

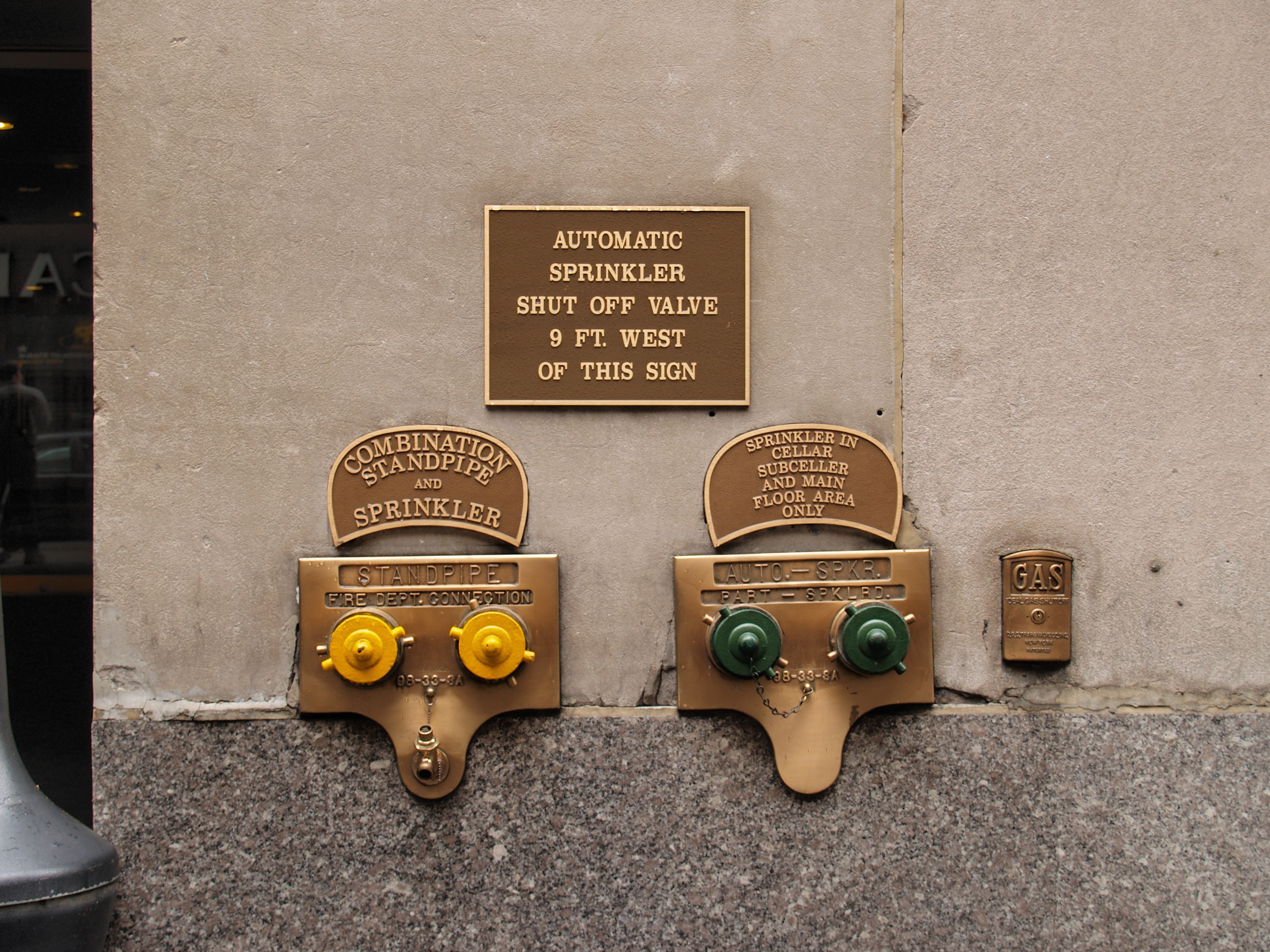
Vorrichtungen zur Löschwassereinspeisung am Rockefeller Center

Das Critical Information Dispatch System (kurz CIDS) stellt für den Einsatzort wichtige Informationen bereit. In einem Kurzformat können jeder Adresse im Stadtgebiet Angaben zugeordnet werden, die zum Beispiel für die Brandbekämpfung, die Menschenrettung und den Eigenschutz der Einsatzkräfte von Bedeutung sein könnten. Sie werden grundsätzlich während der Baugenehmigungsverfahren sowie bei Brandschutzinspektionen gesammelt und können beinhalten:
- genaue Lage, Art der Bebauung (Wohnhaus, Büro, Lagerhalle etc.)
- Anzahl der Stockwerke und Wohnungen pro Etage, Typ und Zustand von Steigleitungen und Treppenhäusern
- Gewöhnliche Anwesenheit von mobilitätseingeschränkten oder vulnerablen Personen, die sich nicht selbst in Sicherheit bringen können
- mögliche Risiken am Einsatzort, etwa Schadstoffe wie Asbest, Art der Dachkonstruktion, vorherige Brände, bekannte Gebäudeschäden, laufende Bauarbeiten usw.

Der Dispatcher ruft diese Informationen aus der Einsatzdatenbank auf und übermittelt sie an die MDTs der Fahrzeuge, während diese sich auf dem Weg zur Einsatzstelle befinden. Außerdem werden diese Informationen bei einem Brandereignis immer, anderenfalls auf Anforderung auch noch über den Sprechfunk vom Dispatcher vorgelesen.

### Alarmstufen
Wie bei jeder Feuerwehr werden zu verschiedenen Einsatzszenarien unterschiedlich viele verschiedene Einheiten alarmiert. Dies reicht von einer Engine Company bei Mülleimerbränden bis hin zum 5th Alarm, zu dem insgesamt über fünfzig Fahrzeuge ausrücken. Es gibt Vorschriften, ab welcher Anzahl von eingesetzten Strahlrohren die Alarmstufe zu erhöhen ist. Nachfolgend ein „Beispielbrand“:

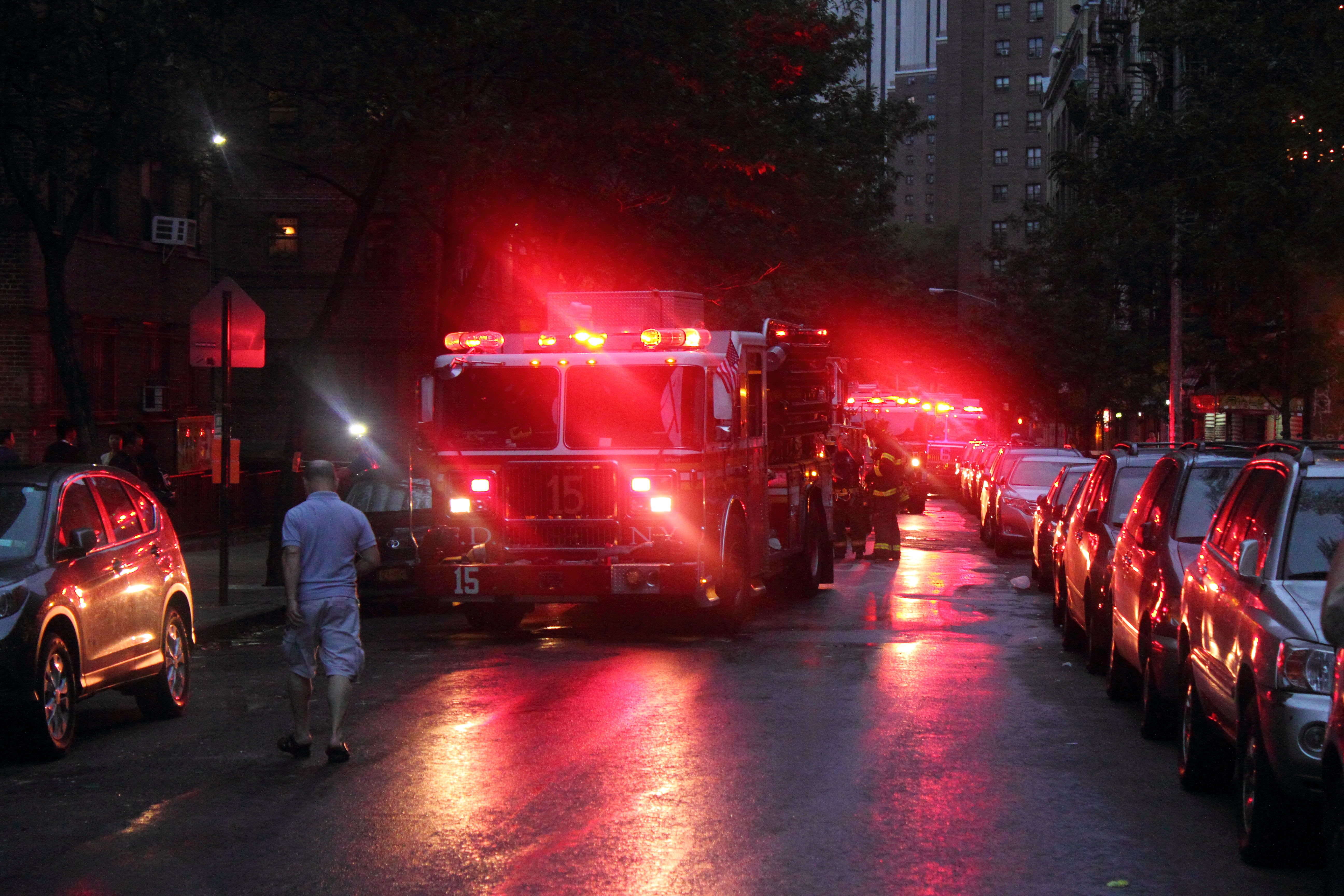
Einsatz in Little Italy (2015)

- Box Alarm oder 1st Alarm: Wenn ein Gebäudebrand gemeldet wird, rücken im Normalfall zunächst drei Engines, zwei Ladders und ein Battalion Chief aus. Mit dem Stichwort Box After Initial kann die Leitstelle nach Erhalt besserer Informationen, zusätzlicher Notrufe usw. noch vor Eintreffen der ersten Einheit die Alarmstufe erhöhen.
- 10-75: Sobald die zuerst eintreffende Einheit ein größeres Schadfeuer vorfindet, meldet sie „10-75“, woraufhin eine vierte und fünfte Engine, eine Squad Company, eine Rescue Company, eine vierte Ladder, eine RAC-Unit, ein weiterer Battalion Chief (traditionell bezeichnet als „All-Hands Chief“) und als Einsatzleiter ein Division Chief ausrücken. Die dritte Ladder Company wird immer als der so genannte FAST-Truck („Firefighter Assist and Search Team“ – etwa „Team zur Unterstützung und Suche von Feuerwehrleuten“) alarmiert und ist ausschließlich dazu da, als Sicherheitsstaffel für den Fall eines Atemschutzunfalls bereitzustehen und das Emergency Fireground Accountability System EFAS zu beobachten.[p 5]:58 Im Jahr 2024 wurde versuchsweise der Abmarsch beim 10-75 um die fünfte Engine und die vierte Ladder erweitert.[f 20]

- „All Hands Working“ ist keine Alarmstufe, sondern eine Lagemeldung. Sie stammt aus dem Telegrafenzeitalter und der Sprache der Hafenarbeiter und teilt der Leitstelle und mithörenden Einheiten mit, dass „alle Mann gebraucht werden“ und sich die Situation noch verschlechtern kann. Sobald drei Engines und zwei Ladders eingesetzt sind, ist „All Hands Working“ zu melden.[f 21] Nach Erhalt dieser Meldung wird sichergestellt, dass alle nötigen Fahrzeuge, die bei der Erstalarmierung z. B. aufgrund von Paralleleinsätzen nicht verfügbar waren, nachalarmiert werden.[f 22] Auch werden alle alarmierten Einheiten in der Einsatzstatistik gezählt, unabhängig davon, zu welchem Grad sie tatsächlich tätig werden.
- 2nd Alarm bis 5th Alarm: Wenn die vorhandenen Kräfte nun immer noch nicht ausreichen, kann der Einsatzleiter die Alarmstufe erhöhen lassen. Bei jedem weiteren Alarm werden grundsätzlich vier Engines und zwei Ladders alarmiert. Außerdem kommen weitere Battalion Chiefs und verschiedene Spezialeinheiten zum Einsatz (z. B. beim 2nd Alarm: Satellite Unit, Field Communications Unit, Tactical Support Unit, Safety Battalion, Rescue Operations Battalion, Rehab Manager, Command Tactical Unit und zwei weitere Battalion Chiefs).

- Special Call: Wenn der Einsatzleiter weitere Kräfte benötigt, jedoch nicht den vollen nächsten Alarm auslösen will, kann er auch einzelne Einheiten bei der Leitstelle nachfordern. Maßgeblich ist dabei die Anzahl der Engines; sobald in Summe vier oder mehr Engines special called werden sollen, ist stattdessen die Alarmstufe zu erhöhen; Ladders hingegen können unbegrenzt einzeln nachgefordert werden.

Zusätzlich zu den normalen Alarmstufen gibt es noch einige Sonderalarmstufen für spezielle Lagen:
- 10-76 / 10-77: Diese speziell auf Brände in Hochhäusern zugeschnittenen Alarmstufen sind dem 10-75 sehr ähnlich und stehen auch auf der gleichen Stufe (d. h. danach folgen die Rückmeldung „All Hands“ oder der 2nd Alarm). Sie werden bei Bränden in Gebäuden mit einer Höhe von sieben oder mehr Stockwerken ausgelöst. Dabei wird bei reinen Wohnhäusern ein 10-77 gegeben, während ein 10-76 bei gewerblich oder gemischt genutzten Gebäuden verwendet wird, die an sich ein höheres Schadenspotenzial haben, beispielsweise Hotels. Bei einem 10-76 fahren sechs Engines, fünf Ladders, fünf Battalion Chiefs, ein Division Chief, eine Rescue Company, eine Squad Company, die Field Communications Unit, eine High-Rise Unit, die Mask Service Unit, eine Tactical Support Unit, Safety Battalion, Rescue Operations Battalion, eine RAC-Unit und ein Pressesprecher die Einsatzstelle an. Bei einem 10-77 ist der Kräfteansatz etwas geringer, da bei reinen Wohnhochhäusern die brandschutztechnischen Einrichtungen besser sind bzw. das Schadenspotenzial als beherrschbarer angenommen wird.

- 10-60: Der 10-60 ist ein erweiterter 2nd Alarm und wird bei Großschadenslagen ausgelöst. Zusätzlich zu den normalen Einheiten des 2nd Alarm werden beim 10-60 weitere Sondereinheiten alarmiert (z. B. eine zusätzliche Squad Company und eine Collapse Rescue Unit als Teil einer Technical Rescue Task Force, Mobile Command Center, zusätzliche Ladder Companies etc.).

- 10-86 / 10-87: Diese Alarmstichworte werden bei Schaumeinsätzen verwendet. Es fahren mehrere Engine Companies mit zusätzlichen Schaumfahrzeugen (Foam Carriers) und einem Satellite, sowie zwei zusätzliche Battalion Chiefs zur Einsatzstelle.

Neben der Lagemeldung „All Hands Working“ gibt es drei weitere gebräuchliche Lagemeldungen:
- Doubtful will hold oder abgekürzt doubtful: Lage ist unübersichtlich, wahrscheinlich werden bald weitere Einheiten benötigt
- Probably will hold: Lage ist übersichtlich, wenn sich nichts überraschend ändert, sind genügend Einheiten anwesend
- Under Control: Einsatz unter Kontrolle, keine weiteren Einheiten benötigt

### Ten-Codes
Als weiteres Mittel zur Entlastung des Sprechfunkverkehrs dienen die so genannten Ten-Codes. Dieser Name rührt daher, dass dem eigentlichen Code immer die an sich bedeutungslose Silbe Ten, also die Zahl „Zehn“ vorangestellt wird. Beim ab 1937 mit Amplitudenmodulation verwirklichten Sprechfunk war es aus technischen Gründen von Vorteil, mit diesem Kunstgriff den Sekundenbruchteil ab dem Drücken des Sendeknopfes bis zum vollständigen Hochlaufen des Umformers, der die Senderöhre ansteuerte, zu überbrücken. Auf diese Weise wird die eigentliche Information, die erst mit der zweiten Silbe beginnt, mit größerer Wahrscheinlichkeit vollständig übertragen. Ten-Codes dienen unter anderem der Steuerung der Kommunikation selbst, der Statusmeldung, der Beschreibung von Einsatzlagen und der Nachforderung von Einheiten.
Beispiele für Ten-Codes:
- 10-04: „verstanden“
- 10-05: „wiederholen“
- 10-08: „einsatzbereit“

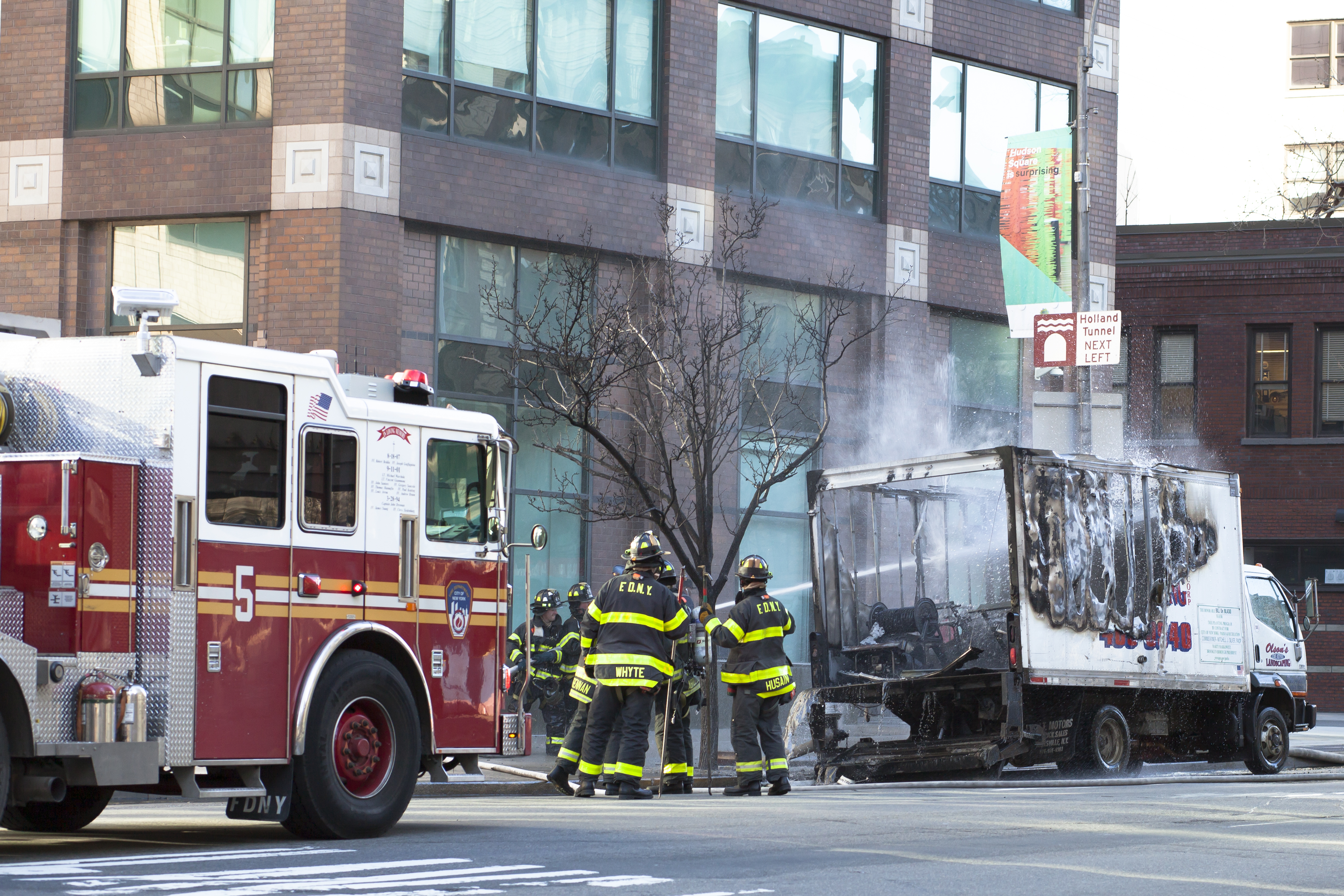
Ladder 5 bei einem Lkw-Brand (2016)

- 10-18: „alle Einheiten außer einer Engine Company und einer Ladder Company können den Einsatz abbrechen“
- 10-26: „angebranntes Essen“
- 10-36: „Verkehrsunfall“
- 10-41: „Verdacht auf Brandstiftung“
- 10-60: „Großschadenslage“
- 10-66: „Feuerwehrangehöriger vermisst – weitere Kräfte erforderlich“
- 10-75: „bestätigtes größeres Schadfeuer“
- 10-80: „Gefahrguteinsatz“
- 10-84: „an der Einsatzstelle angekommen“
- 10-92: „böswilliger Falschalarm“

### Kommunikation im Telegrafenzeitalter

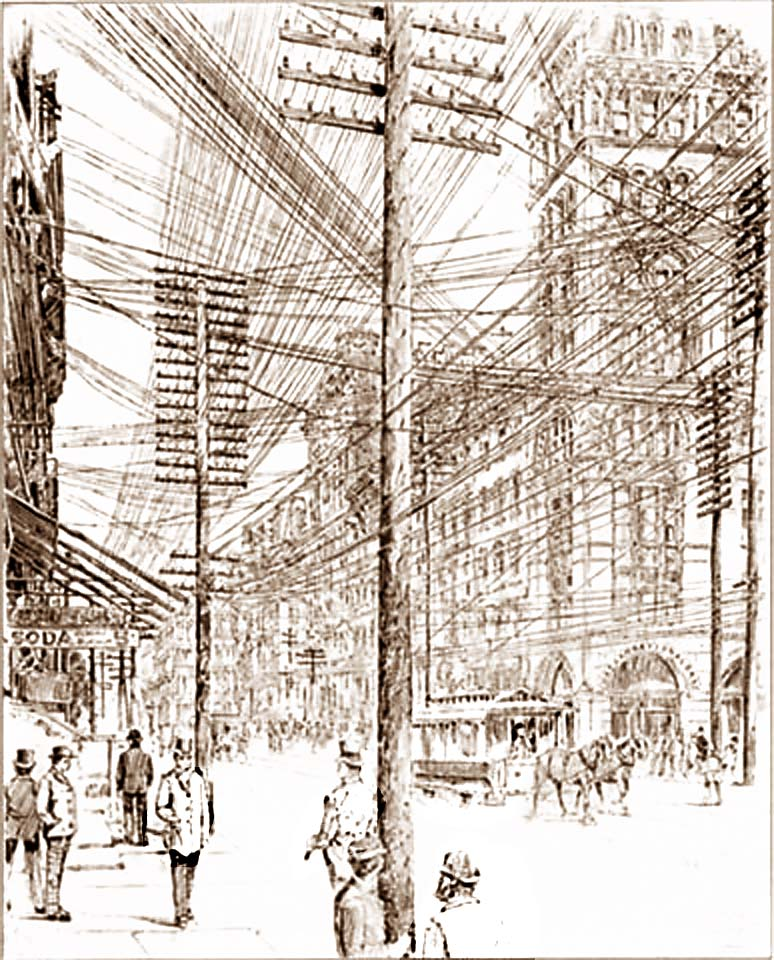
Strom-, Telefon- und Telegrafenleitungen über dem Broadway (1890). Nach dem Großen Schneesturm von 1888 wurden in Manhattan oberirdische Leitungen verboten.

Die Berufsfeuerwehr übernahm im Jahr 1865 von den freiwilligen Einheiten ein Telegrafensystem mit 11 Leitungen, die 68 Gerätehäuser und 8 Feuerwachtürme mit der Zentralstelle im Keller des Rathauses verbanden. Es wurde Morsecode mit Punkten und Strichen übertragen.
Die Berufsfeuerwehr erneuerte das Telegrafensystem und verlegte die Zentralstelle in ihr neues Hauptquartier an der Mercer Street. Es wurde nicht mehr Morsecode, sondern Punkte bzw. Glockenschläge übertragen. Als Beispiel sei das Signal „5-7“ genannt, das die Anforderung einer Engine und einer Ladder bedeutete: Es bestand aus fünf Glockenschlägen – Pause – sieben Glockenschläge. Hatte sich das System vorher nur bis zur 18. Querstraße erstreckt, wurde es nun bis zur 86. Straße ausgedehnt. Angeschlossen wurden neben den Feuerwachen und Feuerwachtürmen auch sechs Polizeiwachen und zwei Häuser der privaten „Fire Patrol“. Es wurden Tag und Nacht Fußstreifen ausgesandt, die jeden Brand sofort an die nächste Wache melden sollten.
Das davon unabhängige Feuermeldersystem an den Straßenecken wurde im Jahr 1870 südlich der 14. Straße und 1871 nördlich in Betrieb genommen und bestand aus 548 Meldern auf 41 Leitungen. Die dicht besiedelten Gebiete der Stadt breiteten sich nordwärts weiter aus, und 1878 gab es 973 Melder.
Die ersten Telefone wurden 1880 eingerichtet. Bis dahin kommunizierte man telegrafisch entweder schnell und codiert über Morsezeichen, oder langsam und im Klartext über Wählmaschinen, die in den Wachen der Battalions und wenigen weiteren Wachen existierten. Oberhalb der 86. Straße war nur die Wache der Ladder Company 14 in der 125. Straße angeschlossen. Einheiten in Upper Manhattan oder der Bronx, den 1874 neu von Westchester County übernommenen ländlichen Gebieten westlich des Bronx River, mussten Boten zur Wache von Ladder 14 entsenden, um dort telegrafische Nachrichten übermitteln zu lassen. Auch unterhalb der 86. Straße besaßen manche Wachen nur kleine Morseeinrichtungen aus einer Sendetaste, einer Empfangsglocke und einer Liste der Codes.
Eigene Systeme bestanden in Brooklyn und den vier östlich davon liegenden Städten, die in den Jahren 1894 bis 1895 in Brooklyn aufgingen. 1895 wurde die Bronx um die Gebiete östlich des Bronx River erweitert und erhielt 1902 ein von Manhattan unabhängiges Telegrafensystem. Im Jahr 1904 begann die neue Zeit für Richmond (Staten Island) und 1905 wurde die Zentralstelle für Queens eingeweiht.
Gewisse traditionelle telegrafische Codes wie das Signal „5-7“ werden noch heute intern verwendet. So verkündet das Signal „5-5-5-5“ den Tod eines Feuerwehrangehörigen im Dienst.